# 国鉄スハ32系客車
国鉄スハ32系客車（こくてつスハ32けいきゃくしゃ）とは、日本国有鉄道の前身である鉄道省が1929年（昭和4年）から製造した20 m級鋼製客車の形式群である。

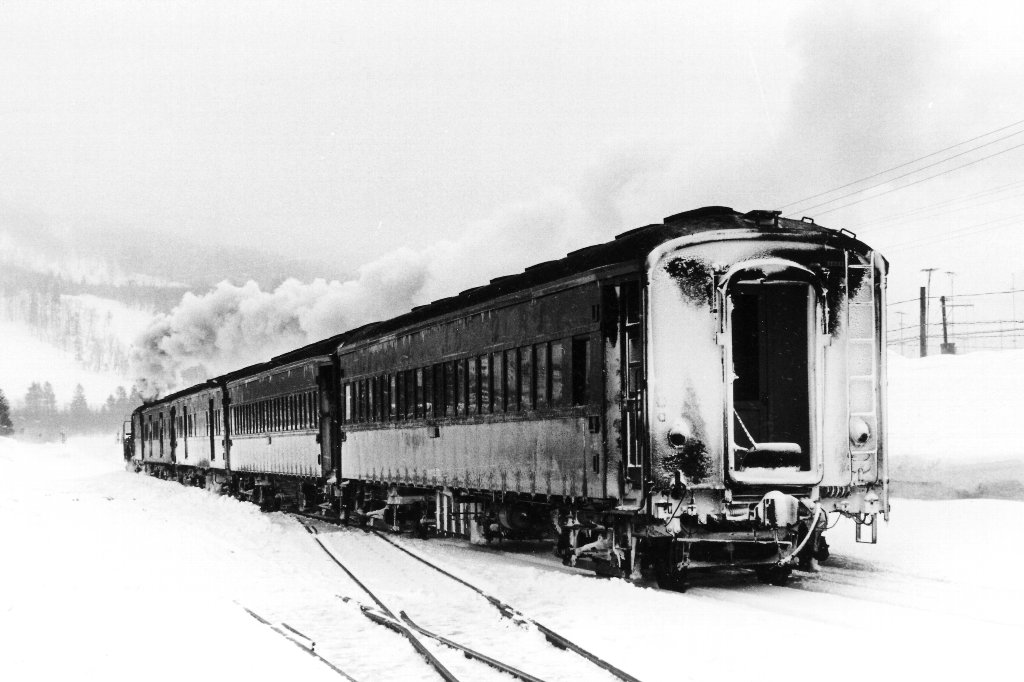
スハフ32形を最後尾として走る列車

## 概要
国鉄が定めた正式の系列呼称ではなく、1929年より製造が開始されたスハ32600形（のちのスハ32形）および1932年（昭和7年）より製造が開始されたスハ32800形（のちのスハ32形）と同様の車体をもつ客車を総称する、趣味的・便宜的な呼称である。
製造当初は1928年の称号規程に準拠した5桁番号の形式が使用されていたが、1941年の称号改正後は2桁の形式番号の後ろに車両番号を付番する方式となった。

## 特徴
鉄道省最初の鋼製客車のグループであるオハ31系客車（1927年〈昭和2年〉から製造）は、従来の木造客車の車体をそのまま普通鋼製としたような構造で、荷物車、食堂車など一部の車種を除いて全長が17 m（車体長16.5 m）であったほか、台枠も荷重に対して強度を確保できるが重量のかさむ魚腹形台枠を用いていた。ところがそれら最初の鋼製客車完成後に実施された荷重試験で、必ずしも台枠を魚腹形とする必要はないことが判明した。

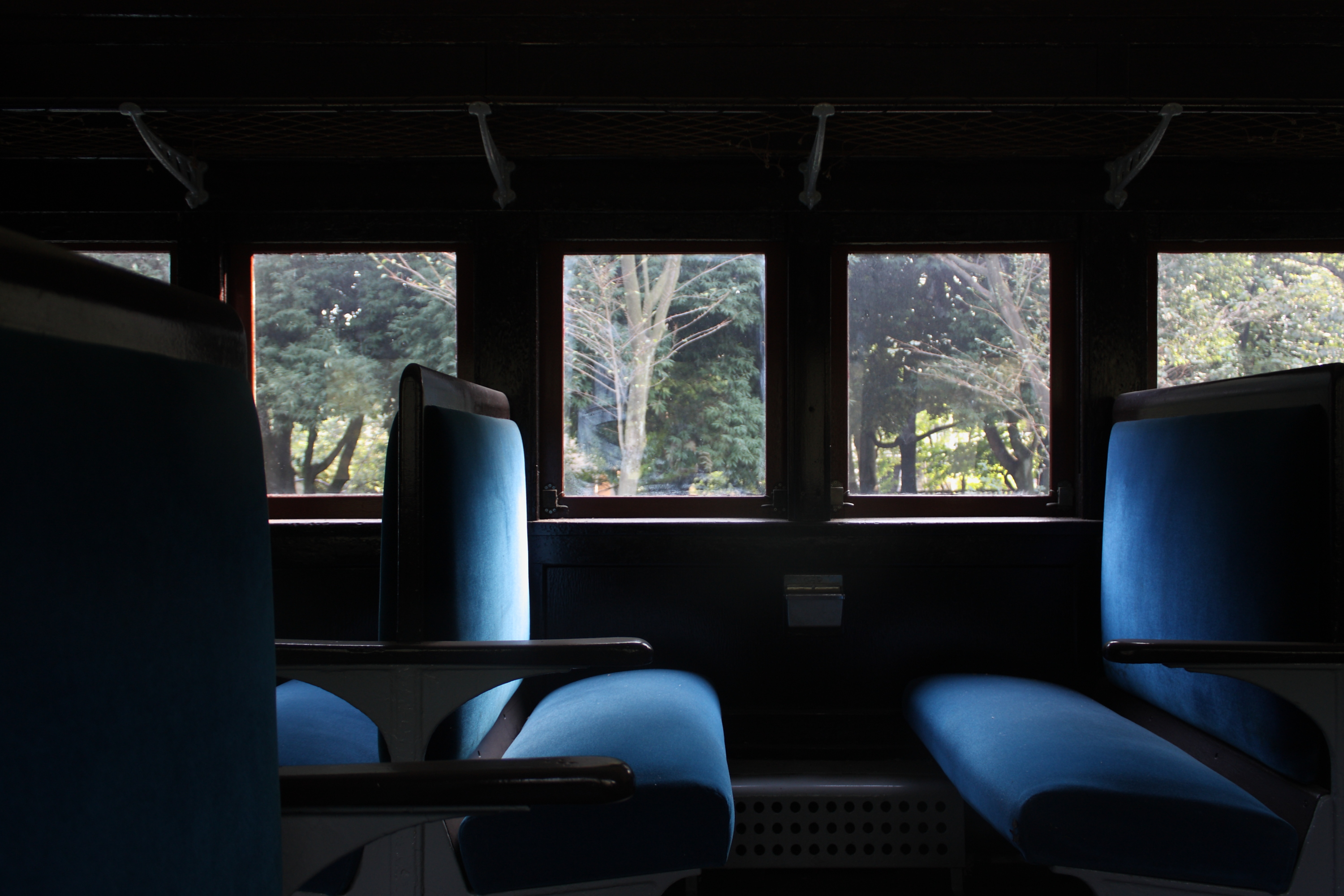
スハフ32形の車内

その結果、スハ32形以降の客車台枠は、原則的に溝形鋼を用いた、単純で軽量な長形台枠に変更された。それと同時に、全長は等級・用途を問わず、すべての車種で20 m（車体長19.5 m）に統一された。
座席のシートピッチはオハ31形では木造車並みの1,300 mmで、ボックス席2つにつき3枚の窓が並んでいたが、スハ32形では、シートピッチを1,455 mmに拡大して居住性を改善し、ボックス席1つに2枚の窓が並ぶようになった。窓の左右幅は変わらないが、上下寸法は735 mmに拡大された。また窓框の床面からの高さは、その後日本の旅客車両の多くが採用するようになる800 mmとなった。

### 台車・ブレーキ
台車は、オハ31系では球山形鋼と呼ばれる特殊な断面の鋼材を使用する釣合梁（イコライザー）式のTR11（2軸ボギー式）およびTR71（3軸ボギー式）が採用されていたが、造船需要の急激な減少に伴い、用途の限られる球山形鋼の製造が打ち切られたことで、これらの台車の継続生産が困難となり、全面的に構造を変更する必要が生じた。

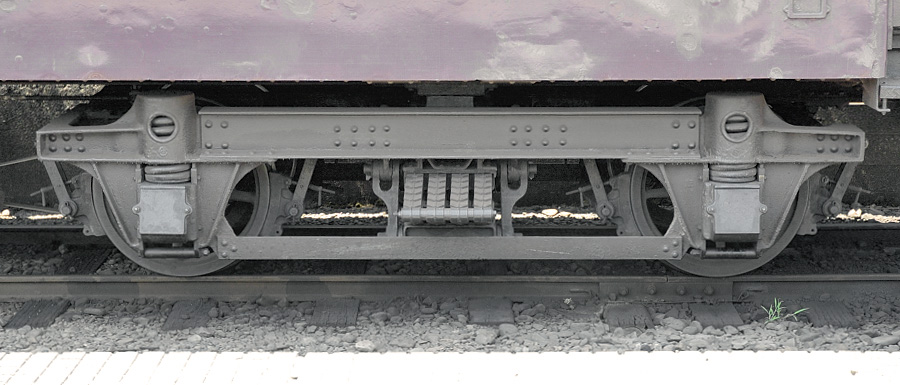
TR23形台車 スハ32600形などに装着されていた最初期型（図面番号VA3058）

そのため本系列では、ペンシルバニア形と呼ばれる鋳鋼製軸ばね部と一般的な形鋼による側梁を組み合わせた簡潔な構造の軸ばね式台車が新たに設計された。これらは2軸ボギーがTR23、3軸ボギーがTR73と呼称し、TR23は二等座席車・三等車（荷物合造車および寝台車を含む）・荷物車それに郵便車に、TR73は一等車（展望車を含む）・食堂車（合造車を含む）・寝台車（一等および二等。合造車を含む）などの優等車にそれぞれ装着された。なお、スシ37740形に限っては全車とも球山形鋼を使用するTR74 が装着され、台枠もこれにあわせて専用品が採用されたが、その理由は定かではない。
TR74を除くこれらにおいてはいずれも台車枠側面の大型部品であった釣合梁が廃止された。このため、摩耗部品であるブレーキシューの交換が容易となったほか、ばね下重量の軽減によって軌道破壊を抑制できるメリットがあった。
3軸ボギーのTR73もTR23と同様に1929年度より製造され、こちらも軸ばね部などの構造についてTR23と同様の改良が順次実施されている。世界的にみて3軸ボギー台車で釣合梁をもたない純粋な軸ばね式とした例はペンシルバニア鉄道3D-P1系を除くと少数派であり、この台車ではイコライザー式のTR71・72と同様に各車軸間に設けられた枕ばねを専用の「へ」の字形の梁で連結し、側受にかかる荷重を分散支持するため（この方式は九州鉄道ブリル客車に装着されていたJ.G.ブリル社製3軸ボギー式台車の方式を模倣したものである）に、設計上変則的な部分が見受けられる。
TR23台車は構造が比較的簡単かつ保守も容易なため、第二次大戦後にウイングばね式のTR40が登場するまでの20年にわたって国鉄客車に幅広く採用された。イコライザ式は1929（昭和4）年度のもの（図面番号VA3058）に始まって、同一形式のままで改良が順次加えられており、基本的にはほぼ同仕様で太平洋戦争後まで製造が継続し、さらにコロ軸受化されたTR34に発展している。
ブレーキはオハ31系で初採用されたA動作弁によるAVブレーキ装置（自動空気ブレーキ）が、車体シリンダー方式で当初より標準装備とされた。また、従来の客車では天井裏に単純な重力落下式の給水機構とともに設置されていた便所用水タンクが、このAVブレーキ装置のブレーキ管から流用して供給される空気圧で揚水するように変更され、保守面で有利な床下設置とされたのも、目立たないながら重要な改良点であった。

### 台枠
本系列の台枠は、基本的には溝形鋼を主材料とするが、初期の二重屋根車から1933年度製までは側梁に乙形鋼が使用され、2軸ボギー車には基本的にUF21が、3軸ボギー車にはUF45が使用された。
合造車であるスハニ35650・35700形、スハユ35300形の各形式については製造当初側面に大きな開口部をもつことによる強度不足が懸念され、オハ31系の20 m級3軸ボギー車用魚腹台枠であるUF46の台車心皿位置を2軸ボギー式台車用に変更したUF22が採用され、さらに荷重の大きな荷物車については、オハ31系に属するUF46を使用した一世代古い設計のカニ39550形が1930年（昭和5年）まで継続生産された。この懸念は後日実施された応力解析の結果強度に問題なしと判明したことから、1931年以降設計のグループでは開口部の大きな郵便・荷物車も台枠をUF21に変更している。
また例外的に台車に旧世代のTR71を改設計したTR74を装着するスシ37740形は台車側受取り付け位置の相違などの事情から枕梁の設計を一部変更したUF45Aを、展望デッキ の関係で展望室側車端部の細部構造や寸法が変更された展望車については、スイテ37000・37010形がUF47を、そしてスイテ37020形がUF47Aをそれぞれ使用した。
1934年度製以降は側梁を入手が容易な山形鋼とするなど溶接技術の進歩などを受けて改良が施され、2軸ボギー車にはUF30が、3軸ボギー車にはUF48が、食堂車には出入台が必要ないことから側梁の設計が変更されたUF49がそれぞれ使用された。
その後の解析の結果、前後の枕梁間に合計8本設けられていた筋交い梁が必要ないことが判明したことから、1936年度および1937年度製ではそれまで2軸ボギー用と3軸ボギー用が共通設計されていた枕梁の設計をそれぞれ専用設計とし、溶接組み立てを各所に採用し、2軸ボギー車にはUF37を、3軸ボギー車にはUF50を使用、1937年度以降は溶接組み立てを大幅採用した2軸ボギー車用UF38と3軸ボギー車用UF51の登場で20 m級一般形客車用台枠は完成の域に達し、次代のオハ35系客車に引き継がれている。このように、部材の配置・種類とその接合手法が合理化されていったことは、台枠そのものの軽量化進行に寄与した。

### 屋根構造・車体構造の変化
初期に製造された車両では、屋根は二重屋根 となっていた。この方式は、段差の部分に採光窓を設けることができるなどの利点があったが、構造が複雑で製造上の工数もコストも大きかった。そこで単純な丸屋根への変更が検討された が、当初は形状が大きく変わることへの反対が大きく、実施には至らなかった。
ところが、1931年（昭和6年）に製造された初の三等寝台車である30000形（のちのスハネ30形）において車両限界を最大限活用し上段寝台のスペースを確保する目的で丸屋根が必然的に採用され、同形式の製造過程で屋根製造にかかる工数とコストの削減が確認された。この結果他の車両についても増備車は丸屋根とすることとなり、1932年以降の新造車はすべて丸屋根に変更となった。
また、1934（昭和9）年度以降新造のグループでは溶接技術の進歩や台枠の設計変更でリベットの使用本数が大幅に減少し、ウィンドウ・シル/ヘッダーの他、長土台と側板の接合部などに各1列残るばかりとされた。
1938年（昭和13年）になると、客用窓を1 m以上に拡大したオハ35系の製造が開始され、以後製造される一般型客車はそちらに移行したが、保温や凍結による破損防止などの観点から、北海道向けの三等座席車には従来通り狭窓のスハ32形の二重窓車が1941年（昭和16年）まで製造された。また、オハ35系では転換クロスシート式二等車は太平洋戦争後になるまで製造されなかったため、転換クロスシートの30850形（のちのオロ35形）が、やはり1941年まで継続製造されている。
一方客室内部も製造時期により変化が見られ、二重屋根車までは木製客車同様妻羽目中央に束が入っていたが、丸屋根車ではこの束を取り払い、四方の枠縁で鏡板となるベニヤ板を押さえる構造となり、1934年（昭和9年）ごろからは押縁で押さえる構造に変更し、また37400形（のちのマロネ37形）の1940年度落成の一部の車両では鏡板一枚張りが試みられるなど、室内から束や枠縁を取り払う構造が随所に現れている。
クシ桁 は二重屋根車では「妻壁（室内）の一部」として木地塗りとされていたが、丸屋根車ではこれを「天井の一部」として天井と同色に塗装された。後年二重屋根車でも丸屋根車と同様にクシ桁を天井色とした車両が存在した。
1935年（昭和10年）製で、東京都立小金井公園で静態保存されているスハフ32 2146はこの時期の製造で、クシ桁・枠縁が残っている。
このクシ桁には中央の引戸上部に飾り押縁が取り付けられ、優等車のものは扇風機取り付け座を兼ねていたものを用いた。しかし、1936年（昭和11年）から扇風機の取り付け位置が天井に変更されたことからこの年以降飾り押縁は取り付けないこととなった。

### ガーランド形通風器
丸屋根車の屋根上に取り付けられたガーランド形通風器は、30000形（のちのスハネ30形）用では通風口が通風器の直下になかったのに対して、32800形（のちのスハ32形）グループ向けでは通風口を通風器の直下に置くことが可能となったことから通風口には室内灯が組み込まれた。
通風器と通風口の間には室内からてこで開閉する通風戸とシンダ = 石炭の燃えカスや煤煙の侵入を防ぐための金網が設けられ、二重屋根車の「通風窓開閉装置」と異なり開閉状態が目視で確認できないので、てこには通風戸の開閉状態が確認できるように一方は白色、反対側は黒色の塗装が施され、白色側が上にあるときに通風口が開くように作られていた。
ガーランド形通風器は「走行風で室内の空気を吸いだして排気する」構造になっているが、室内には「外気の取り入れ口」がないことから、室内への空気の供給は窓や戸からの「すきま風」に頼るという、矛盾した構造となっている。

## 二重屋根車
以下の形式一覧では1928年称号規程と1941年称号規程の両者を併記して「スハ32600形 → スハ32形」のように示す。

### 2軸ボギー車（二重屋根車）

#### スイロフ30550形 → スイロフ30形
スイロフ30550形は、皇族、政府高官などの要人貸切用として1932年3月に鉄道省小倉工場で2両（スイロフ30550・30551）が製造された一二等緩急車で、前位には奥行きが深く低座面の長手式腰掛を設備する一等室（定員18名）、後位には転換式腰掛を設備する二等席（定員36名）が設けられた。1941年10月の称号改正によりスイロフ30形とされ、スイロフ30 1・2が付番された。終戦直後、進駐軍に接収され二等座席車として使用された。1949年（昭和24年）、進駐軍より一等座席側のみ日本側に返還されたが、一等座席車として使用できないため二等座席に格下げしスロフ34形（初代）に改造された。

#### スロ30800形 → スロ32形
スロ30800形は、転換式腰掛をもつ定員64名の二等車で、1929年に日本車輌製造本店および川崎車輛において14両（スロ30800 - 30813）が製造された。年度ごとの製造状況は次のとおりである。
- 1928年度（8両）
  - 日本車輌製造本店：スロ30800 - 30803（4両）
  - 川崎車輛：スロ30804 - 30807（4両）
- 1929年度（6両）
  - 日本車輌製造本店：スロ30808 - 30813（6両）

1941年10月の車両称号改正では、全車がスロ32形（スロ32 1 - 14）に改称された。
戦災により2両が廃車され、終戦後5両が進駐軍に接収され、その際に2両がスハネ34形に改造された。接収解除後に残った3両が復帰したが、1962年（昭和37年）よりオシ16形へ2両が、残りがオハネ17形へそれぞれ台枠を供出した。

#### スロ31000形 → スロ33形
スロ31000形は、腰掛間隔1,980 mmのボックスシートをもつ定員64名の二等車で、1929年と1930年に40両（スロ31000 - 31039）が製造された。年度ごとの製造状況は次のとおりである。
- 1929年度（28両）
  - 汽車製造：スロ31000 - 31007（8両）
  - 日本車輌製造支店：スロ31008 - 31015（8両）
  - 日本車輌製造本店：スロ31016 - 31027（12両）
- 1930年度（12両）
  - 日本車輌製造本店：スロ31028 - 31033（6両）
  - 川崎車輛：スロ31034 - 31039（6両）

全車が東鉄局に配属され、東海道本線東京 - 沼津間、いわゆる湘南列車で運用されており、直流1500 V給電による電気暖房装置を備えていた。本形式も一部が1933年末の紀勢西線延伸開業に伴う準急「黒潮号」の白浜口延長運転開始時に阪和電鉄への乗り入れ運用に追加充当されている。1938年に9両（スロ31031 - 31039）が陸軍の要請により華中鉄道へ供出され、1941年10月の称号改正時に在籍していた31両がスロ33形とされ、スロ33 1 - 31が付番された。
戦災により7両が廃車となり、終戦後16両が進駐軍に接収され、その際2両がスハネ34形に改造された。接収解除後14両が復帰したものの、オシ16形へ1両、19両がオハネ17形へそれぞれ台枠を供出、残りが1956年（昭和31年）にスハ51形に格下げされた。

#### スロ30750形 → スロ34形
スロ30750形は、化粧室2箇所と給仕室を設備した転換式腰掛をもつ定員60名の二等車で、1930年に川崎車輛で10両（スロ30750 - 30759）が製造された。
落成後、特急「富士」や「燕」に連結されて運用され、1941年10月の称号改正時にスロ30770形とともにスロ34形とされ、スロ34 1 - 10が付番されたが、うち6はスロ30755時代の1941年9月16日の山陽線網干駅列車衝突事故により大破したため、「現車が実在しない」幻の番号となった。同車は1943年3月に廃車となった。
戦災により1両が廃車となり、終戦後は5両が進駐軍に接収された。1952年（昭和27年）に返還され8両が普通二等車として運用されたが、1962年より台枠を利用してオシ16形へ2両、オハネ17形へ6両が台枠を供出した。

#### スロフ31200形 → スロフ30形
スロフ31200形は、1929年と1930年に20両（スロフ31200 - 31219）が製造された、スロ31000形に対応する定員60名の緩急車である。年度ごとの製造状況は、次のとおりである。
- 1929年度（15両）
  - 川崎車輛：スロフ31200 - 31205（6両）
  - 田中車輛：スロフ31206 - 31209（4両）
  - 汽車製造：スロフ31210 - 31214（5両）
- 1930年度（5両）
  - 田中車輛：スロフ31215 - 31219（5両）

1941年の称号改正では、スロフ30形に改称され、スロフ30 1 - 40が付番された。戦災により1両が廃車され、終戦後に12両が進駐軍に接収された。その後返還されて復帰したが、10両がオハネ17形に台枠を供出、残りがスハフ50形に格下げされた。

#### スロフ31250形 → スロフ31形
スロフ31250形は、1930年に日本車輌製造本店で2両（スロフ31250・31251）が製造された、スロ30800形に対応する定員60名の緩急車である。
1941年の称号改正では、スロフ31形に改称され、スロフ31 1・2が付番された。2両とも無事に戦争を乗り切り、終戦後に2両とも進駐軍に接収された。その後返還されて復帰したが、1両がオハネ17形に台枠を供出、残ったもう1両はスハフ51形に格下げされた。

#### スロハ31450形 → スロハ31形
スロハ31450形は、1930年および1932年に23両が製造された二・三等合造車である。定員は二等36名、三等40名。年度ごとの製造状況は、次のとおりである。
- 1929年度（12両）
  - 汽車製造支店：スロハ31450 - 31456（7両）
  - 日本車輌製造支店：スロハ31457 - 31461（5両）
- 1931年度（11両）
  - 日本車輌製造支店：スロハ31462 - 31467（6両）
  - 川崎車輛：スロハ31468 - 31472（5両）

二等室は固定クロスシート装備である。二等室と三等室の間に便所と洗面所が設けられているが、1931年度製造車では位置関係が逆になっている。本形式も電気暖房搭載車両の一部が阪和電鉄直通の準急「黒潮号」に充当された。
1941年の称号改正により、丸屋根のスロハ31500形とともにスロハ31形とされ、スロハ31 1 - 23が付番された。戦災により2両が廃車され、終戦後に1両が進駐軍に接収された。その後返還され復帰するが、4両がオハネ17形に台枠を供出、残りがスハ50形に格下げされた。

#### スロハフ31700形 → スロハフ30形
スロハフ31700形は、1931年および1932年に13両（スロハフ31700 - 31712）が製造された、スロハ31450形に対応する緩急車である。定員は二等36名、三等32名。年度ごとの製造状況は、次のとおりである。
- 1930年度（8両）
  - 日本車輌製造支店：スロハフ31700 - 31704（5両）
  - 田中車輛：スロハフ31705 - 31707（3両）
- 1931年度（5両）
  - 日本車輌製造本店：スロハフ31708 - 31712（5両）

二等室は固定クロスシート装備である。二等室と三等室の間に便所と洗面所が設けられているが、1931年度製造車では位置関係が逆になっている。
1941年の称号改正により、丸屋根のスロハフ31750形とともにスロハフ30形とされ、スロハフ30 1 - 13が付番された。戦災により1両が廃車された。2両がオハネ17形に台枠を供出、2両がオヤ35形に改造され、残りはスハフ34形に格下げされた。

#### スハ32600形 → スハ32形
スハ32600形は、本系列の基本となる三等座席車で、汽車製造東京支店、日本車輌製造本店・支店、川崎造船所/川崎車輛、藤永田造船所、新潟鐵工所、梅鉢鐵工所、田中車輛、大阪鐵工所において、1929年から1931年にかけて合計158両（スハ32600 - 32757）が製造された。年度ごとの製造状況は次のとおりである。
- 1929年度（97両）
  - 汽車製造支店：スハ32600 - 32606（7両）
  - 日本車輌製造支店：スハ32607 - 32625（19両）
  - 日本車輌製造本店：スハ32626 - 32629（4両）
  - 川崎造船所：スハ32630 - 32635（6両）
  - 藤永田造船所：スハ32636 - 32652（17両）
  - 新潟鐵工所：スハ32653 - 32655・32690 - 32696（10両）
  - 梅鉢鐵工所：スハ32656 - 32665（10両）
  - 田中車輛：スハ32666 - 32677（12両）
  - 大阪鐵工所：スハ32678 - 32689（12両）
- 1930年度（51両）
  - 新潟鐵工所：スハ32697 - 32699（3両）
  - 汽車製造支店：スハ32700 - 32704（5両）
  - 日本車輌製造支店：スハ32705 - 32710（6両）
  - 日本車輌製造本店：スハ32711 - 32721（11両）
  - 川崎車輛：スハ32722 - 32730（9両）
  - 梅鉢鐵工所：スハ32731 - 32734（4両）
  - 田中車輛：スハ32735 - 32741（7両）
  - 大阪鐵工所：スハ32742 - 32747（6両）
- 1931年度（10両）
  - 大阪鐵工所：スハ32748 - 32750（3両）
  - 新潟鐵工所：スハ32751 - 32757（7両）

オハ31形の腰掛間隔のまま20メートル車に換算すると定員は96名になるが、腰掛間隔を1,455 mmに拡大して定員を88名とし、腰掛も背摺りが板張りであるものの傾斜をもたせて座り心地を改善した。
1938年に22両（スハ32704・32706 - 32724・32733・32734）が陸軍の要請により華中鉄道に供出されたため1941年10月の称号改正時に在籍していた136両が丸屋根のスハ32800形とともにスハ32形とされスハ32 1 - 136が付番された。3両が戦災廃車され、97両がオハネ17形に、1両がオシ16形に台枠を供出し、残った車両も1969年（昭和44年）1月にスハ32 2037（仙フク）が廃車され区分消滅した。

#### スハ33900形 → スハ32550形 → スハ33形
スハ33900形は、従来東京 - 下関間の特急「櫻」専用として使用されていた木造車のスハ28400形を置き換えるために設計された、2人掛け2列一方向き固定クロスシートを設置した三等車で、1930年3月に28400形と同数の19両（スハ33900 - 33918）が汽車製造東京支店（10両。スハ33900 - 33909）および日本車輌製造東京支店（9両。スハ33910 - 33918）で製造された。1937年（昭和12年）にスハ32550形に改形式ののち17両が病客車スヘ32550形に改造されたため、1941年10月の称号改正時に残存していた2両がスハ33形とされ、スハ33 1・2が付番された。これに前後して腰掛が向かい合わせ4人掛けに改造された。1両が戦災により廃車され、残った1両は1967年（昭和42年）に廃車された。

#### スハフ34200形 → スハフ32形
スハフ34200形は、スハ32600形に対応する三等緩急車で、日本車輌製造本店・支店、川崎造船所/川崎車輛、田中車輛、新潟鐵工所、汽車製造東京支店、藤永田造船所、梅鉢鐵工所、大阪鐵工所において、1929年から1931年にかけて105両（スハフ34200 - 34304）が製造された。年度ごとの製造状況は、次のとおりである。
- 1929年度（26両）
  - 日本車輌製造本店：スハフ34200 - 34209（10両）
  - 川崎造船所：スハフ34210 - 34220（11両）
  - 田中車輛：スハフ34221 - 34225（5両）
- 1930年度（60両）
  - 田中車輛：スハフ34226 - 34230（5両）
  - 新潟鐵工所：スハフ34331 - 34240・34283 - 34285（13両）
  - 汽車製造支店：スハフ34241 - 34245（5両）
  - 日本車輌製造本店：スハフ34246 - 34250（5両）
  - 川崎車輛：スハフ34251 - 34255（5両）
  - 日本車輌製造支店：スハフ34256 - 34263（8両）
  - 藤永田造船所：スハフ34264 - 34269（6両）
  - 梅鉢鐵工所：スハフ34270 - 34273（4両）
  - 田中車輛：スハフ34274・34275（2両）
  - 大阪鐵工所：スハフ34276 - 34282（7両）
- 1931年度（19両）
  - 藤永田造船所：スハフ34286 - 34289（4両）
  - 新潟鐵工所：スハフ34290 - 34294（5両）
  - 川崎車輛：スハフ34295 - 34298（4両）
  - 梅鉢鐵工所：スハフ34299・34300（2両）
  - 大阪鐵工所：スハフ34301・34302（2両）
  - 新潟鐵工所：スハフ34303・34304（2両）

1938年に7両（スハフ34251・34252・34290 - 34294）が華中鉄道に供出されたため、1941年10月の称号改正時に在籍していた98両が、丸屋根のスハフ34400形とともにスハフ32形とされ、スハフ32 1 - 98が付番された。1両が戦災廃車され、3両がオハネ17形に台枠を供出し、5両がスエ31形に、1両がスヤ37形に改造された。残りも廃車が進められた。
最後まで在籍していたのは、肥薩線で煤煙侵入防止のために通風器をすべて撤去し、使用されていたスハフ32 44（熊ヒト）で、1972年（昭和47年）1月に車籍抹消（除籍）となり、区分消滅した。

#### スハフ35250形
スハフ35250形は、スハ33900形に対応する三等緩急車で、置き換え対象となるスハフ28800形と同数の12両（スハフ35250 - 35261）が汽車製造東京支店（6両。スハフ35250 - 35255）および日本車輌製造東京支店（6両。スハフ35256 - 35261）において1930年3月に製造された。1937年に全車が病客車スヘフ35250形に改造されて消滅した。以降は、#病客車を参照されたい。

#### スハニ35650形 → スハニ31形
スハニ35650形は、1930年に20両（スハニ35650 - 35669）が製造された三等および荷物の合造車である。台枠はまだ強度に不安があった ためにスハユ35300形とともに魚腹台枠のUF22を使用しているのが特徴。1941年の称号改正でスハニ31形（スハニ31 1 - 20）に改称された。2両が戦災廃車され、11両がスハニ33形に改造され、このうち8両は復元された。1両がスエ31形に、3両がオル32形にそれぞれ改造され、残りは1968年（昭和43年）までに廃車された。

#### スハユ35300形 → スハユ30形
スハユ35300形は、1930年に6両（スハユ35300 - 35305）が製造された三等および郵便の合造車である。台枠は魚腹台枠のUF22を使用している。1941年の称号改正でスハユ30形（スハユ30 1 - 6）に改称された。戦後も残った4両のうち1両がスエ31形に改造され、残りは1968年に廃車された。

#### マニ36700形 → マニ31形
マニ36700形は、1931年から翌1932年にかけて18両（マニ36700 - 36717）が製造された荷物車で、荷重は14トン。この形式は、3軸ボギー台車、魚腹台枠のカニ39550形を大きく改良し、マユ36050形とともに強度に問題がないことが確認されたため、二軸ボギー台車のTR23を履き、長形台枠を使用した。1941年の称号改正で、マニ31形（マニ31 1 - 18）に改称された。戦後、連合軍専用客車に指定された車両のうち、1両がオシ33形に、1両がオハニ35形に改造されたが、この2両は原番号に復元された。また、1両がオシ30形に改造されたが、こちらは復元されなかった。7は1952年の更新修繕の際に丸屋根に改造された。4両が電気暖房化され、原番号+2000となった。1955年に5が事故廃車され（前述のマイネフ38 5と同様に洞爺丸と運命をともにした）、1両がマニ32形に、1両がスエ32形に、4両がスエ31形にそれぞれ改造され、残りは1964年から廃車が始まり、1970年（昭和45年）に全廃となった。

#### マユ36050形 → マユ31形
マユ36050形は、1932年に3両（マユ36050 - 36052）が製造された初めての鋼製かつ20 m級の郵便車である。鉄道省の所有であった。荷重は13トン。長形台枠を使用し、台車はTR23を履く。1941年の称号改正でマユ31形（マユ31 1 - 3）に改称された。戦後も残っていた1と3は電気暖房化がされ、原番号に2000を加えて2001と2003となった。1967年に2001が、翌1968年に2003が廃車され消滅した。

### 3軸ボギー車（二重屋根車）

#### スイテ37000形 → スイテ38形
スイテ37000形は、1930年に特急「富士」用の展望車として3両（スイテ37000 - 37002）が鉄道省大井工場で製造された一等展望車である。定員は、一等13名、展望室11名である。
展望室は当時流行のアール・デコ様式のモダンな洋風デザインを取り入れ、同時期に新築した東京日本橋の白木屋百貨店の内装デザインに似ていることにちなんで「白木屋式」と呼ばれた。1両（スイテ37002）が1931年に特急「燕」用予備車として区分室付きのスイテ37030形に改造されたため、1941年10月の称号改正時に残存していた2両がスイテ38形とされ、スイテ38 1・2が付番された。
戦時中は使用停止となり疎開していたために空襲にも遭わず、状態が良好であった1は戦後進駐軍に接収された。これに対し2は接収されなかったため、1949年に特急「へいわ」用としてマイテ39 21に改造された。マイテ39 21のその後は#展望車の改造車のマイテ39形を参照。
その後1は接収解除されたが特急運用には充当されず、1956年にオシ17形へ台枠を供出した。
| 当初形式    | 1941年 改正後 | 区分室        | 展望室 様式 | 屋根 |
| ----------- | ------------- | ------------- | ----------- | ---- |
| スイテ37000 | スイテ38      | なし          | 洋式        | 二重 |
| スイテ37010 | スイテ39      | なし          | 桃山式      | 二重 |
| スイテ37020 | スイテ48      | あり （前寄） | 洋式        | 二重 |
| スイテ37030 | スイテ47      | あり （中央） | 洋式        | 二重 |
| スイテ37040 | スイテ49      | なし          | 洋式        | 丸   |

#### スイテ37010形 → スイテ39形
スイテ37010形は、特急「富士」用として1930年に鉄道省大井工場で2両（スイテ37010・37011）が製造された一等展望車で、基本構造はスイテ37000形に準じるが、展望室は国際連絡列車としての「富士」の性格や、当時鉄道省が海外で実施していた外国人観光客誘致政策との連動企画として、桃山式と呼ばれる御殿造りの豪奢な内装とされた。定員は、一等18名、展望室12名である。
1941年10月の称号改正によりスイテ39形とされ、スイテ39 1・2が付番されたが、戦時中は使用停止となり、戦後は2両とも連合軍の接収を受けなかったことから特急用として整備された。もっとも、戦時中空襲により破壊された1は内装部材の一部を比較的状態の良好であった2に提供して簡素な洋式内装で復旧しマイテ39 1に改造、部材の提供を受けた2は新造以来の桃山式で復旧してマイテ39 11に改造された。その後は#展望車の改造車のマイテ39形を参照。

#### スイテ37020形 → スイテ48形
スイテ37020形は、特急「燕」用として1931年に鉄道省大井工場で2両（スイテ37020・37021）が製造された一等展望車で、隣接して一等寝台車が連結されるために区分室を必要としなかった「富士」用の各形式と異なり、昼行特急で一等寝台車の連結がない「燕」の場合、政府要人や貴賓客のための区分室の設置が特に求められたため、出入台寄りに3人用区分室が設備された。定員は、一等19名、展望室10名である。
展望室のインテリアは再びモダンな洋式とされた。1941年10月の称号改正によりスイテ48形とされ、スイテ48 1・2が付番された。戦時中は使用停止となり、2両とも戦後進駐軍に接収され、軍用列車の最後尾に連結される司令官座乗車として重用された。スイテ48 1は1949年接収解除後、整備の上「はと」用として1950年（昭和25年）から使用されたが、のちに返還された車両が増えると予備に回り、2は接収解除された後は休車となり、結局ともに1956年・1957年（昭和32年）にオシ17形に台枠を供出した。

#### マイネ37130形 → マイネ38形
マイネ37130形は、特急「富士」用として1930年に鉄道省大宮工場で5両（マイネ37130 - 37134）が製造された一等寝台車で、区分室を5室（2人用3室、4人用2室）を設備するほか、貴賓客用に特別室が設備された（当初2人用、のちに3人用）。1935年、時の鉄道大臣内田信也の発案により大井工場でマイネ37130にシャワー浴室を設け、同年7月15日から営業を始めたが、1両のみの改造であったため4日おきの営業充当となった上、一・二等乗客限定であったために利用率は極めて低く、8月には平均7人（/日）、9月は平均3人（/日）と低迷。同年9月20日東京発の列車をもってシャワー室の営業を打ち切った。一等車の改造費約2000円に対し、利用料金の収入は75円にとどまった。
1941年10月称号改正によりマイネ38形とされマイネ38 1 - 5が付番された。1944年（昭和19年）4月に戦局の悪化に伴い使用停止となった。戦後、連合軍に接収され、同時期に1・4・5に対し車軸駆動式のKM型冷房装置を設備した。4については軍番号1202、軍名称Miamiとしてアイケルバーガー将軍用専用車指定された。1952年に連合軍より国鉄に返還された後は、1955年（昭和30年）7月等級制改正によりマロネ49形に改形式され、1960年（昭和35年）に全車オシ17形へ台枠を供出した。

#### マイネフ37230形 → マイネフ38形
マイネフ37230形は、1930年に鉄道省大宮工場・大井工場で5両（マイネフ37230 - 37234）が製造された一等寝台緩急車で、寝室は2人用区分室を8室設備する。大宮工場製が2両（マイネフ37230・37231）で、大井工場製が3両（マイネフ37232 - 37234）である。
戦前は、東京 - 神戸間の急行17・18列車で限定運用され、1941年10月称号改正によりマイネフ38形とされマイネフ38 1 - 5が付番された。戦後、全車両が連合軍に接収された。接収解除による返還後は東京 - 札幌間の連合軍専用「特殊列車」で使用された。1954年（昭和29年）ごろに更新修繕で外板の張替えが施工され鋼体を溶接で組み直したことからウィンドウ・シル/ヘッダーなど車体表面のリベットが見えなくなった。1955年7月の等級制改正によりマロネフ49形に改形式され、1962年までに全車廃車となった。
なお、マイネフ38 5は1954年9月26日の洞爺丸事故で沈没した洞爺丸に積載されていたほかの客貨車と運命をともにした。1955年7月にマロネフ49 5とされたが、6月に引き上げられた洞爺丸が保全命令を受けたため廃車手続きができず「現車が実在しない」幻の番号となった。10月に同船の保全命令が解かれ廃車された。また、更新修繕が行われていたかは不明である。

#### マイネロ37260形 → マイネロ37形
マイネロ37260形は、1931年に鉄道省鷹取工場で4両（マイネロ37260 - 37263）が製造された一等寝台二等車である。
前位には寝台区分室（2人用3室、4人用1室）、後位には二等座席（転換クロスシート）を設備する。当初から札鉄局用として設計された寒冷地向け車両で、配属後函館 - 旭川間の急行401・402列車で使用された。1934年12月に東海道・山陽本線以外の一等車の連結中止措置に伴い本州に転属し予備車として仙台・大阪・門司の各鉄道局に分散配置された。1937年7月の特別急行「鴎」運転開始に伴い東鉄局に転属、一等展望車スイテ37050形の連結まで一等車として使用された。1940年（昭和15年）にマイネロ37261 - 37263の3両は緩急車化され、マイネロフ37261 - 37263に改造された。1941年10月の称号改正でマイネロ37260はマイネロ37形とされマイネロ37 1が付番された。戦後、連合軍に専用客車として接収された後、1950年に特別職用車マヤ57形（マヤ57 1）に改造された。

#### マイロネフ37280形 → マイロネフ37形
マイロネフ37280形は、1931年3月に鉄道省小倉工場で3両（マイロネフ37280 - 37282）が製造された一・二等寝台緩急車である。
前位に一等区分室寝台（2人用2室、4人用1室）と後位に二等開放寝台（ツーリスト式寝台）を設備する。欧亜連絡列車として東京 - 敦賀港間で使用された。1934年（昭和9年）に同列車は二等寝台車のみ連結となり編成から外れている。1941年10月称号改正でマイロネフ37形とされマイロネフ37 1 - 3が付番された。戦後、全車両が連合軍に専用客車として1952年まで接収された。返還後の1953年（昭和28年）の称号改正でマイロネフ29形に改形式する予定であったが、一等寝台の利用が見込めなかったため一等区分室寝台を二等区分室寝台に格下げ、特別二等寝台とし、特別室つき二等寝台車マロネフ38形（マロネフ38 1 - 3）へ改造された。

#### マロネ37350形 → マロネ37形
マロネ37350形は、マロネ37300形の増備車として製造された二等寝台車で、1929年12月から1931年8月にかけて大井・鷹取・小倉の各鉄道省工場と日本車輌製造、川崎造船所で合計49両（マロネ37350 - 37398）が製造された。その状況は、次のとおりである。
- 1929年度（27両）
  - 日本車輌製造本店：マロネ37350 - 37358・37366 - 37376（20両）
  - 鉄道省鷹取工場：マロネ37359 - 37362（4両）
  - 鉄道省小倉工場：マロネ37363 - 37365（3両）
- 1930年度（22両）
  - 日本車輌製造本店：マロネ37377 - 37390（14両）
  - 川崎造船所：マロネ37391 - 37396（6両）
  - 鉄道省大井工場：マロネ37397・37398（2両）

開放寝台14組（ツーリスト式寝台、定員42名・寝台数28）が設けられたが、室内の配置を見直し隅用洗面台を2台設けた2人用化粧室を新設し、洗面所を3名分に増やして利用者に使いやすい構成となった。また最終落成のマロネ37397・37398は便所の配置を車端前後に振り分ける構成となり利用者の利便を図り、以後の二等寝台車の車両構成の基本となった。四国以外の全国に配置され、主要幹線で特急、急行列車に連結された。瀬田川事故でマロネ37372・37373が翌年5月に一旦廃車となったが、1936年3月に復旧の上で車籍復活（復籍）した。1941年10月の称号改正でマロネ37300形・マロネ37400形とともにマロネ37形とされ、旧マロネ37300形に番号を続けマロネ37 44 - 92が付番された。1944年4月に戦局の悪化により寝台車の使用が停止され、同年6月より全車戦時三等車マハ47形（マハ47 44 - 92）への改造が計画されたが、本形式は43両が改造され、6両（うち1両は最終増備車のマロネ37 92）はマロネ37形のまま残された。戦後、寝台車としての設備を維持していたこれら6両はすべて連合軍に接収されたが、1952年までに接収解除された。1953年6月の称号改正でマロネ29形（21以降）に改番されたが、最終増備車は室内構成が異なるため番号を区分してマロネ29 31が付番された。以降急行列車に連結されたが、1963年（昭和38年）2月までに全車廃車となった。

#### マロネフ37550形 → マロネフ37形
マロネフ37550形は、マロネフ37500形の増備車として4両（マロネフ37550 - 37553）が製造された二等寝台緩急車で、1932年3月に鉄道省大井工場（マロネフ37550・37551）と日本車輌製造（マロネフ37552）、川崎車輛（マロネフ37553）で製造された。
開放寝台12組（ツーリスト式寝台、定員36名・寝台数24）が設けられた。車掌室を設けたため37350形より定員が座席6名・寝台4名分減少したが、その分スペースに余裕ができたため、洗面所は一人用洗面台を3名分設け喫煙室も向い合せ座席で定員も増やしている。車体はスハ32600系で一番遅くに落成したためリベットが少なくなり、アンチクライマーも取り外されたため従来より軽快なイメージになった。落成後は品川区に配置され、東海道線の急行列車に連結された。1941年10月の称号改正でマロネフ37形とされ、旧マロネフ37500形に番号を続けマロネフ37 24 - 27と付番されている。1944年4月に戦局の悪化により寝台車の使用が停止され、1945年（昭和20年）2月にマロネフ37 24が戦時三等車マハ47 121に改造された。残りはマロネフ37形のまま残された。戦後、連合軍に接収され、1952年までに接収解除された。1953年6月の称号改正でマロネフ29形（11 - 13）に改番され、引き続き品川区に配属された。1964年（昭和39年）3月までに全車廃車となった。

#### スシ37740形 → スシ37形
スシ37740形は、1929年から1931年にかけて19両（スシ37740 - 37758）が製造された食堂車である。スシ37700形を改良したグループであるが、基本仕様は同じで台車は三軸ボギーのTR74を履く。1941年の車両称号改正でスシ37700形とともにスシ37形とされ、スシ37 39 - 57を付番されている。1944年の食堂車使用停止で不要となり、7両がマハ47形（199以降）に改造された。残りは調理室と冷蔵箱、物置以外の車内設備を撤去、三等用腰掛を設備してスハシ48形に改造された。終戦後に食堂車がないことからスハシ48 1・4・6 - 12がスシ37 46・49・51 - 57に復元された。うち7両はすぐさま進駐軍に接収され、4両が冷房化改造された。1953年の車両称号改正で、冷房車がマシ29形とされ、残りはスシ28形（0番台）に改番された。1962年までに廃車された。

#### マイシ37900形 → マロシ37900形 → マロシ37形
マイシ37900形は、九州島内の急行1・2列車 に連結のため、1931年3月に鉄道省大宮工場で5両（マイシ37900 - 37904）が製造された一等および食堂の合造車である。1934年12月時刻改正で東海道・山陽本線以外の一等車の連結が廃止されたため、翌1935年12月に一等室の設備のまま二等に格下げし、喫煙室と給仕室を食堂に改装してマロシ37900形（同番）となった。同時に37900 - 37902は大阪鉄道局（山陰線用）へ、37903・37904は札幌鉄道局（北海道）に転属した。1941年10月の称号改正によりマロシ37形とされマロシ37 1 - 5を付番されている。1944年4月の食堂車使用停止で不要となり、厨房と物置を除き車内設備を撤去、三等用腰掛を設備してマハシ49形（マハシ49 1 - 5）に改造された。

#### スロシ37950形 → スロシ38形
スロシ37950形は、北海道内の急行201 - 204列車用として製造された二等および食堂の合造車で、1932年3月に大宮・鷹取の両鉄道省工場で5両（スロシ37950 - 37954）が製造された。
この車両から側柱と外板が溶接で組み立てるようになったため外板のリベット数が減少した。また食堂側仕切引戸が食堂のテーブル配置に合わせて取り付けられているため食堂寄りの隅用腰掛が片側一人席と二人席の組み合わせとなったため、定員は二等19名・食堂18名となっている。1941年10月の称号改正でスロシ38000形とともにスロシ38形とされスロシ38 1 - 5が付番された。これも1944年4月の食堂車使用停止以降は余剰車となり、厨房と物置を除き車内設備を撤去、三等用腰掛を設備してマハシ49形（マハシ49 6 - 10）に改造された。

## 丸屋根車

### 2軸ボギー車（丸屋根車）

#### スハネ30000形 → スハネ30形（初代）
スハネ30000形は、1931年に10両（スハネ30000 - 30009）が製造された、初の三等寝台車。のちのナハネ10形と同様に車両の片側に廊下を設け、枕木方向に三段式寝台を向かい合わせで設置した。当初は寝台を区分するカーテンは一切用意されていなかった。
本形式では車両限界を有効活用すべく本系列初の丸屋根構造が採用され、以後の新造車が丸屋根構造へ移行する端緒となった。このため大半の車両では二重屋根車に準じたリベット組み立て構造となっており、過渡期の設計であったことをうかがわせていた。
1931年1月に隅田駅 - 土浦駅間で試運転が行われた後、同年2月1日から東京 - 神戸間の夜行急行13・14・19・20列車 に5両が投入、さらに同年6月より増備車5両の完成を待って特急「櫻」 への連結と前述の急行4列車への増結が実施された。1941年10月の称号改正によりスハネ30形となりスハネ30 1 - 10が付番されることとなったが、その直前の7月に三等寝台車の使用停止が決定されたため実際に改番されたのは1 - 7・9の8両に留まり、8と10は新番号へ改番せずに直接オハ34形に改造された。また、スハネ30形とされたグループについても1942年度までにオハ34形  に改造された。

#### スハネ30100形 → スハネ31形
スハネ30100形は、1932年から1937年にかけて日本車輌製造本店および支店・汽車製造東京支店・新潟鐵工所・田中車輛・梅鉢鐵工場・大阪鐵工所で合計110両（スハネ30100 - 30209）が製造された三等寝台車である。スハ32800形（丸屋根車）のグループでは最初に登場した。
車内は、前位より便所および給仕室、三段式寝台が側通路方式で向かい合わせに9区画、後位には便所および化粧室（洗面台を前後の隅に2台配置）が設けられていて、定員は72名（寝台数54） である。
1941年の車両称号改正によりスハネ31形とされ、スハネ31 1 - 110が付番された。
車体は、スハネ30100 - 30143は台枠にUF21を使用し車体裾のリベットは2列、スハネ30144以降は台枠をUF30に変更し車体裾のリベットが1列となっていて、台車はTR23を装着する。
室内は、構体設計の見直しで車体高が40 mm拡大されたことから各段の寝台間隔が変更されていて、寝台長を1900 mmから1855 mmに短縮することにより通路幅を確保したほか、寝台通路側に頭部のみを覆うカーテンが装備され、また臭気防止と騒音防止の観点から前後位にある便所および化粧室と客室の間には開き戸が設けられた。1936年度予算車からクシ桁の構造が変更され、北海道向け車両では側窓の二重窓化や便所化粧室への暖房管設置が行われた。
落成後は特急「富士」など主要な優等列車に連結されて運用されたが、スハネ30000形の項にあるように三等寝台車が使用中止とされたことから、1942年から1944年にかけて全車オハ34形  に改造され、形式消滅となった。

#### スロ30770形 → スロ34形
スロ30770形は、1936年から1937年にかけて日本車輌製造と川崎車輛および鉄道省鷹取工場で合計11両（スロ30770 - 30780）が製造された給仕室付の二等車である。
1941年の車両称号改正によりスロ30750形とともにスロ34形とされ、スロ34 11 - 21を付番された。
基本構造はスロ30750形と同様で、給仕室は寝台車のそれとは異なり給仕の控室として使用され、給仕室を設けたことから給仕室の向かいに化粧室を増設して化粧室が2箇所設けられているのが特徴である。
客室は転換式腰掛が隅用を含み15列設けられ、定員は60名とされた。
また本形式から隅用腰掛 が転換式腰掛に合わせた新意匠のものへ変更され、扇風機が天井設置とされたことからクシ桁の飾り押縁が省略されたほか、従来枠縁構造とされていた室内のベニヤ板の固定方法を押縁で押さえる構造に変更した。
また1936年に落成したスロ30774 - 30776・30779・30780は便所が水洗式に、台枠がUF37にそれぞれ変更となり、鋼体に溶接組み立てが採り入れられた。
落成後は特急「燕」に使用されていたが、特急廃止後の使用状況は不明となっている。
戦災により2両が廃車となり、終戦後連合軍に接収された車両が4両存在した。
接収解除後は給仕室をもつことから、主に急行列車などで使用され、1964年に2両が給仕室を車掌室に変更してスロフ34形（2代）に改造、1両がオハネ17形へ台枠を供出、残りはスハ52形に格下げされた。

#### スロ30850形 → オロ35形
スロ30850形は、1934年から1941年にかけて日本車輌製造・汽車製造東京支店・田中車輛・川崎車輛・新潟鐵工所で合計70両（スロ30850 - 30919）が製造された二等車である。
1941年の車両称号改正に重量記号変更を併施して オロ35形とされ、オロ35 1 - 70を付番された。
スロ30800形（スロ32形）を丸屋根化した構造をもち、定員は64名とされた。鋼体はスロ30850 - 30870までは台枠にUF30を使用したリベット組立とされたが、スロ30871以降は溶接組み立てとされ、スロ30871 - 30894は台枠にUF37を、スロ30895以降はUF38をそれぞれ使用している。またスロ30871以降は内装材の固定を枠縁構造から押縁止めに変更し、従来クシ桁に取り付けられていた扇風機を天井設置としたことからクシ桁に取り付けられていた飾り押縁が廃止された。
戦災により6両が廃車となり、終戦後連合軍に接収された車両が18両存在した。
接収車両は接収解除時に元形式・元番号に復旧されているが、スハネ34 9に改造されていたオロ35 33は復旧時に改番が行われオロ35 53（2代） とされた。
1959年（昭和34年）から1962年にかけて、主に東北本線や北陸本線で運用される26両に電気暖房装置設置工事が施工され、自重増により重量等級が変わったことから該当車両はスロ43形に改造された。
その後近代化改造工事の施工などを受けながら普通二等車（いわゆる並ロ）として使用されてきたが、特別二等車（特ロ）の増備により6両がマニ36形に改造され、残りはオハ53形（0番台）に格下げされた。

#### スロフ31050形 → オロフ32形
スロフ31050形は、1934年と1937年に日本車輌製造本店および東京支店・汽車製造で合計11両（スロフ31050 - 31060）が製造された二等緩急車である。
1941年の車両称号改正時に重量記号変更を併施して オロフ32形とされ、オロフ32 1 - 11を付番された。
スロ30850形（オロ35形）を前後逆向き にして後位1区画に車掌室を設けた構造となり、定員は60名とされた。
車体は、スロフ31050 - 31052は台枠にUF30を使用したリベット組み立て構造、スロフ31053 - 31060は台枠にUF37を使用した溶接組み立て構造とされた。スロフ31053以降は同時期に製造された車両に倣い室内が押縁構造に変更され、扇風機が天井に移設されている。
戦災で2両が廃車となり、終戦後連合軍に接収された車両が6両存在した。
接収解除後は特に大きな改造を受けることなく使用されたが、1965年（昭和40年）に7両がオハフ52形に格下げされ、残った車両も1967年にオロフ32 11（大ムコ）が廃車となり形式消滅した。

#### スロハ31500形 → スロハ31形
スロハ31500形は、スロハ31450形の後継形式として1932年から1939年（昭和14年）にかけて日本車輌製造と田中車輛で合計38両（スロハ31500 - 31537）が製造された二三等座席車である。
室内配置はスロハ31450形同様前位に固定式腰掛を設けた定員36名の二等室、後位に定員40名の三等室を設け、その中間に便所・化粧室を設けた構造となっている。
1941年の車両称号改正によりスロハ31450形とともにスロハ31形とされ、スロハ31 24 - 61を付番された。
スロハ31500 - 31506はスロハ31450形をそのまま丸屋根にした構造で、台枠にUF21を使用し、車体裾のリベットは2列、腰掛は二等用腰掛甲種（図面番号VB11168）と三等用腰掛（図面番号VB11170）の組み合わせとなっていて、三等用腰掛の背摺は木製のままとされた。スロハ31507以降はUF30台枠を使用して車体裾のリベットは1列に、三等室の腰掛は背摺が木製からモケット張り（図面番号VB11660）に、スロハ30508から二等室の腰掛を甲種から改良された乙種（図面番号VB11757）に、台車中心ピンキセと桟板もそれぞれ形状が変更された。またスロハ31514からは三等室の仕切壁のクシ桁の飾り押縁が廃止されて隅用腰掛に肘掛が取り付けられ、スロハ31520から内装材の固定方法が枠縁構造から押縁構造に変更されたことで室内が明るくなり、二等室の扇風機はクシ桁から天井に移設し、網棚の形状も変更された。
1942年、樺太庁鉄道向けに本形式の設計を流用したスロハ2550形が1両のみ日本車輌にて製造されている。他の樺太向け車輌同様、貫通幌に両開きの扉を設けるなど、北海道以南向けより耐寒性能を引き上げている。
戦災により6両が廃車となったほか、3両が連合軍に接収された。
1949年に1両がスヤ31形（のちのオヤ31形）に改造され、1962年に5両がオハネ17形に台枠を供出、残りは1963年にスハ50形に格下げして形式消滅した。

#### スロハフ31750形 → スロハフ30形
スロハフ31750形は、スロハフ31700形の後継形式として1932年に田中車輛で3両（スロハフ31750 - 31752）が製造された二三等緩急車である。
1941年の車両称号改正によりスロハフ31700形とともにスロハフ30形となり、スロハフ30 14 - 16を付番された。
室内配置はスロハフ31700形同様前位に固定式腰掛を設けた定員36名の二等室、後位に定員32名の三等室と車掌室を設け、その中間に便所・化粧室を設けた構造となっている。車体はスロハフ31700形をそのまま丸屋根とした構造で、台枠にUF21を使用し、車体裾のリベットは2列、腰掛は二等用腰掛甲種と三等用腰掛の組み合わせで、三等用腰掛の背摺は木製であった。1932年度予算車であることから室内は枠縁構造でクシ桁には飾り押縁が取り付けられ、また北海道向けとして製造されたことから側窓は二重窓とされ、鎧戸に替えて窓掛装置が取り付けられていたのが特徴である。
1945年に1両が事故廃車となり、残りはスハフ34形に格下げされた。

#### スハ32800形 → スハ32形
スハ32800形は、スハ32600形の後継となる三等座席車で、1932年から1942年にかけて日本車輌本店および支店・田中車両・汽車製造本店および支店・藤永田造船所・梅鉢鉄工場・大阪鉄工所・新潟鐵工所・川崎車輌・日立製作所のほか小倉・苗穂・大井・大宮・鷹取の各鉄道省工場で合計727両が製造された。定員は88名である。
1941年の車両称号改正後はスハ32600形とともにスハ32形とされ、スハ32 137以降の車号が付番された。
台枠は32800 - 32832はUF21、32833 - 33115はUF30、33116 - 33512とスハ32 836 - 863 は筋交い梁が省略され枕梁や横梁の設計が変更されたUF38を使用し、台車はいずれもTR23を装着する。
車体については台枠にUF21を使用する1932年・1933年度落成車は車体裾を2列のリベットで接合しているが、台枠をUF30に変更した1934年度からはこの部分の設計を変更してリベットが1列になり、また小倉・苗穂・鷹取の各鉄道省工場で製造された車両の一部は構体について全溶接組み立てが試行された。さらにその中でも鉄道省小倉工場製車については、幕板帯を側柱の間に組み込んで幕板の内側に隠した「ノーヘッダー車」とされ、異彩を放った。なお、同時期の電車ではモハ52形に代表される「ノーシル・ノーヘッダー車」が盛んに製造されていた。
腰掛は1932年度予算車である32800 - 32813はスハ32600形と同じもの（図面番号VB11170 - を、1933年度予算車である32814 - 32832には背摺り板が1枚張りに変更されたもの（図面番号VB11614）と木製背摺りの腰掛が使用されたが、1934年度予算車以降背摺りに布団を設け（図面番号VB11660）、座り心地が大幅に改善された。
窓の日よけは鎧戸とされたが、北海道向けの車両は鎧戸の部分に内窓を入れて二重窓としたことから窓掛装置（巻き上げカーテン）を取り付けた。
また田中車両製の32848 - 32859と鉄道省鷹取・小倉工場製の33024 - 33039は特急用として製造されたため窓には網戸と窓掛装置、天井には扇風機が設置された。
1943年には21両が腰掛減少工事を施工してスハ36形とされ、戦災で72両が廃車となっている。
上記の新造車のほか、本土に残存していた樺太庁鉄道向け車両の編入や戦災被災車などを復旧した車両がある。戦後、連合軍に接収された車両のうち、4両が復元されなかった。11両がオハネ17形に台枠を供出し、142両がスハ33形（2代）に、22両がオハ56形に、59両がマニ36形に、6両がマニ37形に、2両がオヤ31形に、1両がスエ31形に、4両がマヤ20形に改造され、残った車両も1982年（昭和57年）にスハ32 832（札サツ）が廃車され形式消滅した。
なお、本形式中スハ32 266は1955年5月に東海道本線で発生した踏切事故に被災し、1956年に国鉄名古屋工場でオハ35 1314として復旧された。詳細は国鉄オハ35系客車#二等車（旧三等車）を参照。

#### スハ33000形 → スハ33900形 → スハ33980形 → オハ34形（一次形）
スハ33000形は、特急「富士」に三等座席車を連結することになったことから1934年に汽車製造で2両と1935年に大井・鷹取の両鉄道省工場で10両、合計12両（スハ33000 - 33011）が製造された車両である。
スハ32800形（スハ32形）やスハ33650形（オハ35形）の増備に伴い、スハ33900形（スハ33900 - 33911） → スハ33980形（スハ33980 - 33911）と順次改番が行われ、1941年の車両称号規定改正時に重量記号変更が併施され オハ34形となりオハ34 1 - 12が付番された。
室内はそれまでの三等車とは異なり、腰掛間隔を1,455 mmから1,600 mmに拡大し、定員はスハ32800形の88名から80名とされた。
また特急用ということから窓には鎧戸に替えて網戸と窓掛装置が取り付けられ、隅用腰掛には肘掛が設けられた。
客室の天井灯の照度が2等車と同等に変更されて天井には扇風機が4基設置されたほか、1935年に省工場で製造された10両は中心ピンキセと桟板の意匠が変更された。
定員が少ないことから戦後は優等列車で使用される機会が少なくなり、晩年は松本区（長モト）に配置された1を除き富山区（金トヤ）に集中配置され1969年にオハ34 2・4・10が廃車され形式消滅した。
なおオハ34形には上記の新製車のほか、スハネ30形およびスハネ31形を戦時改造により三等車化した車両がある。→『その後の改造』の戦時改造車の項参照。

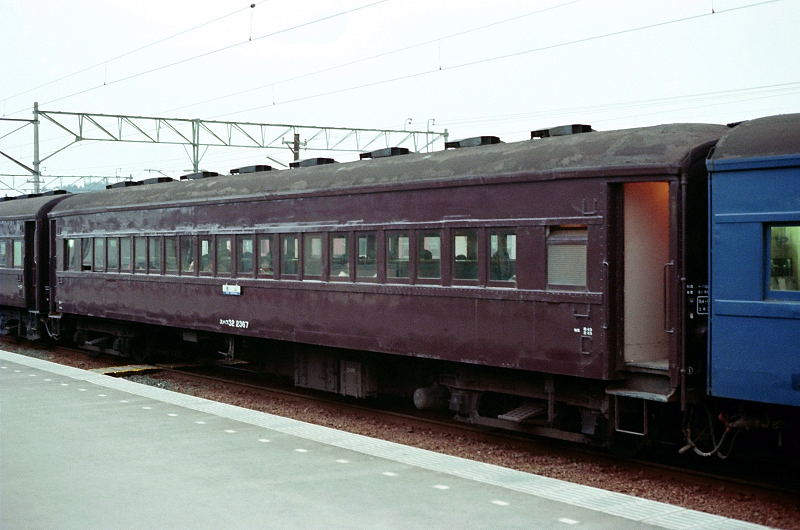
スハフ32 2367（1981年）

#### スハフ34400形 → スハフ32形
スハフ34400形は、スハフ34200形の後継となる三等座席緩急車で、1932年から1942年にかけて日本車輌本店および支店・大阪鉄工所・新潟鐵工所・梅鉢鉄工場・川崎車輌・汽車製造支店・田中車両のほか大宮・鷹取の両鉄道省工場で合計311両が製造された。定員は80名である。
1941年の車両称号改正後はスハフ34200形とともにスハフ32形とされ、スハフ32 99以降の車号が付番された。
台枠は34400 - 34428はUF21、34429 - 34578はUF30、34579 - 34693とスハフ32 393 - 409はUF38を使用し、台車はいずれもTR23を装着する。
このうち鷹取工場で製造された34529 - 34532の4両は特急用として製造されたために鋼体は全溶接組み立てとされ、窓には網戸と窓掛装置、天井には扇風機が設置された。
腰掛・窓の構造はスハ32形に準ずる。
1943年には3両が腰掛減少工事を施工してスハフ35形とされ、戦時中に事故により5両が、戦災により41両が廃車となった。
戦後8両が接収を受け（内1両はのちにオヤ31形に改造）、接収解除後は事故廃車が2両ある。5両がスヤ37形に、1両がマニ37形に、19両がスハフ36形に、15両がオハフ35形にそれぞれ改造され、1984年（昭和59年）2月までに全車両が一旦休車となり、1987年（昭和62年）4月にスハフ32 2357が東日本旅客鉄道（JR東日本）に継承されたほかは廃車となっている。
なお、本形式中スハフ32 257はスハ32 266同様1955年5月に東海道本線で発生した踏切事故に被災し、1956年に国鉄小倉工場でオハフ33 627として復旧された。
また1938年に樺太庁鉄道が同形車を4両導入し、スハフ2600形（スハフ2601 - 2604）としている。当時の樺太仕様として、連結器取付け高さが低く、制動装置は真空式であった。1943年に鉄道省に編入されたが、改番は行われなかった。

#### スハニ35700形 → スハニ31形
スハニ35700形は、1932年から1938年にかけて藤永田造船所・大阪鉄工所・日本車輌製造東京支店で合計28両（スハニ35700 - 35727）が製造された三等座席・荷物車で、定員は50名、荷重は5 tとされた。このうち3両（スハニ35723 - 35725）は、1940年に荷物室を郵便室に改造してスハユ35300形（スハユ35306 - 35308）に編入されたため、1941年の車両称号改正時にスハニ35650形とともにスハニ31形とされたのは25両で、番号は改造を行った3両分の番号を詰めてスハニ31 21 - 45を付番された。
構体は、1932年度落成のスハニ35700 - 35706は台枠にUF21を使用して車体裾のリベットが2列、1934年 - 1937年度落成のスハニ35707 - 35724はUF30を使用して車体裾のリベットは1列になり、1938年度落成のスハニ35725 - 35727は台枠がUF38に変更されていて、台車はTR23を装着する。
室内は、前位より出入台、三等室および便所、荷物室および車掌室が配置され、便所の位置はスハニ35650形の2-4位側から1-3位側に移設、1935年度落成車からはクシ桁の飾り押縁が省略された。
客室設備はスハニ35700 - 35706は腰掛の背摺りが木製であるが、スハニ35707以降は背摺りがモケット張りに変更されている。このうち1934年度落成のスハニ35707 - 35710は特急用として製造されたことから客室の側窓には網戸と窓掛装置が設けられた。
1943年に2両が腰掛減少工事を施工してスハニ33形に改造され、戦災により1両が廃車となった。
終戦後3両が進駐軍の接収を受けたが、これらは1949年から1952年にかけて返還された。
その後、1961年よりオル32形へ4両、マニ35形へ16両が改造され、残った車両も1968年にスハニ31 38（名ナコ）の廃車により形式消滅した。

#### マユ36100形 → マユ32形
マユ36100形は、マユ36050形の増備用として1935年に日本車輌製造東京支店で3両（マユ36100 - 36102）が製造された取扱便用の郵便車で、積載荷重は13 t、取扱郵袋数は965個とされた。1941年の車両称号改正によりマユ32形とされ、マユ32 1 - 3を付番された。
鋼体は台枠にUF30を使用し、台車はTR23を装着する。
外観はマユ36050形を丸屋根化した形態とされたが、後位の引戸は郵便物受渡機の使用が終了されたことに伴い1200 mm幅の両引戸に変更された。
室内は中央部に休憩室および便・洗面所を配置し、区分棚室と郵袋室の間には仕切りが設けられていなかったことから押印台は可搬式のものが使用された。また、後位には車掌室が設けられていた。休憩室と前後の郵袋室との間には1220 mm幅の両引戸が設けられたことから便・洗面所の幅が狭く、通風器を屋根中央に設けたことから屋根に設けられた水槽の水口は車体中心線から離して取り付けられていた。
戦後も引き続き郵便車として使用され、1970年に1・3（大ミハ）の廃車により形式消滅した。

#### マユ36120形 → マユ33形
マユ36120形は、1937年から1938年にかけて汽車製造・日本車輌製造・梅鉢鉄工所 で合計16両（マユ36120 - 36135）が製造された鋼製客車初の逓信省（のちの郵政省）所有の取扱便用郵便車で、積載荷重は14 t、取扱郵袋数は824個とされた。1941年の車両称号改正によりマユ33形とされ、マユ33 1 - 16が付番された。
室内は前位より締切郵袋室、区分棚室、便・洗面所および休憩室、区分棚室、締切郵袋室とされ、休憩室を拡大したためにそれまでの郵便車に設けられていた車掌室は落成当初設備されなかったのが特徴である。また、本形式より幕板部に採光用と換気用を兼ねた回転窓が設けられた。
戦災により1両が廃車となり、その後2は進駐軍に接収を受け1946年（昭和21年）にマニ33形に改造、1950年には車掌室がないことが運用上の支障となったため後位に車掌室を設置、1952年から1953年にかけて返還されたマニ33形を含む6両が護送便用車に改造された。
その他の車両は引き続き取扱便用として使用され、1971年（昭和46年）に2013（新ニイ）・2014（仙フク）の廃車により形式消滅した。

#### マユニ36250形 → マユニ31形
マユニ36250形は、1935年から1936年にかけて汽車製造・川崎車輛で合計13両（マユニ36250 - 36262）が製造された郵便荷物車で、郵便室荷重7 t、取扱郵袋数542個、荷物室荷重6 tとされた。1941年の車両称号改正によりマユニ31形とされ、マユニ31 1 - 13を付番された。
室内は、マユ36100形の後位半室を荷物室とした構造とされていて、後位車端寄りには荷扱車掌と運転車掌の乗務する乗務員室が設けられた。また、車室中央には広いとはいえないものの休憩室と便所が設置されていて、天井に屋根水槽が取り付けられた。
戦災や事故による廃車、進駐軍による接収を受けることなく使用され、1964年からは2両がスエ32形へ、1967年からは4両がスエ31形へそれぞれ改造され、1971年にマユニ31 10をスエ31 181に改造して形式消滅した。

#### マニ36750形 → マニ31形
マニ36750形は、1932年から1939年にかけて梅鉢鉄工所・日本車輌製造本店および東京支店・川崎車輛・大阪鉄工所・田中車輛・汽車製造・日立製作所で合計54両（マニ36750 - 36803）が製造された荷重14 tの荷物車である。1941年の車両称号改正時にマニ36700形とともにマニ31形とされ、マニ31 19 - 72が付番された。
二重屋根で製造されたマニ36700形（マニ31 1 - 18）の屋根を丸屋根化した構造とされた。台車はTR23を装着する。
車号と製造時期・構造の差異は、下記のとおりである。
- マニ36750 - 36752（マニ31 19 - 22）
1932年に製造された北海道向けの車両である。
台枠は36700形に引き続きUF21とされ、車体裾のリベットが2列となっていて、出入台および荷物室の扉も36700形に引き続き木製とされた。
- マニ36753 - 36789（マニ31 23 - 58）
1935年から1938年にかけて製造された車両である。
台枠がUF30に変更され、車体裾のリベットは1列に、また台枠の変更に伴い発電機釣装置も変更され、出入台および荷物室の引き戸や貫通路の開き戸が鋼製に変更された。
- マニ36790 - 36803（マニ31 59 - 72）
1938年から1939年にかけて製造された車両である。
台枠がUF38に変更され、新たに車掌室寄りに鋼製荷物車では初めて便所を設置し、水槽は36250形（マユニ31形）と同設計のものが屋根に設置された。
また、便所の設置に伴い荷物扉の取り付け位置を移動し、これに伴い側窓の間隔と窓の数が変更された。

戦災により2両が廃車となり、連合軍に接収され改造を施工された車両が2両存在した。なお、接収解除後に現番に復元されている。
戦災廃車となった71を除き1953年の車両称号改正時に59 - 72を車体構造や設備が同一であるマニ32形に編入、後年22両に便所と水タンクを設置してマニ32形へ改造、9両がスエ31形やスエ32形の種車となり（その後の改造参照）、残った車両も1970年のマニ31 38（南シナ）の廃車により形式消滅した。

### 3軸ボギー車（丸屋根車）

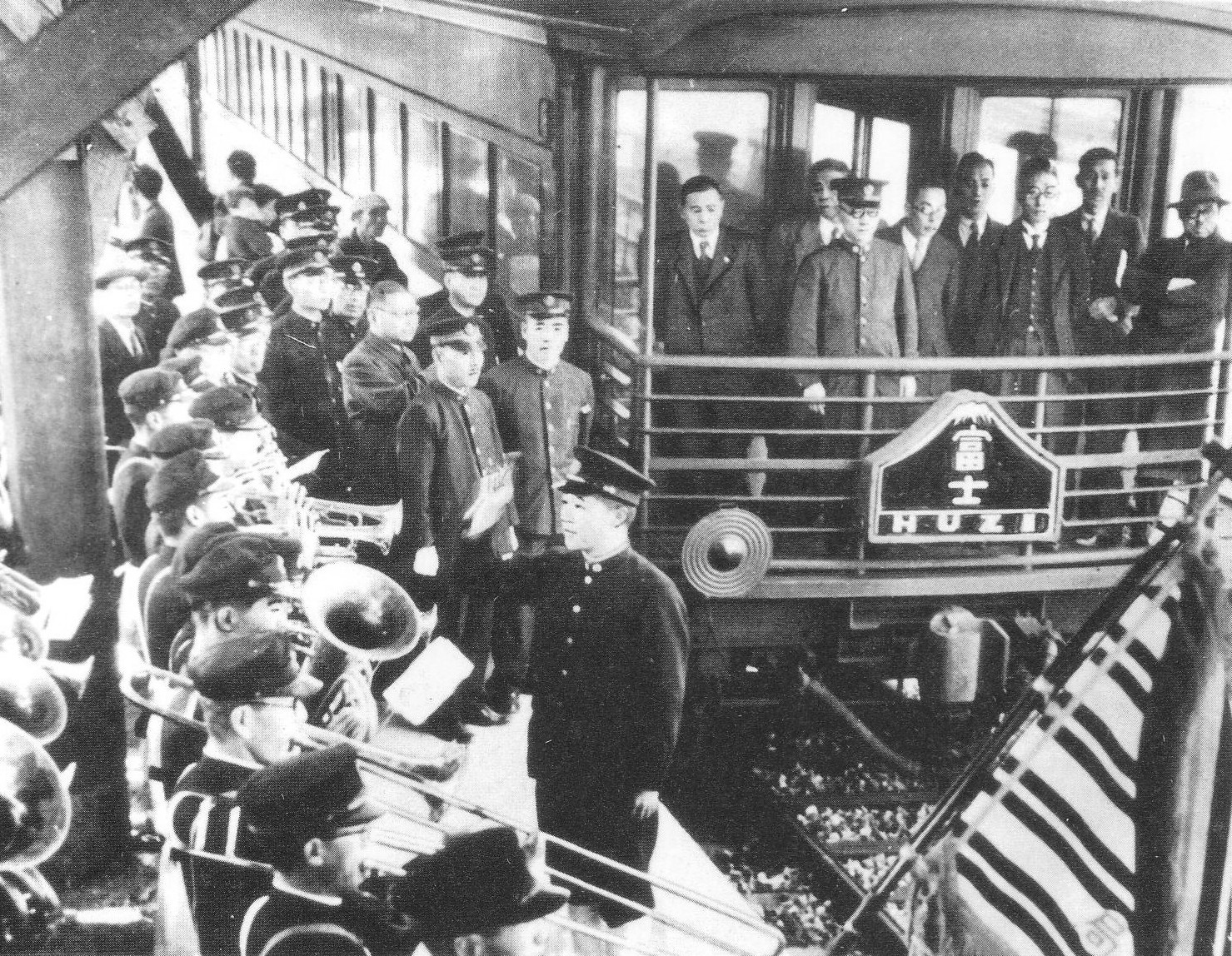
関門トンネル旅客営業開始初日に「富士」として運用されているスイテ49

#### スイテ37040形 → スイテ49形
スイテ37040形は、特急「富士」用に使用されていたスイテ37000形およびスイテ37010形の置き換え用として増備された一等展望車で、1938年に鉄道省大井工場で2両（スイテ37040・37041）が製造された。1941年10月称号改正によりスイテ49形とされ、スイテ49 1・2が付番された。
1937年度予算で製造されたため台枠にUF50A を使用した溶接組み立ての鋼体を有し、台車はTR73を装着する。
展望室には1200 mm幅の側窓が、その他の場所には700 mm幅の側窓が使用され、展望室と一等室の間には向かい合わせ固定座席（ボックスシート）が8名分用意されたほか、車軸駆動冷房装置の搭載 を考慮して調和装置（エバポレータ）の取り付け位置や還気風道（ダクト）があらかじめ準備された。展望室の内装は明るくモダンな洋式が取り入れられ、床面は営業用客車初のじゅうたん敷きとされた。
戦時中は使用停止となり、2両とも戦後進駐軍に接収され、2には冷房装置が設備された。接収解除された後、1は一等室をリクライニングシートに改造するとともに冷房装置を設備、2は落成時の状態に復旧して1949年から特急「はと」用として使用され、1953年にマイテ49形に改形式された。以降については、#展望車の改造車のマイテ49形を参照されたい。

#### マイロネフ37290形 → スイロネフ38形
マイロネフ37290形は、三直宮 および貴賓客の御乗用として1938年に鉄道省鷹取工場で3両（マイロネフ37290 - 37292）が製造された一・二等寝台緩急車で、1941年10月称号改正時に重量記号変更を併施して スイロネフ38形とされ、スイロネフ38 1 - 3が付番された。定員は一等室8名（寝台数2）、二等室24名（寝台数12）とされた。
1937年度予算で製造されたことから台枠にUF50を使用した溶接組み立ての鋼体を有し、台車はTR73を装着する。
落成後37290・37291は東京局へ、37292は京都区に配置された。
車内は前位に一等寝室（1人用区分室）を2室、後位の二等寝室は寝台格納時に向かい合わせ座席となるプルマン式寝台を鋼製客車で初めて採用し、のちに新造される二等寝台車はこの寝台の構造を基本とした。一等寝室には各部屋ごとに寝台と回転式の安楽椅子とテーブル、隅棚が線対称に設備されていて、間仕切を開放することでお互いの部屋の間を側廊下を通らずに行き来できる構造とされた。また一等寝室の出入台よりには二人用区分室並みの広さをもつ専用の化粧室と便所が設備され、便所には洋式便器が設備された。一等室側には区分室側・側廊下側とも1000 mm幅の側窓が採用され、同時期に登場しているスロ30960形（オロ36形）やのちに登場するスハ33650形（オハ35形）、スハフ34720形（オハフ33形）などの広窓車グループへの橋渡し役として重要な意味合いをもつ車両であるといえる。
終戦後は、全車進駐軍に接収を受け、車軸駆動冷房装置を搭載して特別車として使用された。1については軍番号1309、軍名称Hartfordとしてアイケルバーガー将軍用専用車指定された。1949年にスイロネ37形に改造された。→「その後の改造」の進駐軍用改造車の項も参照のこと。

#### マロネ37400形 → マロネ37形
マロネ37400形は、マロネ37350形の増備車として1933年（昭和8年）から1941年にかけて日本車輌製造・川崎車輛・田中車輛と鉄道省大井工場で合計46両（マロネ37400 - 37445）が製造された二等寝台車で、定員は42名（寝台数28）および喫煙室2名とされた。1941年の車両称号改正によりマロネ37300形・マロネ37350形とともにマロネ37形とされ、マロネ37 93 - 138が付番された。
車体については、1933年製のマロネ37400 - 37402は37350形に引き続き台枠にUF45を使用し、1934年から1937年製のマロネ37403 - 37413はUF48を使用、1939年以降製のマロネ37414 - 37445はUF51を使用し、構体も溶接組み立てとされ、台車はTR73を装着する。
室内はマロネ37350形マロネ37397・37398の構造を引き継いでいるが、丸屋根構造となったことから上段寝台の取り付け位置が85 mm上昇し、寝台幅もわずかながら拡幅された。台枠にUF48を使用するマロネ37403以降は寝台の構造が変更され、腰掛となる下段寝台の取り付け高さや台枠変更による床下機器の設計変更が、台枠がUF51に変更されたマロネ37414以降でも床下の配管や機器配置の変更が行われている。また1940年落成の一部の車両は内装をベニヤ板一枚張りとされ、シンプルかつ近代的装いとなった。1941年落成車は戦時統制の影響で資材に代用材を使用してグレードが若干下がった。1944年4月戦況の悪化により寝台車としての使用が中止され、1944年7月に20両 (93 - 112) が戦時三等車マハ47形 (93 - 112) への改造対象とされたが、このうち14両が改造されたのみにとどまる。終戦後マロネ37形として残っていた30両は連合軍に接収され、接収解除後1953年の車両称号改正によりマロネ29形（101以降）に改造され、主要幹線の夜行特急・急行および準急列車に連結された。1960年以降オロネ10形一等B寝台車の増備に伴い定期運用から引退し、末期は臨時団体列車に利用された。その後1961年（昭和36年）に3両が蛍光灯照明に改造され、1963年8月に113・114の給仕室に緩急車設備と出入台に手ブレーキを追設しマロネフ29形 （111・112）に改造、1967年11月に127・130（東シナ）の廃車により形式消滅した。
なお、本形式は戦後にも増備が計画され、1945年に1940年の設計を基に台枠をUF116台枠の三軸ボギー用としたUF53とした折妻、鋼板屋根の鋼体と鏡板1枚張りの室内構造、台車をTR73の軸受をコロ軸受化したTR77とした設計が行われ、形式図まで完成していたがその後の計画変更により製造は行われなかった。

#### マロネ37480形 → マロネ38形
マロネ37480形は、1935年から1936年にかけて日本車輌製造と川崎車輛で合計7両（マロネ37480 -37486）が製造された特別室付二等寝台車で、前位に側通路式の区分室（座席定員6名、寝台数4）2室と後位に長手式2等寝台（座席定員18名、寝台数12）、車室中央部に4名定員の喫煙室を有し、定員は34名（寝台数20）および喫煙室4名とされた。1941年の車両称号改正によりマロネ38形とされ、マロネ38 1 - 7が付番された。
1934年に東海道・山陽線以外の路線で一等寝台車が連結中止となった東北・常磐線の201・202列車や青函連絡船を経由して運行される函館・宗谷線列車に充当し、高官・賓客が利用する際、区分室を利用することとした。
このうち1936年に製造されたマロネ37484 - 37486は北海道向けのため、側窓の二重窓化や便所・化粧室への蒸気暖房放熱管の設置などの寒冷地対策が施されているほか、区分室の間仕切の羽目構造や桟板が新しい意匠に変更されている。
区分室は洗面台がないのを除けば一等車並みの設備を持っていたことから、特別室の二等寝台料金は一等寝台と二等寝台のほぼ中間に相当する金額に設定されていた。
終戦後は全車が連合軍に接収され、マイロネ38形とされた。1については軍番号1303、軍名称Minneapolisとしてアイケルバーガー将軍用専用車指定された。1952年までに接収解除となりマロネ38形に復元された。
1955年の等級制改正の際、区分室に洗面台がなかったことから区分室を含め二等C寝台とされ、その後急行「雲仙」や「北斗」・「みちのく」などで運用され、1964年に全車廃車され形式消滅した。

#### マロネフ37560形 → マロネフ37形
マロネフ37560形は、マロネフ37550形の増備車として1938年に日本車輌製造で3両（マロネフ37560 - 37562）が製造された二等寝台緩急車で、前位より便所・化粧室、喫煙室（定員4名）・給仕室、長手式寝台（定員36名、寝台数24）、化粧室2か所と3位側に便所、4位側に車掌室が設けられていて、片側車掌室となったことから3位側の客用扉は下降窓付きの開き戸とされた。
鋼体は台枠にUF50を使用した溶接組み立てとされた。なお、この台車はUF37を三軸ボギー車向けとしたもので、採用したのは本形式と37290形のみである。
1941年の車両称号改正によりマロネフ37500形・マロネフ37550形とともにマロネフ37形とされ、マロネフ37 28 - 30が付番された。
戦災により1両が廃車となり、残った車両は進駐軍による接収後1952年に返還、1953年の車両称号改正によりマロネフ29形 (101・102) に改形式・改番された。品川客車区に長らく配置され、1956年11月より運行が開始された特急「あさかぜ」（1956年11月 - 1957年9月）および「さちかぜ」（1957年10月 - 1958年9月）に連結されるなど華々しい運用もあったが、1968年に廃車され形式消滅した。

#### マロネロ37600形 → マロネロ37形
マロネロ37600形は、1936から1939年にかけて日本車輌製造と川崎車輛、それに鉄道省大宮工場で合計35両（マロネロ37600 - 37634）が製造された二等寝台および二等座席の合造車である。
室内構成は37400形と30850形を折衷した構造となっていて、前位より便所・給仕室、化粧室と定員2名の喫煙室、長手式2等寝台（定員18名、寝台数12）、転換式腰掛（二等用丙種）を配置した2等席（定員32名）、便所・化粧室が配置され、寝台室と座席室の間には仕切り壁が設けられている。
1941年の車両称号改正によりマロネロ37形とされ、マロネロ37 1 - 35が付番された。
鋼体は、マロネロ37600 - 37625は台枠にUF48を使用して車体裾に1列のリベットが残り、マロネロ37626以降はUF51を使用し溶接組み立て構造とされた。また1936年度予算となったマロネロ37607以降は二等室の扇風機がクシ桁から天井に移設されたことからクシ桁の飾り押縁を廃止し、溶接構造となったマロネロ37626以降は二等室の室内が枠縁構造から押縁構造となり、便所が水洗式便所装置に変更されたことから車内に2か所ある便所・化粧室の上に通風器が追設されている。
製造後は、主に亜幹線や普通列車で使用されたが、二等寝台と二等座席の合造車であることから半車単位での増結が可能であり、そのため、車両の需給調整などの理由で東海道線の急行列車などでも運用されていた。
1944年4月に戦局の悪化により寝台車の使用が停止されたことによるあおりを受け、同月に23両（1 - 18・23 - 29）が戦時三等車マハ47形 (136 - 160) への改造対象になったが、16両（1 - 11・14 - 18）が改造されたのみにとどまる。
残った車両のうち1両は戦災により廃車となり、戦後進駐軍の接収を受け、そのうち4両が改造されたが、1両が復元された。
1953年の形式称号改正でマロネロ38形（番号は1 - 6・9 - 13・15・16・21・22。このうち21・22は北海道向け）に改形式・改番が行われた。
その後1960年から1961年にかけて7両が客室照明を蛍光灯化され、晩年は準急「利尻」に充当されていたが、一・二等寝台車オロハネ10形の登場により1966年（昭和41年）に5・9・10（札サツ）が廃車され形式消滅した。

#### スシ37800形 → スシ37形

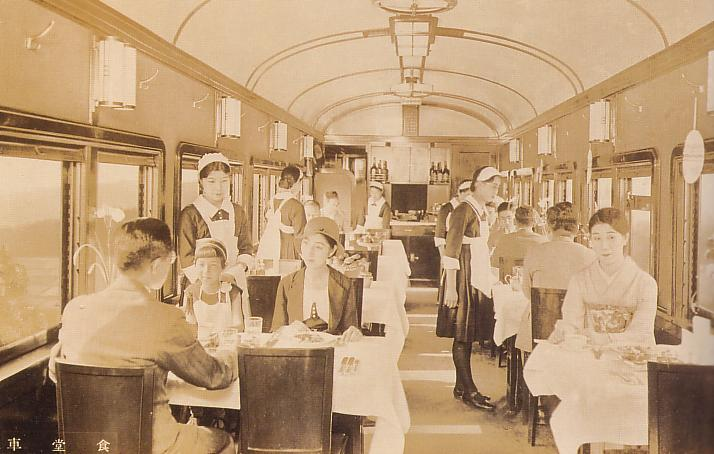
スシ37800形

スシ37800形は、スシ37740形の増備車として1933年から1936年にかけて日本車輌製造と川崎車輛、それに大宮・鷹取の両鉄道省工場で合計20両（スシ37800 - 37819）が製造された食堂車である。1941年の車両称号改正によりスシ37700形・スシ37740形とともにスシ37形とされ、スシ37 58 - 75・77・78が付番された。
車体は、それまで出入台のみを締め切った形状とされていた車端部に外板を張って完全に閉鎖した形状に改められた。初期製造のスシ37800 - 37809は台枠に出入台がある車両向けのUF45をそのまま使用しリベット組み立てとされていたが、スシ37810以降は台枠の設計を変更し食堂車専用としたUF49を使用して台枠との接合を含め全溶接組み立てとされたほか、料理室の熱気対策として屋根上にグローブ形の通風器が追設された。
室内構造でも製造時期による差異が見られ、スシ37800 - 37809では食堂内部の二連窓を一体の内窓枠で囲み、吹寄と幕板にベニヤ板を張って壁紙張り仕上げとしていたが、スシ37810以降は窓上にチーク材彫刻のクシ形の飾り模様を取り付け、吹寄せと幕板は壁紙張り仕上げに替えて乾燥すると荒肌面仕上となる特殊な塗料で塗装された。
戦時輸送体制により1944年より18両が料理室付三等車スハシ48形 へ改造された。
終戦後に食堂車がないことからスハシ48 13・15・23・25・27・28・30・33がスシ37 58・60・68・70・72・73・75・78に復元されるが、スハシ48形に改造されなかった車両を含めた9両がすぐさま進駐軍に接収されたことから、復元工事のペースを下げざるを得ない状況となった。接収車のうち、7両が冷房化改造がされた。その後、スシ39 4がスシ37 64に復元された。
1949年に2両がスシ47形に改造され、残った車両も1953年の車両称号改正により冷房車がマシ29形とされ、残りはスシ28形（100番台）に改形式・改番された。1967年までに廃車された。
スシ37 76（スシ37818）についてはオハ31形の項で説明する。

#### スロシ38000形 → スロシ38形
スロシ38000形は、スロシ37950形の増備車として1933年と1935年に日本車輌製造と小倉・鷹取の両鉄道省工場で合計15両（スロシ38000 - 38014）が製造された二等・食堂合造車である。1941年の車両称号改正によりスロシ37950形とともにスロシ38形とされ、スロシ38 6 - 20が付番された。
落成後スロシ38000 - 38005は札幌局に、スロシ38006 - 38014は門司局にそれぞれ配置された。
1933年に落成したスロシ38000 - 38004は、台枠にUF45を使用し車体裾が2列のリベットで接合され、スロシ38005以降は台枠がUF48に変更され車体裾のリベットが1列に変更されていて、スロシ37950形では出入台を締め切った形状とされていた物置と冷蔵庫置場も側板を外妻まで延長する形で塞ぐ構造に改め、これにより物置の容量がわずかながら増加している。
室内は、スロシ37950形同様前位より便所・化粧室と5列分の転換式腰掛をもつ二等室、二人掛けと一人掛けのテーブルが各3列配された食堂と調理室が配置されていて、二等室と食堂を仕切る仕切壁の引戸は食堂のテーブル配置に合わせて中心よりオフセットされて取り付けられているため、この部分の隅用腰掛もそれに合わせて幅が変更されていることから一人掛けテーブルのある側の腰掛は幅が狭く二人掛けとできないことからこの部分を一人掛けとして使用し、定員は二等室19名・食堂18名とされた。
また、食堂の内装もスロシ37950形から大きく変更され、スロシ38000 - 38004はのちのスシ37 58 - 67と同様吹寄と幕板部分を一体化したベニヤ板を壁紙張り仕上げとした構造になり、スロシ38005以降はのちのスシ37 68以降と同様食堂の窓上にクシ形模様が取り付けられたほか、幕板および吹寄は壁紙に替えて乾燥すると荒肌面仕上となる特殊な塗料で塗装された。
1942年より門司局に配置されていた9両をスロハ37形に改造する予定とされたが、実際に改造されたのは1両で、残りはその後の計画変更により1944年に調理室付三等車マハシ49形として改造され、スロシ38 19をマハシ49 23に改造して形式消滅した。

## 戦前・戦中の改造

### 緩急車化改造車（戦前）

#### マイネロフ37260形（マイネロフ37形）
1940年にマイネロ37260形3両を緩急車化改造した車両で、二重屋根車。1941年10月称号改正によりマイネロフ37形とされマイネロフ37 1 - 3が付番された。戦後、全車両が進駐軍に特別軍用車両として接収され、1953年の称号改正によりマイネロフ29形へ改番され、同時期に1・2が進駐軍から国鉄に返還された。2両が1954年に国鉄大船工場で改造工事を受け、利用の見込めない一等区分室寝台の洗面台を撤去し二等区分室寝台に格下げ、特別二等寝台と称した。また、二等席を長手座席（ロングシート）の二等開放寝台（ツーリスト式寝台）に改装し給仕室および喫煙室を追設して特別室つき二等寝台車マロネフ38形とされ、1両はマイネロ29形に改造された。

### 展望車の改造車（戦前）

#### スイテ37030形
スイテ37000形から改造された車両で、二重屋根車。1941年10月の称号改正でスイテ47形となる。戦時中は使用停止となり鷹取で放置されて荒廃していたが、1947年（昭和22年）CTSの要求に応じて整備し寝台や会議室、調理室の増設が行われる。1948年（昭和23年）冷房改造しマイテ47形となった。

### 郵便・荷物車の改造車（戦前）

#### スハユ35300形→スハユ30形
- 35306 - 35308
  - 1940年に35700形 35723 - 35725を大宮・大井の各鉄道省工場で改造した三等郵便車である。
  - 施工内容は荷物室を平面床として荷物棚を取り払い、区分棚および押印台を設備した。
  - 1941年の車両称号改正によりスハユ30形とされスハユ30 7 - 9を付番された。
  - その後1948年に8・9が郵便取扱設備を撤去して三等荷物車に復元されスハニ31形に編入され、7は1968年に廃車となった。

### 二・三等車への改造車

#### スロハ37形
1942年7月に関門鉄道トンネルが開通し同年11月から本州と九州の旅客列車相互乗り入れが開始されたが、これは食堂車が連結されなくなった本州内の列車を延長する形で実施されたため、門司局のスロシ38形 (12 - 20) は食堂車として使用できなくなったことから食堂側を改造して二三等車にすることを計画した。
施工内容は食堂側の設備を撤去して三等室と出入台を設置し旧料理室の二段窓は一段窓に改造、二等室は便所を隅から中央に移設し、もとの便所の位置に転換式腰掛を設置し従来の二三等車と設備を合わせたが、三等室の後位に一人掛けの横手式座席を設けたことから定員は74名（二等24名、三等50名）とした。
1942年に小倉工場で丸屋根車のスロシ38 17を改造してスロハ37 6が落成したが、その後の計画の変更により改造が見送られたことから1形式1両となり、戦災により1949年に廃車され形式消滅した。

### 戦時改造車

#### オハ34形（二次形）
1941年7月に三等寝台車の連結が中止となったことから1941年から1944年にかけてスハネ30形（初代）およびスハネ31形を改造した三等車で、丸屋根車。
施工内容は前位便所を除き客室設備を撤去、便所の向かいに化粧室を設置し仕切を設け、窓配置に合わせて固定式腰掛を配置したことから定員は80名とされ、改造後の室内構造がオハ34形（新製車）に類似することから同形式の続番に編入された が、改造の順序および落成日が順不同かつ前後しているため改造後の番号は下記のとおりとなった。
- 13・14・29 - 35・93
  - 種車がスハネ30形（初代）（旧30000形）のグループである。2両が戦災廃車され、6両が1959年から1962年度にかけてスハネ30形（2代）に、1両が1962年にスハネフ30形に改造され、残った13は1966年に廃車された。

- 15 - 28・36 - 92・94 - 132
  - 種車がスハネ31形（旧30100形）のグループである。12両が戦災廃車され、1両が1947年に事故廃車され、のちに復旧された。（救援車の項参照）残存車は2両が1962年にスハネフ30形に、残りが1959年度から1961年度にかけてスハネ30形（2代）に改造された。

#### マハ47形
戦時改造でマロネ37形（旧37350・37400形）、マロネフ37形（旧37550形）、マロネロ37形（旧37600形）、スシ37形 39 - 45（旧37740形）の各形式を格下げし三等車に改造した車両で、定員は100名（座席80+立席20）とされた。戦後、残存車は1953年の称号改正でマハ29形に改番された。称号改正にあわせ客室設備を改修して通常の三等車とされたが設備を鋼体化客車に合わせたため定員は96名となり腰掛が板張りとなった車両が多いが、中には背摺をモケット張りとしたり団体臨時列車用に補助椅子を設備した車両がある。
種車の元形式により下記に区分される。
- 44 - 46・48 - 50・52 - 68・70・72 - 89・91
  - マロネ37形（旧37350形）を改造した車両で、二重屋根車。車番は改造前と同一番号である。戦災で9両が廃車され、後年に12両がマハネ37形に、残りがスロハ38形に改造された。

- 93 - 99・101 - 108・111
  - マロネ37形（旧37400形）を改造した車両で、丸屋根車。車番は改造前と同一番号である。戦災で6両が廃車され、後年に1両がマハネ37形に、3両がマロネ39形に改造された。残存車は1953年の称号改正でマハ29形（100番台）に改番された。1両がオシ17形に台枠を供出し、残った車両も1965年に104（門ワカ）が廃車となり区分消滅した。

- 121
  - マロネフ37 24（旧37550形） を改造した車両で、二重屋根車。後年スロハ38形に改造された。

- 136 - 146・149 - 153
  - マロネロ37 1 - 11・14 - 18を改造した車両で、丸屋根車。戦災や事故により2両が廃車され、後年に2両がマハネ37形に改造された。残存車は1953年の称号改正でマハ29形（150番台）に改番された。1959年に5両がオシ17形に台枠を供出し、残った152 - 155・160（所属はいずれも仙セン）が1966年に廃車となり形式消滅した。

- 199 - 205
  - スシ37 39 - 45（旧37740形）を改造した車両で、二重屋根車。1953年の称号改正でマハ29形（60番台）に改番された。2両がオシ17形に台枠を供出し、残りは廃車された。

他のマハ47形はオハ31系に属する。
スハシ48形
戦時改造でスシ37形（旧37740・37800形）の調理室と冷蔵箱、物置以外の食堂設備を取り払い三等用腰掛を設備（シートピッチ1455 mm）して調理室付三等車とした車両で、座席定員は52名とされた。残された調理室などの設備は持ち込み販売のために利用された。
種車の元形式により、下記の番号に区分される。
- 1 - 12
  - スシ37形（旧37740形）を改造した車両で、二重屋根車。3両がスシ48形に改造され、残りは元形式、元番号に復帰した。

- 13 - 23・25・27 - 30・32・33
  - スシ37 58 - 68・70・72 - 75・77・78（旧37800形）を盛岡・大井・鷹取の各国鉄工場で改造した車両である。
  - 種車が食堂車用に台枠を改造、あるいは食堂車専用のUF49台枠を使用しているために出入台を設けることができず、乗降は前後に連結された車両の出入台を利用することとなった。
  - 1両が戦災廃車され、5両がスシ48形に、2両がスシ47形に、1両がスシ39形に、1両がスハシ37形に改造され、残りは元形式、元番号に復帰した。

他に31が存在するが、オハ31系に属する。

#### マハシ49形
マハシ49形は二等食堂車として使用されていたマロシ37（旧37900形）・スロシ38（旧37950・38000形）の各形式から調理室と冷蔵箱、物置以外の供食設備と便所化粧室以外の客室設備を取り払い調理室付三等車とした車両で、出入台寄りをロングシートとしたことから定員は66名（ボックスシート部分の座席定員56、ロングシート部分の座席定員8、立席定員10）とされた。
種車の元形式により、下記の番号に区分される。
- 1 - 5
  - マロシ37 1 - 5（旧37900形）を五稜郭・後藤の両国鉄工場で改造した車両で、二重屋根車。のちに全車がスハシ38形へ改造された。

- 6 - 10
  - スロシ38 1 - 5（旧37950形）を国鉄五稜郭工場で改造した車両で、二重屋根車。のちに1両がスハシ37形へ、残りがスハシ38形へ改造された。

- 11 - 24
  - スロシ38 6 - 16・18 - 20（旧38000形）を五稜郭・小倉の両国鉄工場で改造した車両で、丸屋根車。4両が戦災廃車され、3両が1946年に連合軍に接収されスシ39形に、3両が1949年にスハシ37形に、残りが1953年にスハシ38形に改造された。

### 戦時改造による座席減少車
スハ32形・スハフ32形・スハニ31形の一部は戦時輸送への対応のため出入口付近の座席を撤去し、定員増加が図られた。

#### スハ36形
戦時輸送体制による旅客列車の削減による混雑を緩和するためにスハ32形をセミロングシート化した車両である。施工内容は車端寄りの固定腰掛を一部撤去し長手腰掛とつり手を設置、一部の車両は固定腰掛を三人掛け可能にするために肘掛を取り外されていた。
種車の元形式により、下記の番号に区分される。
- 1 - 81
  - スハ32 1 - 45・50 - 70・79 - 88・91 - 95・97（旧32600形）を改造した車両で、二重屋根車。主に湘南列車用とされ、定員は100名（座席80、立席20）とされた。戦災で12両が廃車され、残存車は1952年度までに客室設備を復元し元形式・元番号に復帰した。
- 82 - 102
  - スハ32 511 - 522・2599 - 606・2165（旧32800形）を幡生・名古屋の各鉄道省工機部で改造した車両で、丸屋根車。82 - 101は広島局で、102は名古屋局で使用され定員は124名（座席80、立席24）とされた。戦災で4両が廃車され、残存車は1952年度までに客室設備を復元し元形式・元番号に復帰した。

#### スハフ35形
スハ36形と同様の事情でスハフ32形をセミロングシート化した車両で、定員は92名（座席72、立席20）とされた。
主に湘南列車に使用され、種車の元形式により下記の番号に区分される。
- 1 - 38・42 - 49
  - スハフ32 1 - 13・16・18 - 25・32 - 46・55 - 63（旧34200形）を改造した車両で、二重屋根車。5両が戦災廃車された。
- 39 - 41
  - スハフ32 328 - 330（旧34400形）を鉄道省大井工機部で改造した車両で、丸屋根車。全車両が無事に終戦をむかえた。

戦後、残存車は客室設備を復元し元形式、元番号に復帰した。

#### スハニ33形
1943年に戦時改造でスハニ31形をセミロングシート化した車両で、定員は56名（座席46、立席10）、荷重5 tとされた。
主に湘南列車に使用され、種車の元形式により下記の番号に区分される。
- 1 - 11
  - スハニ31 1 - 11（旧35650形）を改造した車両で、二重屋根車。
- 戦災で3両が廃車され、3両がスロニ31形に改造され、残りは元形式、元番号に復帰した。
- 12・13
  - スハニ31 22・44（旧35700形）を鉄道省大井工機部で改造した車両で、丸屋根車。1両がスロニ36形に、残った13がスロニ31形に改造された。
  - 13は軍番号2515、軍名称Wilmingtonとしてアイケルバーガー将軍用専用車指定された[17]

### 病客車への改造車

#### スヘ32550形→スヘ30形

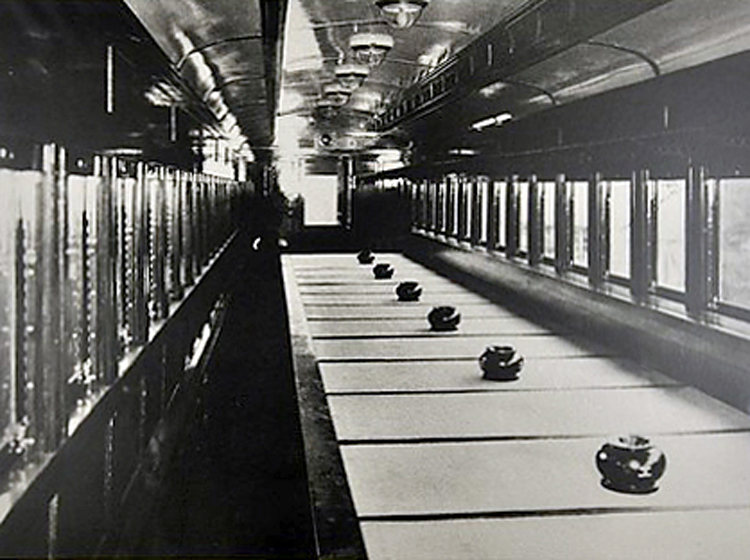
（スヘ）32552形の車内
のちのスヘ30 12

1937年7月の日中戦争勃発とともに鉄道輸送が拡大し特急「櫻」の三等座席車も32550形より定員が8名多い一般型の32800形に置き換えられ、輸送量の増強が図られた。同時に中国大陸の前線から後送されてくる傷病兵輸送のための専用客車が必要となり、遊休状態となった二重屋根車のスハ32550形が改造種車に選ばれた。1937年12月スハ32566 - 32568の3両が鉄道省小倉工場で病客車スヘ32566 - 32568に改造された。
施工内容は室内の座席をすべて撤去し、片側を通路とし片側に3尺×6尺の畳を16枚敷くというもの（戦後登場した「お座敷客車」と同様）で、傷病兵が横臥したまま輸送できるようになっていた。車室の両側には付添の衛生兵が着席する座席が設けられていた。外観は一般客の誤乗を防ぐため白帯に赤十字マークと車体中央に白地に赤十字マークが表記されていた。この3両は門鉄局に配属され、1938年3月に残る14両が幡生、大宮、大井の各鉄道省工場で集中的に改造を受けて広鉄局に配属された。
1939年に通路との仕切りに手すりが設けられ、1941年10月の称号改正でスヘ30形とされ、3両がスヘセ30形に改造された。
終戦と同時に軍による傷病兵の輸送は終了し休車状態となったが、連合軍専用客車の改造種車として13両が指定を受け、1・3の2両がスヘ31形へ、2・4 - 7、9 - 14の13両がスイネ30形（軍団長車）へ改造された。残った8は座席車となり、スハ32 874とされた。

#### スヘフ35250形→スヘフ30形
特急「櫻」に使用していた二重屋根車のスハフ35250形も上記の理由により一般型のスハフ34400形に置き換え、遊休状態となったスハフ35250形は1937年12月から翌1938年3月にかけて12両全車が大井、名古屋、鷹取、吹田、小倉の各鉄道省工場で病客車スヘフ35250 - 35261に改造した。改造はスヘ30形と同様（畳は15枚）、外観および付添座席も同様である。車掌室は車掌弁などの緩急車設備を残していたが、当初は医務室として薬瓶置き台を設けて軍医が詰めていた。
1939年に通路との仕切りに手すりが設けられ、車掌室にも「車掌」の表記が戻った。1941年10月の称号改正でスヘフ30形とされ、3両が戦災により大破し廃車（1両は広島駅にて原爆により被災した）となったが1両はスハ36 103として復旧した。
終戦と同時に軍による傷病兵の輸送は終了し休車状態となったが、連合軍客車の改造種車として8両が指定を受け、6がスヘ31形に、4、5の2両がスイネ30形（軍団長車）に、1、2、7、8の4両がスイネ32形（地区司令官車）、3がスイネ32形（特別車）に改造された。残った12は座席車となり、スハ36 104とされた。

#### スヘセ30形
スヘセ30形は1944年5月にスヘ30 15 - 17の3両を改造したもので、畳5枚を撤去し保護室（精神的障害を負った傷病兵を収容するためのもので、畳2枚と板の間、排泄用区画が備えられていた）と輸送指揮官席を設置した。終戦と同時に軍による傷病兵の輸送は終了し休車状態となったが、連合軍専用客車の改造種車として3両全車が指定を受け、17がスヘ31形へ、15・16の2両がスイネ30形（軍団長車）へ改造された。

## 戦後の改造

### 戦災廃車
全国で使用された本系列は、太平洋戦争末期の米軍による空襲により、多数が被災し廃車された。また、戦後の混乱期にも事故により一部が廃車されている。これらは、一部がオハ70形客車として復旧されている。
- 二重屋根車
  - スハ32形（戦災3両）
    - スハ32 47
    - スハ32 114 → オハ71 14 →マニ74 65 → スエ71 15 → 廃車
    - スハ32 123 → オハ71 513 → オハユニ71 13 → スエ71 26 → 廃車

  - スハ36形（戦災12両）
    - スハ36 2（スハ32 2） → オハ71 17 → マニ74 51 → スエ71 86 → 廃車
    - スハ36 10（スハ32 11）
    - スハ36 23（スハ32 24） → オハ71 35 → オユニ71 2 → 廃車
    - スハ36 24（スハ32 25）
    - スハ36 29（スハ32 30）
    - スハ36 31（スハ32 32）
    - スハ36 33（スハ32 34）
    - スハ36 42（スハ32 43）
    - スハ36 43（スハ32 44） → オハ71 8 → マニ74 62 → スエ71 78 → 廃車
    - スハ36 64（スハ32 91）
    - スハ36 65（スハ32 92） → オハ71 45 → スユニ72 15 → 廃車
    - スハ36 74（スハ32 54）

  - スハフ32形（戦災1両）
    - スハフ32 96 → オハ71 69 → スユニ72 29 → 廃車

  - スハフ35形（戦災5両）
    - スハフ35 1（スハフ32 1） → オハ71 7 → マニ74 61 → スエ71 77 → 廃車
    - スハフ35 2（スハフ32 2）
    - スハフ35 10（スハフ32 10）
    - スハフ35 23（スハフ32 34） → オハ71 52 → オユニ71 6 → 廃車
    - スハフ35 42（スハフ32 21）

  - スハ33形（戦災1両）
    - スハ33 2

  - スイネ30形（事故1両）
    - スイネ30 14（事故） → オハ71 103 → マニ76 30 → マニ76 2030 → スエ71 94 → 廃車

  - スヘフ30形（戦災3両）
    - スヘフ30 9
    - スヘフ30 10
    - スヘフ30 11 → スハ36 103

  - スロ32形（戦災2両）
    - スロ32 6
    - スロ32 12 → オハ71 34 → オユニ71 1 → 廃車

  - スロ33形（戦災7両）
    - スロ33 4
    - スロ33 7 → オハ71 42 → スユニ72 13 → スエ71 97 → 廃車
    - スロ33 8 → オハ71 26 → スユニ72 5 → スエ71 12 → 廃車
    - スロ33 12 → オハ71 22 → マニ74 70 → スエ71 69 → 廃車
    - スロ33 19
    - スロ33 25 → 同和鉱業ホハフ2002
    - スロ33 26

  - スロ34形（戦災1両）
    - スロ34 3

  - スロフ30形（戦災1両）
    - スロフ30 8

  - スロハ31形（戦災3両）
    - スロハ31 4
    - スロハ31 10
    - スロハ31 21

  - スロハフ30形（戦災1両）
  - スロハフ30 3 → オハ71 99 → マニ74 80 → スエ71 103 → 廃車
  - マハ47形（戦災9両）
    - マハ47 53（マロネ37 53） → オハ77 3 → オハ78 3 → マユニ78 14 → 廃車
    - マハ47 55（マロネ37 55） → オハ77 20 → オハ78 20 → マユニ78 7 → スエ78 5 → 廃車
    - マハ47 61（マロネ37 61） → オハ77 25 → オハ78 25 → マユニ78 27 → 廃車
    - マハ47 70（マロネ37 70） → マニ77 3 → マニ78 3 → スエ78 12 → 廃車
    - マハ47 72（マロネ37 72） → オハ77 5 → オハ78 5 → マユニ78 18 → 廃車
    - マハ47 73（マロネ37 73） → オハ77 6 → オハ78 6 → マユニ78 19 → スエ78 9 → 廃車
    - マハ47 74（マロネ37 74） → オハ77 7 → オハ78 7 → マユニ78 20 → 廃車
    - マハ47 83（マロネ37 83） → オハ77 15 → オハ78 15 → マユニ78 16 → 廃車
    - マハ47 91（マロネ37 91） → マニ77 4 → マニ78 4 → スエ78 3 → 廃車

  - スハニ31形（戦災2両）
    - スハニ31 12 → オハ71 61 → スユニ72 33 → 廃車
    - スハニ31 19 → オハ71 517 → オハユニ71 17 → スエ71 24 → 廃車

  - スハニ33形（戦災3両）
    - スハニ33 3（スハニ31 3）
    - スハニ33 6（スハニ31 6）
    - スハニ33 8（スハニ31 8） → オハ71 16 → マニ74 50 → 廃車

  - スハユ30形（戦災2両）
    - スハユ30 2 → スニ71 12 → マニ71 12 → スエ71 45 → 廃車
    - スハユ30 6 → オハ71 28 → スユニ72 7 → 廃車

  - マユ31形（戦災1両）
    - マユ31 2

  - スヘフ30形（戦災3両）
    - スヘフ30 9
    - スヘフ30 10
    - スヘフ30 11 → スハ36 103
- 丸屋根車
  - スハ32形（戦災72両+事故6両）
    - スハ32 139 → オハ71 25 → スユニ72 4 → 廃車
    - スハ32 152 → スニ71 6 → マニ71 6 → 廃車
    - スハ32 156
    - スハ32 161
    - スハ32 167
    - スハ32 175 → スハ32 865
    - スハ32 204
    - スハ32 205 → スニ71 5 → マニ71 5 → 廃車
    - スハ32 207
    - スハ32 217
    - スハ32 223
    - スハ32 228
    - スハ32 232 → オハ71 501 → オハユニ71 2 → スエ71 9 → 廃車
    - スハ32 258 → オハ71 49 → スユニ72 17 → 廃車
    - スハ32 263 → オハ71 66 → スユニ72 26 → 廃車
    - スハ32 277 → スハ32 876
    - スハ32 282 → オハ71 85 → マニ76 16 → マニ76 2016 → 廃車
    - スハ32 290（事故）
    - スハ32 296
    - スハ32 320
    - スハ32 327
    - スハ32 334
    - スハ32 350
    - スハ32 352
    - スハ32 364（事故） → スハ32 877
    - スハ32 371
    - スハ32 373 → オハ71 509 → オハユニ71 9 → スエ71 42 → 廃車
    - スハ32 376（事故）
    - スハ32 388 → オハ71 39 → マニ74 73 → 廃車
    - スハ32 392
    - スハ32 397
    - スハ32 407 → オハ71 503 → オハユニ71 4 → 廃車
    - スハ32 409
    - スハ32 412
    - スハ32 419
    - スハ32 431 → オハ71 502 → オハユニ71 3 → 廃車
    - スハ32 444 → オハ71 100 → マニ76 28 → スエ71 7 → 廃車
    - スハ32 449 → オハ71 54 → マニ74 77 → オル71 103 → 廃車
    - スハ32 452
    - スハ32 468（事故） → オハ71 109 → マニ76 33 → スエ71 90 → 廃車
    - スハ32 478 → オハ71 19 → マニ74 68 → 廃車
    - スハ32 490
    - スハ32 492
    - スハ32 503 → オハ71 6 → マニ74 60 → スエ71 76 → 廃車
    - スハ32 507
    - スハ32 531
    - スハ32 535
    - スハ32 556 → オハ71 87 → マニ74 79 → マニ74 2079 → 廃車
    - スハ32 577
    - スハ32 578
    - スハ32 580
    - スハ32 582
    - スハ32 595
    - スハ32 611
    - スハ32 629 → オハ71 63 → マニ76 21 → 廃車
    - スハ32 631 → オハ71 512 → オハユニ71 12 → スエ71 25 → 廃車
    - スハ32 639
    - スハ32 646
    - スハ32 649
    - スハ32 650
    - スハ32 655
    - スハ32 671（事故） → 松尾鉱業鉄道スハフ7
    - スハ32 720
    - スハ32 723
    - スハ32 727 → オハ71 68 → スユニ72 28 → 廃車
    - スハ32 736
    - スハ32 737
    - スハ32 741 → スハ32 875
    - スハ32 758（事故）
    - スハ32 770 → オハ71 500 → オハユニ71 1 → スエ71 8 → 廃車
    - スハ32 775 → オハ71 504 → スユニ72 1 → スエ71 51 → 廃車
    - スハ32 781
    - スハ32 798 → オハ71 76 → マニ76 7 → スエ71 31 → 廃車
    - スハ32 799 → スハ32 864
    - スハ32 803
    - スハ32 805 → オハ71 77 → マニ76 8 → スエ71 58 → 廃車
    - スハ32 807
    - スハ32 809 → オハ71 23 → スユニ72 2 → 廃車
    - スハ32 812

  - スハ36形（戦災4両）
    - スハ36 87（スハ32 516）
    - スハ36 92（スハ32 521） → オハ71 1 → マニ74 55 → スエ71 102 → 廃車
    - スハ36 98（スハ32 603）
    - スハ36 100（スハ32 605） → オハ71 508 → オハユニ71 8 → スエ71 41 → 廃車

  - スハフ32形（戦災40両+事故5両）
    - スハフ32 102
    - スハフ32 106
    - スハフ32 110 → オハ71 89 → マニ76 18 → 廃車
    - スハフ32 124
    - スハフ32 125
    - スハフ32 126 → スユ71 1 → スユ72 1 → スエ71 62 → 廃車
    - スハフ32 142
    - スハフ32 144
    - スハフ32 160 → オハ71 105 → マニ76 32 → マニ76 2032 → 廃車
    - スハフ32 163
    - スハフ32 166
    - スハフ32 170
    - スハフ32 176 → オハ71 29 → スユニ72 8 → 廃車
    - スハフ32 178
    - スハフ32 181
    - スハフ32 189（事故）
    - スハフ32 202 → オハ71 50 → スユニ72 18 → 廃車
    - スハフ32 212 → オハ71 30 → スユニ72 9 → 廃車
    - スハフ32 215 → オハ71 521 → スユニ72 31 → 廃車
    - スハフ32 227 → オハ71 62 → スユニ72 24 → 廃車
    - スハフ32 229
    - スハフ32 233 → オハ71 18 → マニ74 67 → スエ71 79 → 廃車
    - スハフ32 238
    - スハフ32 239 → スユ71 6 → スユ72 6 → スエ71 55 → 廃車
    - スハフ32 252
    - スハフ32 256 → スニ71 10 → マニ71 10 → 廃車
    - スハフ32 258
    - スハフ32 260 → スユ71 7 → スユ72 7 → スエ71 53 → 廃車
    - スハフ32 290 → オハ71 510 → オハユニ71 10 → 廃車
    - スハフ32 291（事故） → オハ71 115 → マニ76 36 → 廃車
    - スハフ32 294
    - スハフ32 298
    - スハフ32 302
    - スハフ32 303
    - スハフ32 308
    - スハフ32 316 → スユ71 8 → スユ72 8 → 廃車
    - スハフ32 317
    - スハフ32 319 → オハ71 514 → オハユニ71 14 → スエ71 10 → 廃車
    - スハフ32 327 → スユ71 9 → スユ72 9 → スエ71 70 → 廃車
    - スハフ32 338
    - スハフ32 339
    - スハフ32 340 → スユ71 10 → スユ72 10 → スエ71 52 → 廃車
    - スハフ32 380（事故）
    - スハフ32 383（事故）
    - スハフ32 398（事故）

  - スロ34形（戦災2両）
    - スロ34 11
    - スロ34 12

  - オロ35形（戦災6両）
    - オロ35 5
    - オロ35 17
    - オロ35 38
    - オロ35 39 → オハ71 15 → マニ74 66 → スエ71 84 → 廃車
    - オロ35 53（初代）
    - オロ35 63

  - オロフ32形（戦災2両）
    - オロフ32 4
    - オロフ32 10 → オハ71 9 → マニ74 63 → オル71 101 → 廃車

  - スロハ31形（戦災6両）
    - スロハ31 27 → オハ71 44 → マニ74 74 → 廃車
    - スロハ31 30
    - スロハ31 31
    - スロハ31 33 → オハ71 43 → スユニ72 14 → スエ71 98 → 廃車
    - スロハ31 41
    - スロハ31 44 → オハ71 119 → マニ76 37 → マニ76 2037 → 廃車

  - スロハフ30形（事故1両）
    - スロハフ30 15（事故）

  - マハ47形（戦災6両+事故1両）
    - マハ47 96（マロネ37 96） → オハ77 16 → オハ78 16 → マユニ78 23 → 廃車
    - マハ47 97（マロネ37 97）
    - マハ47 101（マロネ37 101）
    - マハ47 106（マロネ37 106） → オハ77 11 → オハ78 11 → マユニ78 15 → 廃車
    - マハ47 107（マロネ37 107） → オハ77 17 → オハ78 17 → マユニ78 24 → 廃車
    - マハ47 108（マロネ37 108） → オハ77 18 → オハ78 18 → マユニ78 6 → 廃車
    - マハ47 140（マロネロ37 5・事故）
    - マハ47 150（マロネロ37 15） → オハ77 19 → オハ78 19 → マユニ78 25 → 廃車

  - マロネフ37形（戦災1両）
    - マロネフ37 30

  - マロネロ37形（戦災1両）
    - マロネロ37 22

  - オハ34形（戦災16両+事故1両）
    - オハ34 24（スハネ30124） → オハ71 80 → マニ76 11 → スエ71 87 → 廃車
    - オハ34 26（スハネ30126） → オハ71 81 → マニ76 12 → 廃車
    - オハ34 30（スハネ30 2） → オハ71 58 → スユニ72 21 → スエ71 35 → 廃車
    - オハ34 32（スハネ30 5）
    - オハ34 39（スハネ31 73）
    - オハ34 43（スハネ31 51）
    - オハ34 45（スハネ31 28）（事故） →オヤ9920 → スエ30 1 → 廃車
    - オハ34 58（スハネ31 43）
    - オハ34 68（スハネ31 56）
    - オハ34 73（スハネ31 61）
    - オハ34 76（スハネ31 64）
    - オハ34 77（スハネ31 65）
    - オハ34 78（スハネ31 3） → オハ71 55 → マニ76 19 → 廃車
    - オハ34 83（スハネ31 79）
    - オハ34 107（スハネ31 66）
    - オハ34 120（スハネ31 97） → オハ71 56 → スユニ72 19 → スエ71 34 → 廃車
    - オハ34 126（スハネ31 104）

  - スハシ48形（戦災1両）
    - スハシ48 32（スシ37 77）

  - スロハ37形（戦災1両）
    - スロハ37 6（スロシ38 17）

  - マハシ49形（戦災4両）
    - マハシ49 18（スロシ38 13）
    - マハシ49 19（スロシ38 14）
    - マハシ49 20（スロシ38 15） → オハ77 22 → オハ78 22 → マユニ78 26 → 廃車
    - マハシ49 21（スロシ38 16） → オハ77 8 → オハ78 8 → マユニ78 21 → スエ78 15 → 廃車

  - スハニ31形（戦災1両）
    - スハニ31 34 → オハ71 74 → マニ76 5 → スエ71 92 → 廃車

  - マニ31形（戦災2両）
    - マニ31 55
    - マニ31 71

  - マユ33形（戦災1両）
    - マユ33 12

### 進駐軍用改造車
マロ37形
1946年に大井工機部でマロネロ37 25・26の二等寝台設備を撤去して全室二等車に改造された車両で、丸屋根車。
給仕室と喫煙室、便所および化粧室を存置したことから定員は54名とされ、1位側内妻には飲料用水タンクが設置された。
1949年から1952年にかけて接収解除となったが、接収解除後も復元されず引き続き二等車として使用され1953年の車両称号改正によりマロ38形に改形式され、2が1962年に、1が1963年に廃車となり形式消滅となった。
スロフ34形（初代）
スイロフ30形の一等室側が返還された際にそのままでは使用できないために格下げした車両で、二重屋根車。1953年10月に進駐軍より全面返還されたが、更新修繕とともに一等室を三等室に格下げ改造してスロハフ31形となった。

スロハ33形
1947年にスハ32 225・2675・2705を大宮工機部で改造した区分軍用客車で、丸屋根車。客室に仕切を入れ軍用に二等室（定員20）を設け、三等定員を56とした。1951年（昭和26年）から1952年にかけて車内設備を復元し元形式・元番号に復帰した。

オイ30形
オイネ30 11を改造した車両で、二重屋根車。のちに車内設備を改装して、スハ33形（初代）へ改造された。
オイ31形
1946年にスハ32形・スハフ32形を改造しクラブ車・巡回車とした車両で、下記の番号が該当する。
- 0番台
  - 1・5
    - 1946年にスハ32 300・584・486（旧32800形）を鷹取・名古屋の各工機部で改造した車両で、丸屋根車。同年11月にオイネ31形に改造された。

- 10番台
  - 13・14
    - スハフ32 156・331（旧34400形）を改造した車両で、丸屋根車。1947年5月にオミ43 1・2に改造された。

  - 15・16
    - スハ32 103・105（旧32600形）を改造した車両で、二重屋根車。1両がオイネ31形（50番台）に改造され、残った16は車内設備を復元し元形式・元番号に復帰した。

  - 17
    - 1946年にスハ32 486（旧32800形）を鷹取工機部で改造した車両で、丸屋根車。のちに車内設備を復元し、元形式・元番号へ復帰した

他のオイ31形はオハ35系に属する。

スイネ30形
1946年に進駐軍の要求に従い軍団長車として改造された。1949年に車輌換算法の改正によって、オイネ30形（同一番号）に改形式された。
- 1 - 11
  - スヘ30 1 - 7・9 - 14を改造した車両で、二重屋根車。1両はオイ30形に改造され、他はスハ33形（初代）に改造された。

- 12・13
  - スヘフ30 4・5を改造した車両で、二重屋根車。スハ33形（初代）に改造された。

- 14・15
  - スヘセ30 15・16を改造した車両で、二重屋根車。スハ33形（初代）に改造された

- 16
  - スハ32 255（旧32800形）を盛岡工機部で改造した車両で、丸屋根車。軍番号1816、軍名称PARRAMATT。1951年12月に車内設備を復元し元形式・元番号に復帰した。

オイネ31形
- 30番台
  - 1946年にスハ32 2569（旧32800形）を改造した車両で、丸屋根車。軍番号2711、軍名称DENISON。1951年3月にオハネ32形に改造された。

- 40番台
  - 1946年にオイ31 1・5を改造した車両で、丸屋根車。42は1952年に車内設備を復元しスハ32 584に、41は1954年に車内設備を復元しスハ32 300にそれぞれ復帰した。

- 50番台
  - 1947年にオイ31 15を改造した車両で、二重屋根車。軍番号1724、軍名称LORAIN。のちにスヤ51形へ改造された。

他に0・10・20番台が存在したが、オハ35系に属する。
スイネ32形
地区司令官車・特別車。1949年に車輌換算法の改正によって、オイネ32形（同一番号）に改形式された。
- 0番台
  - 1946年にスヘフ30 1・2・7・8を改造した車両で、二重屋根車。地区司令官車。スハ33形（初代）に再改造された。

- 10番台
  - 1946年にスヘフ30 3を改造した車両で、二重屋根車。特別車。軍番号1720、軍名称SHERMAN。スハ33形（初代）に再改造された。

- 30番台
  - 1947年にスハ32 157（旧32800形）を改造した特別車で、丸屋根車。軍番号1725、軍名称FANNIBAL。1949年返還後はスイネフ30形に改造。

他に20番台が存在したが、オハ35系に属する。
スイネ34形
CTS（民間輸送局）専用車で、米国からの石炭調査団の巡察用。国鉄営業車として籍を置いているため、軍番号をもたず、白帯でJ. G. R. と表記され、軍名称を模して"BLACK DIAMOND"（「黒いダイヤモンド」と呼ばれることがある石炭にちなむ）と書かれている。ともにのちにスヤ34形へ改造。
- 0番台
  - 1
    - スハ32 256を改造した車両で、丸屋根車。4人用区分室3室、中央に大テーブルといす12脚。

  - 2
    - スヘ31 11を改造した車両で、二重屋根車。区分室3段1室、2段1室、開放室は二等寝台の設備を下段のみ6人分。中央に大テーブルといす8脚。中央にスヘ31 11の側扉が残っている。

- 他に10番台が存在したが、オハ35系に属する。

スイロネ37形
1949年に連合軍に接収されていたスイロネフ38形に冷房装置を搭載する改造を施工した際、4位出入台を閉鎖して配電盤室を儲け、あわせて緩急車設備を撤去されたことから改形式を行ったもので、丸屋根車。
1951年ごろに接収解除されたのち1は1952年に皇太子公式御乗用車である14号御料車に、2は1953年の車両称号改正によりマイロネ39形に、3は1950年に特別職用車スヤ48 1（職用車番号スヤ6）→1952年皇太子用非公式御乗車用スイロネ37 3（番号復帰）→同年マイロネフ38形 にそれぞれ改造された。（以降#寝台車（改造車）のマイロネ39形、マイロネフ38形を参照）
マロネ37形
- 139
  - 1945年にマロネフ37 25を改造した病院車で、二重屋根車。軍番号2906、軍名称LETTERMAN。返還される際にマロネフ29 11に改造された。

- 140
  - マロネロ37 32を改造した普通寝台車で、丸屋根車。軍番号1510、軍名称VICKSBURG。のちに酒保車（販売車）へ用途変更されたため、軍番号を2710に改番した。1953年の称号改正でマロネ29形 (141) に改形式された。1956年にマロネロ38形に改造された。

スハネ32形
連合軍の兵員を輸送するための部隊用簡易寝台車で、座席や網棚などの設備をすべて取り払った上で窓に沿って上下段16名分ずつ、合計32名分の寝台を設置した。
1 - 20は1946年にスハ32形から改造されたもの。
1949年までに復元された車両と1949年称号改正でオハネ32形に改形式された（1955年2月に返還された）車両がある。その後朝鮮戦争時にオミ34・35・45、オイネ31 31など6両が追加改造された。
- 1 - 4・6 - 12・14 - 20
  - スハ32 2159・172・2185・2216・301・2380・401・405・433・2476・2546・2656・728・771 - 773・785・793を改造した車両で、丸屋根車。2・3・15・16・18・20は1949年までに車内設備を復元し元形式・元番号に復帰し、他は1949年称号改正でオハネ32形に改形式され、1955年に車内設備を復元し元形式・元番号に復帰した。

- 5・13
  - スハ32 98・99を改造した車両で、二重屋根車。1949年称号改正でオハネ32形に改形式され、1955年に車内設備を復元し元形式・元番号に復帰した。

- 20番台
  - 22
    - 1949年にオミ34 1を改造した車両で、丸屋根車。軍番号3457、軍名称FORT DIX。1955年に改造前のスハ32 2355に戻されている。

- 100番台
  - オイネ31 31を改造した車両で、丸屋根車。軍番号3501、軍名称FORT DAWES。1952年までに改造前のスハ32 2569に戻されている。

- 200番台
- 201
  - 1949年にオミ35 5を改造した車両で、二重屋根車。軍番号3601、軍名称FORT GASEY。1955年に改造前のスハ32 112に戻されている。

- 202・203
  - 1951年にオミ35 6・7を改造した車両で、丸屋根車。改造前のスハ32 311・2547に戻されている。

- 他のスハネ32形はオハ35系に属する。

スハネ34形
朝鮮戦争時の1950年に二重屋根車のスロ32・スロ33・丸屋根車のオロ35から、1951年にスミ41形から改造した部隊用簡易寝台車。定員は32名。
- 0番台
  - 1 - 3・6・7・17
    - スロ33 3・5・9・13・18・29を改造した車両。2両がスハ37形に改造され、他は車内設備を復元し元形式・元番号に復帰した。

  - 13・21
    - スロ32 2・14を改造した車両。1両がスハ33形に改造 され、もう1両は車内設備を復元し元形式・元番号に復帰した。

  - 4・5・8 - 12・14 - 16・18 - 20
    - オロ35 1・4・11・18・24・25・28・33・42・45・48 - 50を改造した車両。1953年に車内設備を復元し元形式・元番号に復帰した。

- 100番台
  - 1951年にスミ41形から改造された車両で、二重屋根車。軍番号3502、軍名称FORT ANDREWS。寝台は28名分で、0番台に比べ4名分寝台が減っているのは給仕室と用品庫を設置しているためである。1952年に改造前のスロ33 22に戻されている。

マハネ37形
マハ47形を改造した部隊用簡易寝台車。定員は32名。
本形式には以下の15両が該当する。
- 6 - 12・19・20・25・27・28
  - マハ47 44・48・50・56・59・63・68・76・81・82・84・85を改造した車両で、二重屋根車。1953年の車両称号規程の改正でマハネ29形 (21 - 32) に改形式・改番された。6両がオシ17形に台枠を供出し、1両がスヤ39形に改造され、残りはマハ29形に改造された。

- 13
  - 1950年8月にマハ47 99（旧マロネ37形）を改造した車両で、丸屋根車。軍番号3439、軍名称FORT SHAFTER。1953年の車両称号規程の改正でマハネ29形 (101) に改形式・改番された。1956年にマハ29形に改造された。

- 14・15
  - 1950年8月にマハ47 137・143（旧マロネロ37形）を盛岡・名古屋の各工機部で改造した車両で、丸屋根車。1953年の車両称号規程の改正でマハネ29形（151・152） に改形式・改番された。

他のマハネ37形はオハ31系に属する。

オシ30形
- 0番台
  - 1945年にマニ31 6（旧36700形）を改造した車両で、二重屋根車。軍番号2905、軍名称BRUNS。全室が調理室だった。1949年にオミ30 41に再改造された。

- 10番台
  - 1945年にスハ32 670（旧32800形）を盛岡工機部で改造した車両で、丸屋根車。軍番号2223、軍名称SACRAMENTO。1と異なり厨房設備と寝台設備のほか定員14名の食堂が設備された。1951年に車内設備を復元し元形式・元番号に復帰した。

- 30番台
  - スハ32 73（旧32600形）を改造した車両で、二重屋根車。のちに車内設備を復元し、元形式・元番号へ復帰した。

他に20番台が存在したが、オハ35系に属する。
スシ31形
1946年にスハ32形を改造した簡易食堂車である。調理室を新たに設置し、座席の間にテーブルを設置した。合計5両改造され、1949年に車両の換算に関する法改正により重量等級が変わりオシ31形に改形式された。種車の形式により以下に分類される。
- 1・4
  - スハ32 104・121（旧32600形）を改造した車両で、二重屋根車。1953年までに車内設備を復元し元形式・元番号に復帰した。

- 2・3・5
  - スハ32 244・381・461（旧32800形）を改造した車両で、丸屋根車。このうち2両は同年オハシ30形に改造、残存車は1953年までに車内設備を復元し元形式・元番号に復帰した。

オシ33形
簡易食堂車で全室が調理室だった。
- 0番台
  - 1
  - 1950年にマニ31 48を改造した車両。1955年に元形式、番号に戻された。
  - 2
    - 1950年にマニ31 9を改造した車両で、二重屋根車。軍番号3310、軍名称ALBANY。1955年に元形式、番号に戻された。

- 100番台
  - 104
    - 1952年にオミ35 11を改造した車両で、丸屋根車。軍番号3315。1957年にオヤ31 31に改造された。

  - 105
    - 1952年にスミ43 1を改造した車両で、丸屋根車。軍番号3316。1957年にオヤ31 32に改造された。

  - 他のオシ33形はオハ35系に属する。

スシ39形
- 1 - 3
  - 1946年にマハシ49 23・24・22を改造した簡易食堂車で、丸屋根車。座席の間にテーブルを設置し、ロングシート部分も同様の形に改造した。返還後1949年から1951年にかけてスハシ37形に改造された。

- 4
  - 1946年にスハシ48 19を改造した簡易食堂車で、丸屋根車。軍番号2011、軍名称TORQUAY。座席の間にテーブルを設置した。返還後スシ37形に復元された。

オハニ35形
- 4
  - マニ31 16を改造した車両で、二重屋根車。のちにオミ35形へ改造された。

- 他のオハニ35形はオハ35系に属する。

スロニ31形
- 4・7
  - スハニ31 17・20（旧35650形）を改造した車両で、二重屋根車。1953年から1955年にかけて車内設備を復元し元形式、番号に復帰した。

- 2・13・15
  - スハニ31 31・35・45（旧35700形）を改造した車両で、丸屋根車。2両が1953年から1955年にかけてスハニ31形に戻され、残った13はオミ44 11に改造された。

- 25 - 27
  - スハニ33 4・5・9を改造した車両で、二重屋根車。全車が1953年から1955年にかけてスハニ31形に戻された。

- 29
  - スハニ33 13を改造した車両で、丸屋根車。軍番号2515、軍名称WILMINGTON。1953年から1955年にかけてスハニ31形に戻された。

他のスロニ31形はオハ35系に属する。
スロニ33形
- 2
  - 1946年にスロハ31 48（旧31500形）を改造した車両で、丸屋根車。軍番号2540、軍名称PAHALA。1953年に車内設備を復元し元形式、番号に復帰した。

他に1が存在したがオハ35系に属する。
スロニ36形
1947年にスハニ33 12を改造した車両で、丸屋根車。軍番号2516、軍名称KANSAS CITY。1952年に車内設備を復旧しスハニ31 28に復元された。
マニ33形
1951年に国鉄大宮工場でマユ33 2を改造した車両で、車内は郵便取扱設備が取り払われた床に、荷摺桟と荷摺板を設備するなど荷物車の設備と用途記号をもつが、軍用郵便車として使用された。窓割りは種車のままとなっていたが、側窓、側引戸窓と外妻貫通扉は鋼板を当てて閉鎖されていた。
接収解除後1953年にマユ33 111に改造された。

スミ30形
スハ32形、スロ33形から改造されたラジオ車で、1949年の称号改正でオミ30形に改番された。その後、オシ30形から追加改造されている。
- 0番台
  - スハ32 394・254を改造した車両で、丸屋根車。1は1950年にジープを搭載するための改造がされていた。のちに車内設備を復元し、元形式、番号へ復帰した。

- 10番台
  - マニ31 24を改造した車両で、丸屋根車。軍番号3103、軍名称OAK PARK。1957年までに車内設備を復元し元形式、番号に復帰した。

- 20番台
  - スロ33 28を改造した車両で、二重屋根車。軍番号3105、軍名称MOORHEAD。1952年に車内設備を復元し元形式、番号に復帰した。

- 30番台
  - スロ33 10を改造した車両で、二重屋根車。軍番号3106、軍名称DOWNY。1952年に車内設備を復元し元形式、番号に復帰した。

- 40番台
  - 1949年にオシ30 1を改造したラジオ車で、二重屋根車。軍番号3107、軍名称GRAY。のちにオヤ33 1（初代）へ改造された。

- 他に10番台が存在したがオハ35系に属する。

スミ31形
スハ32 171を改造したラジオ車で、丸屋根車。軍番号3102、軍名称PANAMA CITY。1949年の称号改正でオミ31形に改番され、のちにスヤ30形へ改造された。
スミ32形
1946年にスハフ32 87を松任工場で改造した事務車で、二重屋根車。軍番号3151、軍名称PUTNAM。1948年にスヤ30形に改造された。
スミ33形
1946年にスハ32 642を改造した衛生車で、丸屋根車。軍番号2951、軍名称TROY。車内には研究設備が設けられていた。ワキ709を改造したホミ41形（軍番号2952、軍名称NILES）とペアを組み、伝染病や寄生虫の予防、被爆地の視察等に使用された。1949年の称号改正でオミ33形に改番された。1953年に車内設備を復元し元形式・元番号に復帰した。
スミ34形
スハ32 2355を改造した特別車で、丸屋根車。軍番号1719、軍名称POMONA。1949年の称号改正でオミ34形に改番された。同年、オハネ32形に改造された。
他のスミ34形はオハ35系に属する。
オミ35形
オハニ35・スハ32形を改造した酒保車（販売車）。
- 0番台
  - 4
    - オハニ35 4を改造した車両で、二重屋根車。軍番号2713、軍名称JULIET。のちに改造前のマニ31 16へ戻されている。

  - 5
    - 1946年にスハ32 112を改造した車両で、二重屋根車。軍番号2708、軍名称RIO。1949年にオハネ32形に改造された。

  - 6・7
    - 1946年にスハ32 2472・871を改造した車両で、丸屋根車。1951年にオハネ32形に改造された。

- 10番台
  - 11・12
    - 1948年にスハフ32 208・224を改造した車両で、丸屋根車。1951年に11が雑種軍用客車に用途変更され、改造された。1両はオシ33形に改造され、もう1両は車内設備を復元し元形式・元番号に復帰した。

  - 13・14
    - 1946年にスハ32 311・2547を改造した車両で、丸屋根車。1954年に車内設備を復元し元形式・元番号に復帰した。

  - 16・18
    - 1959年にオミ43形を改造した車両で、丸屋根車。のちに改造前のスハフ32 156・331へ戻されている。

- 他のオミ35形はオハ35系に属する。

スミ40形
1946年にオロ35 7・56を小倉工機部で改造した巡回販売用の車両で、丸屋根車。室内には大型の冷蔵庫と氷貯蔵タンクが設備され、屋根に氷投入口が設けられていた。1953年に車内設備を復元し元形式・元番号に復帰した。
スミ41形
スロ33 22を改造した酒保車（販売車）で、二重屋根車。軍番号2721、軍名称ORANGE。1951年にスハネ34形に改造された。
オミ42形
1946年にスハ32 310・2482を改造した酒保車（販売車）で、丸屋根車。1950年に1両がスヤ51形に改造され、もう1両は1952年に車内設備を復元し元形式・元番号に復帰した。
オミ43形
1947年にオイ31 13・14を大井・大宮の各工機部で改造した教育車で、丸屋根車。駐留部隊の巡回教育に使用され、1959年にオミ35形に改造された。
スミ43形
1950年にスハ32 331（旧32800形）を大船工機部で改造したラジオ車で、丸屋根車。通信機器の修理や整備が車内で行えるよう作業台や工具が設備されていた。1952年にオシ33 105に改造された。
スミ44形
特別車や地区司令官車は主に優等車を改造した車両が充てられるが、1947年になると適当な車両も枯渇してきたことから三等車などを種車とすることとなった。1949年に車両の換算に関する法改正により重量等級が変わりオミ44形に改形式された。その後、改造編入した車両も存在する。
本系列では下記の車両が該当する。
- 0番台
  - 1・3・4
    - 1947年にスハ32 592・681・188を吹田・長野・鷹取の各工機部で改造した車両で、丸屋根車。1951年に車内設備を復元し元形式・元番号に復帰した。

  - 2
    - 1947年にスハ32 118を名古屋工機部で改造した車両で、二重屋根車。1954年に車内設備を復元し元形式・元番号に復帰した。

- 10番台
  - 1951年にスロニ31 13から改造された車両で、丸屋根車。1952年に車内設備を復旧しスハニ31 45に復元された。

スミ45形
1947年にスハ32 2180・242を改造した衛生移動展示車で、丸屋根車。1949年にスヤ45形に改造された。

スヘ31形
スヘ30・スヘセ30・スヘフ30形を1946年に進駐軍用の病院車として改造したもので、二重屋根車。担架を搬入できるように側引戸が設置された。
- 1・12
  - スヘ30 1・3を改造した車両。のちにスハ33形へ改造された。

- 11
  - スヘセ30 17を改造した車両。のちにCTS専用車スイネ34形へ改造された。

- 13
  - スヘフ30 6を改造した車両。のちに特別職用車スヤ51 16へ改造された。

### 特別職用車
スヤ30形
スミ32・オミ32形を改造した特別職用車。
種車の形式により以下に分類される。
- 1
  - オミ31 1を改造した車両で、丸屋根車。のちに復元と同時に電気暖房化がされ、改造前の番号+2000のスハ32 2171となった。

- 2
  - 1948年にスミ32 1を改造した車両で、二重屋根車。1949年に改造前のスハフ32 87に戻されている。

スヤ34形
炭鉱調査団用車であったスイネ34形を改造したもの。
種車の形式により以下に分類される。
- 1（スヤ30）
  - スヤ51 19を参照。

- 2（スヤ5）
  - 1951年3月にスイネ34 2を改造したと記録されているが、実際には1950年4月作成の表や同年9月の写真で存在が確認されている。二重屋根車で、調理室・寝室・会議室・開放式寝室・便所・洗面所からなる。区分式寝室は3段1室、2段1室。開放式寝室は二等寝台と同等のものを下段のみ6人分備えている。会議室部分にスヘ31 11時代の側扉が残っていることが特徴である。1952年3月にスハ33 26に改造された。

スヤ51形
軍用接収車の余剰車などを改造した特別職用車。1および11 - 15はオハ35系に属する。
- 16（スヤ26）
  - 1950年3月にスヘ31 13を改造した。二重屋根車で、門鉄局用。展望室・4人用特別室・便所・洗面所・調理室・寝室からなる。1954年3月にオヤ31 21に改造されたが、会議室・展望室部分は狭くなったものの残り、4人用特別室も残っている。その後九州旅客鉄道（JR九州）に引き継がれたが、2005年（平成17年）に廃車・解体処分されている。改造後の詳細は国鉄オヤ31形客車の項目を参照。

- 17（スヤ27）
  - 1950年3月にオミ42 2を改造した。新鉄局用。丸屋根車で、展望室・便所・洗面所・寝室・調理室からなる。1953年に改造前のスハ32 482に戻されている。

- 18（スヤ29）
  - 1950年1月にオイネ31 51を改造した。札鉄局用。二重屋根車で、展望室・局長室・随員室・会議室・調理室・寝室・便所・洗面所からなる。のちに会議室が展望室へ移設された。1953年3月に試験車スヤ32 1に改造された。

- 19（スヤ30）
  - 1950年8月に石炭調査団専用車であったスイネ34 1を改造した。当初スヤ34 1を名乗っていたが、1951年3月からスヤ51 19となる。旭鉄局用（釧鉄局でも兼用）。丸屋根車で、展望室・会議室・寝室・調理室・便所・洗面所からなる。その後寝室を移動させ、展望室・会議室を拡大。1953年3月に試験車スヤ32形に改造された。

マヤ47形（マヤ2）
元はスイテ47 1。二重屋根車。連合軍総司令部民間運輸局 (Civil Transportation Section : CTS) の地方視察用車両の提供要請を受け、1947年に展望室の会議室への改装や寝台・調理室の設置などの改造を行ったが改番されず、CTSの視察の際に要人輸送用に使用された。名目上は国鉄の営業車であるため、軍番号をもたない。特別職用車の起源となった車両である。1948年冷房設置によりマイテ47 1となり、1950年特別職用車制度ができると、本庁用マヤ2/マヤ47 1となる。1953年3月にマイ47 1へ改番され、同年6月称号改正によりマイ98 1へ改番された。1956年にオシ17 1に台枠を供出した。
マヤ57形（マヤ3）
マイネロ37 1を1950年に改造した車両 で、二重屋根車。1951年に車両性能試験車マヤ37 51に改造された。

### 二等車（旧三等車）
スハ32形
- 869 - 873
  - 1943年に樺太庁鉄道向けに製造された本形式の同形車であるスハ2650形のうち本土に残存していた5両（2652以外）を国鉄車両として車籍編入（入籍）を行った車両で、丸屋根車。
  - 鋼体は北海道向けスハ32形（32800形）に類似するが、同時期に製造されているオハ35形同様車軸発電機用蓄電池が単電池式に変更されているために台枠はUF116を使用している。
  - 樺太での運用を考慮して北海道向け装備に追加して外妻貫通路には両開き式の開き戸を設け、水タンクは凍結対策として郵便車や荷物車と同様の屋根水槽に変更し、3位外妻には屋根水槽水口へのはしごが取り付けられていた。
  - また冬季には腰掛の一部を取り外してストーブを設置できるように仕様変更されていることから定員は夏季88名、冬季80名とされていた。
  - 入籍時に客室設備は内地向けに改装されたが、一部の車両には屋根水槽の水口と足止木が残されていた。
  - その後1968年から1970年にかけて3両が台車振替工事を行ってスハ33形（2代）に改形式され、残った車両も1972年に廃車となった。

- 874
  - スヘ30形のうち連合軍客車の指定を受けなかったスヘ30 8を座席車に復旧したものを誤って（または便宜上）スハ32形に編入したもので、二重屋根車。座席数80であったので1953年称号改正の機会に、スハ33 18に改番された。

- 864・865・875・876
  - 戦災により一旦廃車処理されたスハ32 175・277・741・799を復旧した車両で、復籍せず新たに付番した。864・865は丸屋根だが、875・876は折妻かつTR34装着とされた。2両が台車振替工事を行ってスハ33形（2代）に改形式され、残りは1968年までに廃車された。

- 877
  - 1946年に事故にあい廃車となったスハ32 364（鉄道省鷹取工場製溶接鋼体車）を国鉄幡生工場で復旧した車両で、丸屋根車。スハ32の最終番号となった。1967年に廃車された。

スハ33形（初代）
スハ32・スハ36・オイネ30・オイ30・オイネ32・スヤ34・スハネ34形を種車として改造された二重屋根車グループだが、最初がスロ32形だった40を除く全車が最初はスハ33900形→スハ32550形とスハフ35250形である。1952年から1958年（昭和33年）にかけて復元工事を受けた。スハ36形を改造した車両は0番台、最初はスヘ30形だった車両は10番台、最初はスヘフ30形だった車両は、スハ36形に改造された車両を除き、30番台にして区分している。
- 3・4
  - スハ36 103・104を改造した車両。1両がオハネ17形に台枠を供出し、残った4は廃車された。

- 11・13
  - スヘ31 1・12を改造した車両。2両ともオハネ17形に台枠を供出した。

- 12・14 - 16・19 - 25
  - オイネ30 1 - 10・15を改造した車両。8両がオハネ17形に台枠を供出し、残りは1967年に廃車された。

- 17
  - オイ30 11を改造した車両。オハネ17形に台枠を供出した。

- 18
  - スハ32 874を改番した車両。オハネ17形に台枠を供出した。

- 26
  - スヤ34 2を改造した車両。オハネ17形に台枠を供出した。

- 31 - 33・37・38
  - オイネ32 1 - 4・11を改造した車両。2両がオハネ17形に台枠を供出し、残りは1969年に廃車された。

- 34・35
  - オイネ30 12・13を改造した車両。1両がオハネ17形に台枠を供出し、残った34（名ナコ）の廃車はこのグループでは一番遅く、1969年3月に廃車された。

- 40
  - スハネ34 13を改造した車両。スハ37形に改造 された。

スハ36形
- 103
  - スヘフ30 11を戦災復旧したもので、二重屋根車。1949年にスハ33形に改造された。

- 104
  - スヘフ30 12を改造した車両で、二重屋根車。1949年にスハ33形に改造された。

スハ37形
スハネ34・スハ33形を長野工場で改造した車両で、二重屋根車。
種車の新製時の形式により下記に分類される。
- 0番台
  - 1・2
    - スハネ34 21・スハ33 40を改造した車両で、新製時はスロ32形だった。

  - 1両がオハネ17形に台枠を供出し、残った1は1966年に廃車された。

- 20番台
  - 21・22
    - スハネ34 6・7を改造した車両で、新製時はスロ33形だった車両。1966年に廃車された。

マハ29形（改造車）
マハネ29形を改造した車両。
種車の形式により下記に分類される。
- 70番台
  - 76 - 81
    - マハネ29 22 - 26・32を改造した車両で、二重屋根車。3両がオシ17形に台枠を供出し、残りは1964年までに廃車された。

  - 他の70番台はオハ31系に属する。

- 100番台
  - 106
    - 1956年にマハネ29 101を改造した車両で、丸屋根車。新製時はマロネ37形（37400形）であった。1960年にオシ17形に台枠を供出した。

  - 他に0・10・20番台が存在したがオハ31系に属する。

スハ54形（0番台）
1965年に国鉄名古屋工場でスロ33形の格下げ車であるスハ51 24を改番した車両で、二重屋根車。1966年に廃車された。

### 台車交換による形式変更

#### スハ33形（2代）
客車改造に伴う台車振替工事に伴い改形式を行った車両で、振り替えた台車の違いにより下記に区分される。
- 0番台
  - スロ54形の冷房改造およびスロネ30形とスロフ53形の荷物車改造に伴う自重増回避を目的として、1966年から1971年にかけて鋳鋼製で重量のかさむTR40Bとスハ32形（旧32800形）のTR23との間の台車振替 により改形式を行った車両で、丸屋根車。幡生・小倉・盛岡・松任・名古屋・長野・大船・大宮・吹田・多度津の各国鉄工場で合計120両に施工された。
  - 改形式後の番号はスハ32形のそれを引き継いでいる ために欠番が多く、スハ33形（初代）とは番号が重複しなかった。
  - 改造後は北海道と四国以外の各路線で使用され、1983年（昭和58年）3月にスハ33 2669（仙コリ）が廃車され形式消滅した。

- 1000番台
  - オハネ17形に電気暖房装置設置工事を行う際の自重増を回避する目的で同形式が装着するTR47とスハ32（旧32800形）のTR23との間で台車振替により改形式を行った車両で、丸屋根車。1966年に大宮・土崎の両国鉄工場で合計22両に施工された。
  - 改形式後の番号はスハ32形時代の番号を引き継いでいる が、オハネ17形の台車がTR47であることからTR40Bを装着するスハ33形（2代・0番台）と区分するため、元番号に1000を追加した。
  - このうち1両は折妻戦災復旧車のスハ32 876が種車となっている。
  - 改造後は主に東海道・山陽線系で使用され、1975年（昭和50年）にスハ33 1732・1733（静ヌマ）が廃車となり区分消滅した。

#### スハフ36形
- 1 - 19（電気暖房装置つきは+2000）
  - スロ54形の冷房改造およびスロネ30形とスロフ53形の荷物車改造に伴う自重増回避を目的として、1968年から1970年にかけてこれらのTR40Bとスハフ32形（旧34400形）のTR23との間の台車振替 を行って改形式・改番を行った車両で、丸屋根車。幡生・小倉・盛岡・松任・長野・多度津の各国鉄工場で合計19両に施工された。
  - その後1975年に2008が廃車され形式消滅した。

#### オハ56形
1960年代に入りスハ32形は本線から支線区へと運用の主体が変更されるようになったが、線路条件などから換算の制約を受け効率のよい車両運用が困難であったこと、また60系に属するマニ60形の輪軸強化および高速運転による荷痛み対策として台車を交換することとなり、マニ60形 の装着するTR11とスハ32形（旧32800形）の装着するTR23との間で行われた台車振替工事に伴い改形式・改番を行った車両で、丸屋根車。
1964年から1968年にかけて後藤・幡生・小倉・名古屋・高砂・土崎の各国鉄工場で合計22両（1 - 20・26・27）が改造された が、小倉・土崎工場での改造とされている26・27の2両は改造直後に廃車 されており、実際には台車を捻出するための書類上の措置と見られる。
改造後は宮原・姫路・和歌山の各区所に配置され、1969年に5・14（天ワカ）の廃車により形式消滅となった。

#### オハフ35形
オハ56形と同様の経緯からマニ60形 とスハフ32形（旧34400形）の間で行われた台車振替工事により改形式・改番を行った車両で、丸屋根車。
1964年から1965年にかけて後藤・幡生・小倉・高砂・土崎の各国鉄工場でスハフ32 122・129・180・216・217・225・285・288・289・293・304・307・123・162・164を改造し、1 - 12・15・18・21 - 23の合計15両が改造されたが、小倉・土崎工場で改造した15・18・21 - 23は上述の理由から書類上の改造とみられる。
改造後は向日町・姫路の各区に配置され、1972年に7（大ヒメ）の廃車により形式消滅となった。

### 一等車（旧二等車・並ロ）からの格下げ車
一等車（旧二等車）の中でも、並ロと呼ばれた固定クロスシートや転換クロスシートを備えた車両は、特別二等車の普及に伴い設備の格差が目立ち始めた。そのため、1963年から、設備はそのままで等級帯を消して二等車に格下げが行われた。
スハ50形（0番台）
スロハ31形を格下げした車両。車番は改造前と同一番号である。
- 1・3・7・8・11・12・14・16・20・22・23
  - スロハ31形（旧31450形）を格下げした車両で、二重屋根車。7両がオハネ17形に台枠を供出し、残りは1967年に廃車された。

- 25・26・28・29・32・34・35・37・40・42・43・45 - 48・50 - 56・58 - 61
  - スロハ31形（旧31500形）を格下げした車両で、丸屋根車。17両がオハネ17形に台枠を供出し、7両がマニ36形に改造され、残りは1966年までに廃車された。

他に100・200番台が存在したがそれらはいずれもオハ35系に属する。
スハ51形
スロ33 6・24を格下げした車両で、二重屋根車。車番は改造前と同一番号である。1両がオハネ17形に台枠を供出し、もう1両は1965年にスハ54形へ改番された。
スハ52形
スロ34 13・16 - 19・21を格下げした車両で、丸屋根車。車番は改造前と同一番号である。2両がマニ36形に改造され、残りは1968年までに廃車された。
オハ53形（0番台）
オロ35 1 - 3・6 - 13・31・32・34 - 37・40 - 42・44 - 50・54・60・62・69・70を格下げした車両で、丸屋根車。車番は改造前と同一番号である。1両がオハネ17形に台枠を供出し、1両がオヤ36形に、11両がオハ41形に、16両がマニ36形に改造され、残りは1969年までに廃車された。
他に100番台が存在したがオハ35系に属する。
スハ54形（2000番台）
スロ43 2020 - 2022・2043・2057 - 2059を格下げした車両で、丸屋根車。オハ53形（0番台）の電気暖房付き版で、車番はオロ35形時代の番号+2000である。3両がスハ57形に、3両がマニ36形に改造され、残った2022は1970年に廃車された。
スハフ34形（0番台）
スロハフ30形を格下げした車両。車番は改称前と同一番号である。
- 1・2・5・7・8・10 - 12
  - スロハフ30形（旧31700形）を格下げした車両で、二重屋根車。車番は改造前と同一番号である。7両がオハネ17形に台枠を供出し、残った1は1968年に廃車された。

- 14・16
  - スロハフ30形（旧31750形）を格下げした車両で、丸屋根車。車番は改造前と同一番号である。のちにオハネ17形へ台枠を供出した。

スハフ34形（20番台）
スロハフ31形を格下げした車両で、二重屋根車。車番は改造前と同一番号である。1964年6月と9月にそれぞれオハネ17形に台枠を供出した。
スハフ50形
スロフ30 3 - 7・9・10・14・15を格下げした車両で、二重屋根車。車番は改称前と同一番号である。2両がオハネ17形に台枠を供出し、残りは1968年までに廃車された。
スハフ51形
スロフ31 1を格下げした車両で、二重屋根車。車番は改造前と同一番号である。1967年に廃車された。
オハフ52形
オロフ32 1 - 3・6 - 9を格下げした車両で、丸屋根車。車番は改造前と同一番号である。1両がスエ31形に、1両がオハフ41形に改造され、残りは1969年までに廃車された。
スハ38形
スロハ38形を格下げした車両で、二重屋根車。種車の形式により以下に分類される。
- 30番台
  - 36
    - スロハ38形を格下げした車両。車番は改造前と同一番号である。1963年に廃車された。
    - 他の30番台はオハ31系に属する。

- 100番台
  - スロハ38 102・104・105・109・110・112 - 122を格下げした車両。1966年までに廃車された。

- 他に0番台が存在したがオハ31系に属する。

### 通勤化改造車
「並ロ」を格下げした形式のうち、オハ53形・オハフ52形・スハ54形の一部は通勤輸送対応のため車内のオールロングシート化などの改造を行い、オハ41形・オハフ41形・スハ57形となった。

#### オハ41形300番台
- 301 - 311
  - オロ35形を格下げしたオハ53 11 - 13・31・32・34・40 - 42・54・70（0番台）を種車として1965年から1966年にかけて幡生、土崎の両国鉄工場で通勤形客車に改造した車両で、丸屋根車。
  - 施工内容は旧二等車時代の座席と化粧室を撤去した後に客室をロングシート化し、つり手を設置、旧化粧台部分を立ち席スペースとし、定員は120名（座席74+立ち席46）とされた。
  - 広島局管内や秋田局管内などで使用され、1974年（昭和49年）から1978年（昭和53年）にかけて廃車となった。

ほかに0・50・100・200・250・350・400・450・500の各番台が存在するが、0 - 250の各番台はオハ35系に属し、350 - 500の各番台はスハ43系に属する。

#### オハフ41形
- 1
  - オロフ32 8を格下げしたオハフ52 6を種車として国鉄長野工場で通勤形客車に改造した車両で、丸屋根車。
  - 施工内容はオハ41形（300番台）に準ずるが、車掌室があるために定員は110名（座席71、立ち席39）とされた。
  - 改造後は小出区のち酒田区と新潟局管内で使用され、1972年に廃車となった。

その他のオハフ41形はスハ43系に属する。

#### スハ57形
- 2001 - 2003
  - スロ43形を格下げしたスハ54 2057 - 2059を種車として1968年に国鉄土崎工場で通勤形客車へ改造した車両で、丸屋根車。
  - 種車が電気暖房装置を装備していることを除けばオハ41形（300番台）と施工要領は変わらないものの、座席の布団は種車から流用され、背摺りは腰板がむき出しのままであるなど一部簡略化されていた部分も見られた。
  - また電気暖房の放熱器は種車のものを流用し、座席の向きに合わせて長手方向に取り付けられた。
  - 改造後は弘前区に配置され奥羽本線で通勤通学用に使用されたが、1974年に廃車となった。

### 電気暖房設置による形式変更

#### スロ43形
1958年度の東北本線電化および1961年度の北陸本線電化に合わせ、盛岡・大宮・高砂・土崎の各国鉄工場でオロ35形に電気暖房設置工事が施工されたが、これによる自重増加で重量等級が変わることから改形式が行われた車両で、丸屋根車。
番号はオロ35形時代の原番号に2000を追加したものに変更され、1959年から1962年にかけてオロ35 4・14 - 16・18 - 30・43・51 - 53・55・57 - 59・61の26両が施工された。
このうち3両は1965年に緩急車化改造を施工してスロフ43形とされ、1965年から1967年にかけて16両がマニ36形に改造され、残りはスハ54形（2000番台）への格下げされた。1967年7月にスロ43 2016をマニ36 2031に改造して形式消滅した。

### 緩急車化改造車

#### スイネフ30形
1949年にスイネ32 31を改造した車両で、丸屋根車。1951年救援車スヤ34形 に改造された。

#### マイロネフ38形

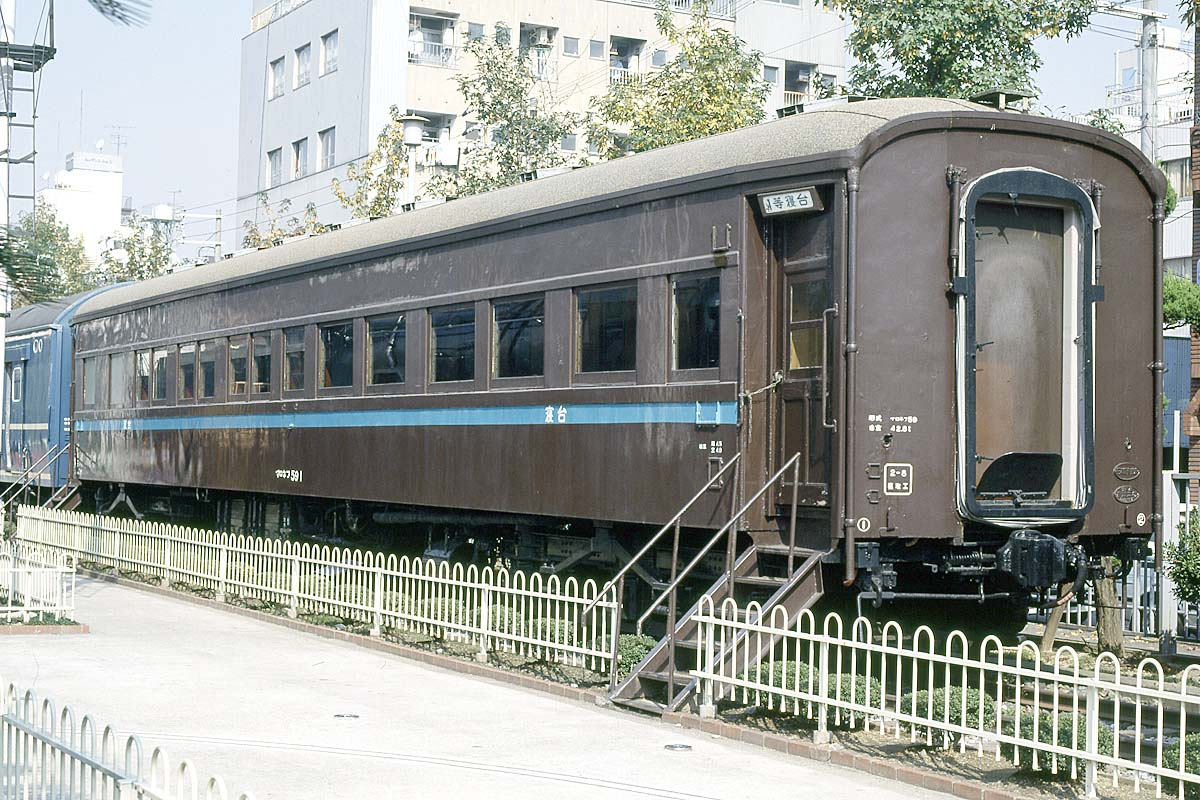
マロネフ59 1

1952年にスイロネ37 3を緩急車化改造した車両で、丸屋根車。
冷房配電盤設置のため4位出入台が閉鎖されていたことから車掌室に外部監視用の開き戸を設置し、自重を冷房搭載時の重量としたことから重量等級を変更しマイロネフ38 1とされた。
1955年7月等級制改正で二等A・B寝台車マロネフ59形に改形式され、1961年に廃車され形式消滅した。
その後マロテ49 2、スシ28 301（スハシ38 102の改造）とともに交通科学館（のちの交通科学博物館、2014年〈平成26年〉閉館）の展示車両とされた。

#### マロネフ29形
- 11
  - マロネ37 139を緩急車化改造した車両で、二重屋根車。1964年3月に廃車され、同年6月に国鉄浜松工場で新幹線用高速軌道試験車921-2に台枠を供出した。

- 111・112
  - オロネ10形の増備に伴いマロネ29形は団体臨時列車など波動輸送用として使用されることになったが、寝台車のみで編成を組成する際緩急車が不足することから1963年8月に国鉄高砂工場においてマロネ29形2両（113・114）を緩急車化改造した車両である。
  - 給仕室を車掌室に改造したので定員はマロネ29時代と同じ42名（寝台数28）であるが、車両の前後は逆向きとなり、片側車掌室となることから4位の出入台扉は下降窓付きの開き戸とされ、出入台に手ブレーキを設置したことから4位外妻には手ブレーキ装置のギヤボックスを避けるための出っ張りが設けられた。
  - 改造施工に合わせて車内設備は近代的に改造され、蛍光灯照明、洋式便所の新設、化粧板、寝台モケットの張替えや横引きカーテンの採用がなされ、冷房の有無、ツーリスト寝台という点を除けば一等B寝台車に準じた内装になっていた。向日町区に配置され団体専用列車に使用されたが1968年12月に廃車となった。

#### スロフ34形（2代）
1964年にスロ34 14・20に国鉄高砂工場で緩急車化改造を施工した車両で、丸屋根車。定員は種車と同じ60名である。
給仕室を車掌室に改造し4位出入台に手ブレーキを設置したため、4位外妻には手ブレーキのギヤボックスを避けるための出っ張りがあり、空気溜が手ブレーキ引き棒と干渉するため2 - 4位側から台枠中梁を挟んだ1 - 3位側に移設された。
また片側車掌室となったことから車掌の外部監視のため3位の出入台扉は下降窓付きのものに変更された。
改造後は姫路区に配置され、1967年3月にスロフ34 2が廃車され形式消滅した。

#### スロフ43形
1965年に国鉄大宮工場でスロ43 2026 - 2029に対して緩急車化改造を施工した車両で、丸屋根車。
種車の前位1窓分を車掌室に充てて仕切を入れ、定員は4名減の60名とされ、車掌室側が後位となることから車両の前後が逆向きとされた。
また車掌室窓は種車の上昇窓がそのまま流用され、狭い車掌室に手ブレーキを設備することから手ブレーキハンドルは仕切側に縦向きに取り付けられた。
改造後は尾久区に配置され、1966年に国鉄幡生工場でマニ36形に改造して形式消滅した。

### 合造車への改造車

#### スロハフ31形
スロフ34形（初代）を改造した一・二等合造車で、二重屋根車。座席定員 は一等室が36名、二等室が32名。1963年3月にスハフ34形に格下げされた。

#### スロハ38形
マハ47形を改造した一・二等合造車で、二重屋根車。座席定員は一等室が32名、二等室が48名。
- 30番台
  - 36
    - マハ47 121を改造した車両。種車は旧マロネフ37形←旧マロネフ37550形からの改造車だった。のちにスハ38形へ格下げされた。
    - 他の30番台はオハ31系に属する。

- 100番台
  - マハ47 45・46・49・52・54・57・58・60・62・64 - 67・75・78 - 80・86 - 89を改造した車両。種車は旧マロネ37形←旧マロネ37350形からの改造車だった。16両がスハ38形に格下げされ、残りは1963年までに廃車された。

- 他に0番台が存在したがオハ31系に属する。

### 和式客車への改造車

#### スハ88形
東北地方の年配の団体客は椅子席の上に座ったり通路にゴザや新聞紙などを敷いていたこと、また「家庭にいるのと同じくつろいだ気分で愉しい旅行ができるように」と当時盛岡鉄道管理局長であった金沢寿一の発案で1960年に国鉄盛岡工場でスハシ29 103を改造した和式客車で、丸屋根車。
種車の便所化粧室以外の客室設備を取り払って側通路方式の畳敷きとし、通路部分の畳は跳ね上げ式とすることで履物置場を兼用している。
側窓は元調理室部分の二段窓を一段窓に変更し、内窓には日除けとして障子が組み込まれた。出入台と便所化粧室間、前位の外妻にはすりガラス入りの格子戸を、前後の客室仕切には襖調の引き戸がそれぞれ設けられ和式の意匠に合わせた配慮がなされた。
天井は数奇屋風の合掌天井に改装され、あわせて環形蛍光灯を用いた和風灯具や通風口の形状なども和式の意匠に調和するよう配慮された。室内には通路の反対側の窓下に長机を設け、夏場には卓上扇風機を配置できるようにしてあり、また備品として折り畳み式の小机と座布団、座椅子が準備され、必要に応じて任意の場所で展開できるようにした。
落成当初は蒸気暖房のみであったが、その後自車の暖房用に温気式暖房装置が、また他の車両と編成が組まれたときに電気暖房が使用できるように引き通し線とジャンパ栓が追設された。
外部色は当初ぶどう色2号とされたが、晩年は青15号に窓下クリーム1号の帯を巻きその後の「和式客車」の塗り分けを確立した。
1972年にグリーン車に格上げされスロ88形とされ、本系列でグリーン車マークを標記した唯一の車両となった。このため改造当初と晩年で定員が異なりハ時代は80名、格上げ後は46名となっている。改造以降は盛岡区に配置され、1975年に廃車され形式消滅した。
なお形式番号の「88」は改造された1960年が鉄道創業88周年に当たるため付けられたという。

### 供奉車から一等車への改造車

#### スイ38形
戦後の海外からの観光客の増加に伴い輸送に適した座席車が営業用車に存在しなかったことから当時宮廷用編成からはずされていた供奉車300・301を1956年に国鉄大船工場で営業用一等車に改造した車両である。
もともと「御料車鋼製化」のために1931年（300、省大宮工場）と1933年（301、省大井工場）に製造された侍従武官用の一等設備を有する車両で、回転椅子と絨毯敷きの床、内羽目や鏡板にはクルミ材が用いられるなど随所に高級な材料が使用され、車端絞りのある折妻形の車体を有する。
1956年2月の第一次改造では、腰掛を真紅のモケットを張った回転式自在腰掛を1080 mm間隔に12脚（左右計24脚）と前位には4人分の回転腰掛とテーブルが設備され、床敷物は通路中央を水色の絨毯に敷き換えたが、室内は内装材の木目がきれいに残されていたので木目を残す仕上げが施され、また通常の網棚の下にある軍刀用の幅の狭い網棚もそのまま存置されたので、本車両を利用する乗客からは前身が宮廷用車両ということもあり大変喜ばれたといわれている。
1956年夏には1が、翌1957年には2が再度大船工場へ入場し、第二次改造として車軸駆動冷房装置の取り付け、荷物保管室および給仕室の設置とそれに伴う窓閉鎖、腰掛間隔を1080 mmから1140 mmに拡大しテーブルと回転腰掛を撤去、前位出入台を閉鎖して配電盤と備品室を設置、便所を洋式便器に改装するなどのほか、側窓の二重窓化が行われた。
同時に台車振替が行われ、冷房駆動装置を装備できるマロネフ59形のTR73Aとマロネ58形のTR73（交換時にTR73Aに改造）にそれぞれ交換されている。
本改造により自重が増加し重量等級が変わったことからマイ38形に改形式された。
また1956年に東海道本線が全線電化され、特急「つばめ」「はと」に使用する車両は外部色を淡緑5号に変更し、特急用車両同様標記・表示位置の移動および札挿しの追設が行われた。
1960年の等級制変更に伴いマロ39形に改形式され、1963年に廃車となり形式消滅した。

### 二等寝台・座席合造車への復元
マロネロ38形
- 14
  - 1956年にマロネ29 141を改造した車両で、丸屋根車。1966年までに廃車された。

### 一等寝台廃止による形式変更
マイフ29形
1955年にマイネロ29 3を改造した車両で、二重屋根車。1956年にオシ17形に台枠を供出した。

### 展望車の改造車

#### マイテ47形
スイテ47 1を冷房改造。二重屋根車。1950年に特別職用車マヤ47 1に改造された。

#### マイテ39形

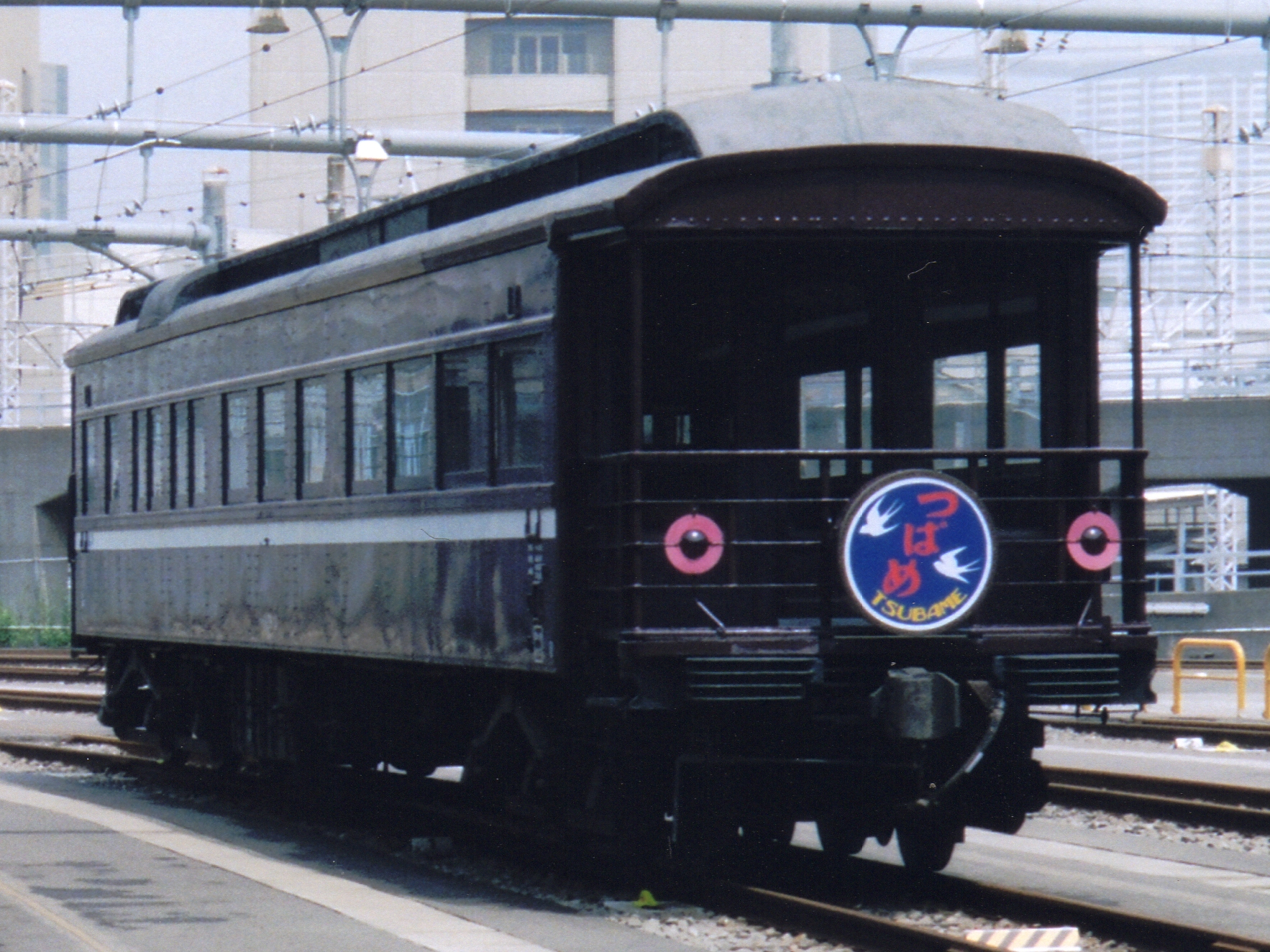
マイテ39 11

1949年9月特急「へいわ」用として使用され、1950年度には揺れ枕吊り延伸による乗り心地の改善が実施されて台車がTR73Aとなり、1953年に冷房改造工事が実施された。最後尾のみ丸屋根でないため列車の形が揃っていないとの指摘もあった。
1・21は1950年からは特急「つばめ」に使用されたが、11は予備車となった。一等室は共通のデザインで国鉄独自に開発した1人用リクライニングシート（特別二等車のものとは別設計）および向かい合わせ座席が採用され、カウンター式のサービスコーナー（売店）が設けられた。一等室の座席配置は戦前と異なり、前部の（進行方向）左側が1対1、右側が2対2の向かい合わせ、その後に前向き1+2の座席が2列、最後列は1+1で、定員は14名である。1956年11月にエメラルドグリーン（淡緑5号、青大将色）に塗色変更されたが、11は塗色変更されなかった。
1960年に一等車廃止によりマロテ39形に改称され、さらに同年特急の電車化により団体用などに転用されたが、1962年までに全車廃車となった。
- 1
  - スイテ39 1を改造。二重屋根車。展望室は空襲時の損傷が著しかったため、戦後の復帰に伴う修復工事時に本来の桃山式としての復旧が断念され、シンプルな洋風デザインを採り入れた簡素な造形の内装とされた。

- 11
  - スイテ39 2を改造。二重屋根車。展望室は新造時以来の桃山式と呼ばれる御殿造りの和風デザインを採り入れた重厚な造形の内装が維持されていた。もっとも、戦前には外国人観光団に大好評を博したこの様式であるが、戦後は「霊柩車」とあだ名される など不評で、予備車となった。以降は静態保存の節を参照。

- 21
  - スイテ38 2を改造。二重屋根車。展望室は戦前のモダンな洋式を採り入れた内装であった。

#### マイテ49形
- 1

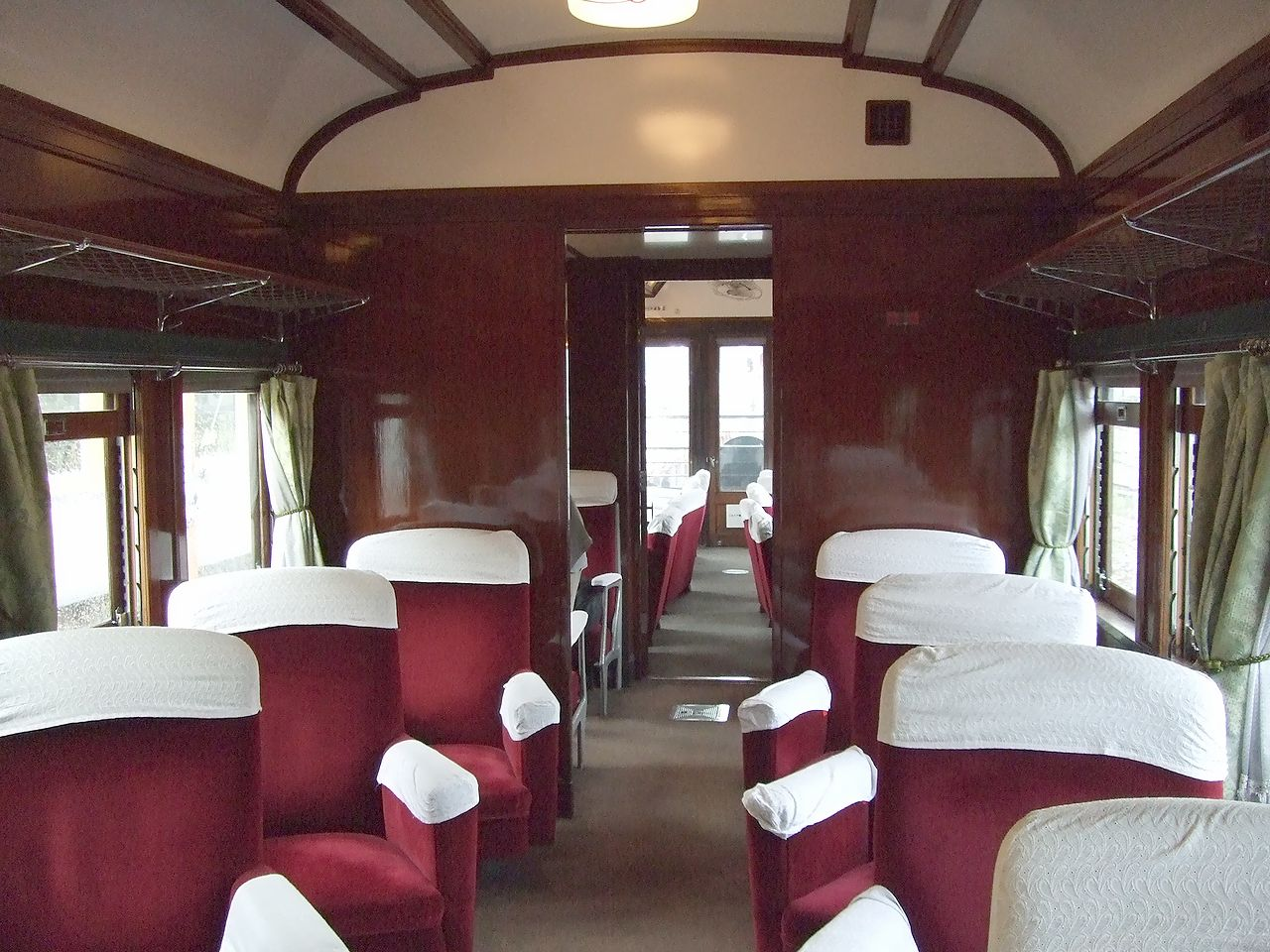
マイテ49 2車内。奥が展望室。中間部の仕切り壁の間にボックスシートが左右4席ずつ設けられている

  - 1954年にスイテ49形の座席を1人用リクライニングシート化し、照明の蛍光灯化、冷房改造などを施工した車両で、丸屋根車。マイテ39と異なり、1+1の座席配置。1956年11月にエメラルドグリーン（淡緑5号、青大将色）に塗色変更し、特急「つばめ」・「はと」の共用の予備車として使用された。

1960年に一等車廃止によりマロテ49形に改称し、さらに同年特急の電車化により団体用などに転用されたが、1964年3月に廃車となった。
- 2
  - スイテ49として45年11月接収、1949年返還して整備し、照明の蛍光灯化、冷房改造などを施工した車両で、丸屋根車。1とは異なって、戦前と同様の1等室座席である。1950年から「はと」に使用、1953年に称号改正でマイテ49 2、1956年に淡緑5号に塗り替え、1957年宮原区に転属して、「つばめ」の予備車となる。1960年マロテ49形に改称、1961年廃車後保存。1987年に改修のうえ復籍し、西日本旅客鉄道（JR西日本）が引き継いだ。2022年10月14日に廃車となり、京都鉄道博物館に保存された。以降は静態保存の節を参照。

### 寝台車の改造車
マイロネ39形
冷房改造がされていたスイロネ37 2は重量等級が「マ」級に変わっていたことから1953年に改形式を行ったもので、丸屋根車。1955年7月等級制改正により二等A・B寝台車マロネ58形に改形式・改番が行われ、1960年にスヤ39形に改造されて形式消滅した。
マイネロ29形
マイネロフ29 3を改造した一等・二等寝台合造車で、二重屋根車。のちにマイフ29形へ改造された。

マロネ39形
マロネ37 103 - 105を改造した戦時三等車マハ47 103 - 105を1950年に国鉄長野工場で区分室式二等寝台車に改造した車両で、丸屋根車。
寝台数を確保するため、それまでの長手式寝台左右7区画から4人用区分室8区画とすることで寝台定員の4名増加が実現した。
また区分室式としたことにより寝台長を1750 mmから1900 mmとすることが可能となったが、区分室長が狭くなったことから下段の寝台幅を700 mmから650 mmにすることで腰掛間隔を確保することとし、側通路上に天井を兼ねた棚を設置し、区分室内に荷物を保管できるようにした。
区分室を8室配置したために便所は1か所とされ、化粧室は出入台を閉鎖して左右2か所に振り分けて配置し、喫煙室は便所前の通路突き当たりに2人用腰掛を配置するなど設備配置には苦心の跡が見えるほか、車両の前後が入れ替わっている。
3月に落成後は1950年5月から東海道本線の急行「銀河」に組み込まれて運用され、当時日本人が自由に使用できる寝台車として、旅客には好評で満室続きであったことから同等の設備を有するスロネ30形が製造されるなど、以後の寝台車の設備設計に与えた影響は大きいものであったといえる。
その後1964年に1と2が、1966年に3が廃車され形式消滅した。
マロネフ38形
- 1 - 3
  - マイロネフ37形の一等区分室寝台を二等区分室寝台に格下げ改造し、特別二等寝台とさせた車両で、二重屋根車。上野 - 金沢間の急行「北陸」で使用された。1955年7月の等級制改正の際に二等区分室寝台に洗面台が残置されていたことから二等A寝台に区別し同時にマロネフ58形に改形式された。1956年11月から1959年3月まで上野 - 青森間の急行「十和田」で使用され、東京以北で唯一の二等A寝台（旧一等寝台）となった。1964年12月に全車廃車となり形式消滅となった。

- 11・12
  - 元マイネロフ37 1・2が1953年の称号改正によりマイネロフ29形とされたものから一等区分室寝台の洗面台を撤去し二等区分室寝台に格下げ、また、二等席を二等のツーリスト式寝台に改装し給仕室および喫煙室を追設して特別室つき二等寝台車マロネフ38形とされた車両で、二重屋根車。1955年7月の等級制改正の際は、（0番台とは異なり）二等区分室寝台の洗面台が撤去されていたことから区分室も二等C寝台に区別され、マロネフ38形のままとされた。1967年に廃車された。

### オハ34形から寝台車への復元車

#### スハネ30形（2代）
三等寝台車（二等寝台車）の需要の増加に10系寝台車の製作が追いつかなかったため、不足分を元は寝台車であったオハ34形（二次形）99両を種車として1959年から1962年にかけて幡生、土崎の両国鉄工場で寝台車に復元改造した車両で、丸屋根車。
種車の向きを反転させ、前位出入台を閉鎖して便所・化粧室とアルミサッシの中折れ窓を設け、寝台装置や化粧板など内装はナハネ11形に準じたものを新製、屋上には各区画ごとに合計9基の扇風機が設置され屋根中央をくりぬいて連続した構造の扇風機カバーを装備、床下の水槽は容量1100リットルの軽合金製に変更、台車はTR23の揺枕つりを延長してTR23Dに改造した。
1959年に改造された車両は中段寝台がナハネ20形のように上部に跳ね上げる構造とされたが、1960年からはナハネ11形同様下に折り畳み昼間は背摺りとして使用する構造に変更された。また、49・50は北海道向けとして耐寒対策を強化した。
改造後の番号は電気暖房装置の設備の有無により区分され、蒸気暖房のみとした車両は0番台、電気暖房の配線まで工事を施工した車両は100番台、電気暖房装置を設置した車両は2100番台とされた。
またスロ54形の冷房改造に伴う自重軽減の一環として後年台車振替工事が実施され、TR23DからTR40Bに交換された車両が13両ある。
東海道・山陽線系、東北・常磐線系、日本海縦貫線などで急行寝台列車を中心に使用され、後年青15号の車体色に「B寝台」標記が施された車両も存在したが、老朽化と冷房化改造が困難であったことから、改造後10年も経たずして廃車が始まっている。
新製時の形式により以下に分類される。
- 15・36・37・41・48・63
  - オハ34 29・31・33 - 35・93を改造した車両で、新製時はスハネ30形（初代）（旧30000形）だった。一部は各窓柱部に各2列のリベットが残されていた。1974年までに廃車された。

- 1 - 14・16 - 35・38 -40・42 - 47・48 - 62・64 - 67・112 - 120・2101 - 2111・2121 - 2132
  - オハ34 15 - 23・25・27・28・36 - 38・40 - 42・44・46 - 57・59 - 66・69 - 72・74・75・79 - 82・84 - 92・94 - 106・108 - 119・121 - 125・127 - 130・132を改造した車両で、新製時はスハネ31形（旧30100形）だった。リベットの数が少なく、特にスハネ31形の後期車であった車両はリベットの数が大幅に減少していた。1974年11月に49・50（札サツ）が廃車され形式消滅した。

#### スハネフ30形
スハネ30形（2代）の寝台復元改造を施工する際、合わせて手ブレーキなどの緩急車設備を追設して緩急車とした車両で、丸屋根車。1962年に国鉄幡生工場で3両が施工された。
緩急車設備の追設以外の施工内容はスハネ30形（2代）の1960年度以降施工車に準ずる。
主に東海道・山陽線系急行寝台列車や団体臨時列車を中心に使用された。
新製時の形式により以下に分類される。
- 1
  - オハ34 14を改造した車両で、新製時はスハネ30形（初代）（旧30000形）だった。1971年に廃車された。

- 2・3
  - オハ34 67・131を改造した車両で、新製時はスハネ31形（旧30100形）だった。1973年（昭和48年）に廃車された。

### 食堂車の改造車

#### スシ47形
1949年に特急「へいわ」用としてスハシ48・スシ37形を改造した食堂車で、丸屋根車。進駐軍接収のスシ37形と区別するため新たにスシ47形の形式が起こされた。冷房車であるため、1953年6月の称号改正時にマシ29形 となった。
- 0番台
  - 1・3
    - スハシ48 14・21を大宮・吹田の両国鉄工場で改造した車両である。改造時に冷房改造がされた。

  - 2
    - 進駐軍より返還されたスシ37 64を国鉄大宮工場で改造した車両である。接収中に冷房改造がされていた。

- 10番台
  - 11
    - スシ37 71を国鉄吹田工場で改造した車両である。接収中に車掌室と喫煙室を撤去して調理室を拡大し、冷房改造がされていたことからほかの車両と区別するために番号が区分された。

#### スシ28形（改造車）
スシ37形（旧37800形）のうち冷房装置を設備していなかった車両に対して1953年の車両称号改正時に改形式・改番を行った車両で、丸屋根車。
旧番号により、下記の番号が付番された。
- 103 - 105
  - 1954年に冷房装置をスシ48形 (13 - 15) に移設したマシ29 102 - 104を編入した車両。1965年までに廃車され形式消滅した。

- 151
  - スシ37 76を改番した車両で、屋根は丸屋根であった。車体設計と台車が他の100番台とは異なることから番号で区別された。1964年に廃車となり区分消滅した。

#### マシ29形
スシ37形（旧37800形）とスシ47形の冷房改造車に対して1953年の車両称号改正時に改形式・改番を行った車両である。
旧番号により、下記の番号が付番された。
- 0番台
  - 1 - 4
    - 接収時に冷房化改造がされていたスシ37 46・49・51・57を改番した車両で、二重屋根車。台車は1 - 3はTR74、4はTR73をそれぞれ装着していた。1968年までに廃車された。

- 100番台
  - 101・105 - 110
    - 接収時に冷房化改造がされていたスシ37 58・68 - 70・72・73・75を改番した車両で、屋根は丸屋根であった。
    - このうち101と107は特急「つばめ」「はと」の予備車として外部色を淡緑5号に変更された（1960年以降元に戻る）。その後109・110は1966年に国鉄高砂工場で外部色の青15号化と室内灯の蛍光灯化が施工された。1968年10月末に廃車となり区分消滅した。

  - 102 - 104
    - スシ47 1 - 3を改番した車両で、屋根は丸屋根であった。のちに冷房装置を取り外す改造がされ、スシ28形となった。

- 200番台
  - 201
    - スシ47 11を改番した車両で、屋根は丸屋根であった。室内構造が他の車両と異なるために番号が区分された。1967年に国鉄高砂工場で外部色の青15号化と室内灯の蛍光灯化が施工された。1968年10月末に廃車となった。

#### スシ48形
食堂車に復元されないまま残存していたスハシ48形とスハシ37 11を全室食堂車に改造した車両。車体内外の傷みが進んでいたため改造工事の規模は大きく、冷房準備工事とともに、二重屋根車では同時に丸屋根化も行われた。食堂は当時最新鋭のマシ35形に準じたイメージで改造され、クリーム地のビニールクロス張りになったほか、室内灯は蛍光灯化されて近代的かつ明るい食堂になった。
- 0番台
  - 1 - 3
    - スハシ48 2・3・5を改造した車両。種車は二重屋根だったが、丸屋根・折妻に改造された。
    - 3は火災で車体を損傷したのを機にオシ17形に台枠を供出し、残った2両のうち、2は常磐線の電化に対応するため1962年度に盛岡工場で電気暖房化がされたが、同じく電気暖房化された11・12・16を含め、3軸ボギー客車としては唯一の電気暖房付形式になっている。1966年に全廃され区分消滅した。

- 10番台
  - 11 - 14・16
    - スハシ48 16 - 18・20・29を長野工場で改造した車両で、丸屋根車。
    - このうち13・14は1954年に冷房改造してマシ49形となり、残った2両は常磐線の電化に対応するため1962年度に盛岡工場で電気暖房化がされたが、同じく電気暖房化された2を含め、3軸ボギー客車としては唯一の電気暖房付形式になっている。1968年秋に全廃され形式消滅した。

  - 15
    - スハシ37 11を長野工場で改造した車両で、丸屋根車。1954年に冷房改造してマシ49形となった。

#### マシ49形
京都 - 博多間の特急「かもめ」に充当するため1954年に国鉄高砂工場でスシ48 13 - 15に冷房装置を設備した車両で、丸屋根車。
冷房装置はマシ29 102 - 104のものが移設されたが、走行中の車体振動が激しいことから初年度の冷房使用期間終了後再入場し、冷房装置を含め大規模な修繕が施された。
改造後は竹下区に配置され1960年まで「かもめ」で使用され、その後1966年に全車廃車となり形式消滅となった。

### 三等食堂合造車への改造車

#### オハシ30形
- オハシ30 4・5
  - 1949年に進駐軍より返還されたオシ31 2・5を大井・大宮の両国鉄工場で改造した三等食堂車で、定員は三等24名、食堂18名である。
  - 食堂車の充足状況により三等車に復元することができるよう鋼体は種車であるスハ32形のままとされたことから狭窓が並ぶのが特徴である。
  - 改造後は東京 - 九州間の急行に使用され、その後戦前製の食堂車の復活とともに東北本線の急行に転用された。
  - 1963年にマヤ20形（20系簡易電源車）に改造され、九州に転じた。
    - オハシ30形には他に1 - 3が存在したがオハ35系に属する。

#### スハシ37形
戦後の食堂車復活に備え、戦時改造で格下げられていた車両や接収解除で返還された食堂車などを1949年から1951年にかけて改造したもので、定員は三等24名、食堂18名である。
1953年の称号改正時にスハシ29形に改形式され、落成順に割り当てられた番号を旧スロシ38形時代の番号に合わせる改番が併施された。
旧二等室に三等室を設備したため腰掛自体はスハ32形並みだが、間隔は1660 mmと二等車並に広く、食堂の調度は基本的に戦前のままである。
1953年の車両称号改正時にスハシ29形に改形式・改番された。
- 0番台
  - 1・3・4
    - 進駐軍より返還されたスシ39形を五稜郭・盛岡・大宮の各国鉄工場で改造した車両で、丸屋根車。1953年にスハシ29 104 - 106に改形式・改番された。1961年に廃車された。

  - 2・5・6
    - マハシ49 17・11・12を五稜郭・盛岡の各国鉄工場で改造した車両で、丸屋根車。1953年にスハシ29 101 - 103に改形式・改番された。
    - 1962年に1両がスヤ39形に、1960年に1両がスハ88形に改造され、残った101は1961年に廃車された。

  - 7
    - マハシ49 10を改造した車両で、二重屋根車。1953年にスハシ29 1に改形式・改番された。1961年に廃車された。

- 10番台
  - 11
    - スハシ48 22を1947年に国鉄長野工場で改造した車両で、丸屋根車。この車両のみ三等定員が20名である。
    - 1953年にスシ48形に改造され区分消滅した。

#### スハシ38形

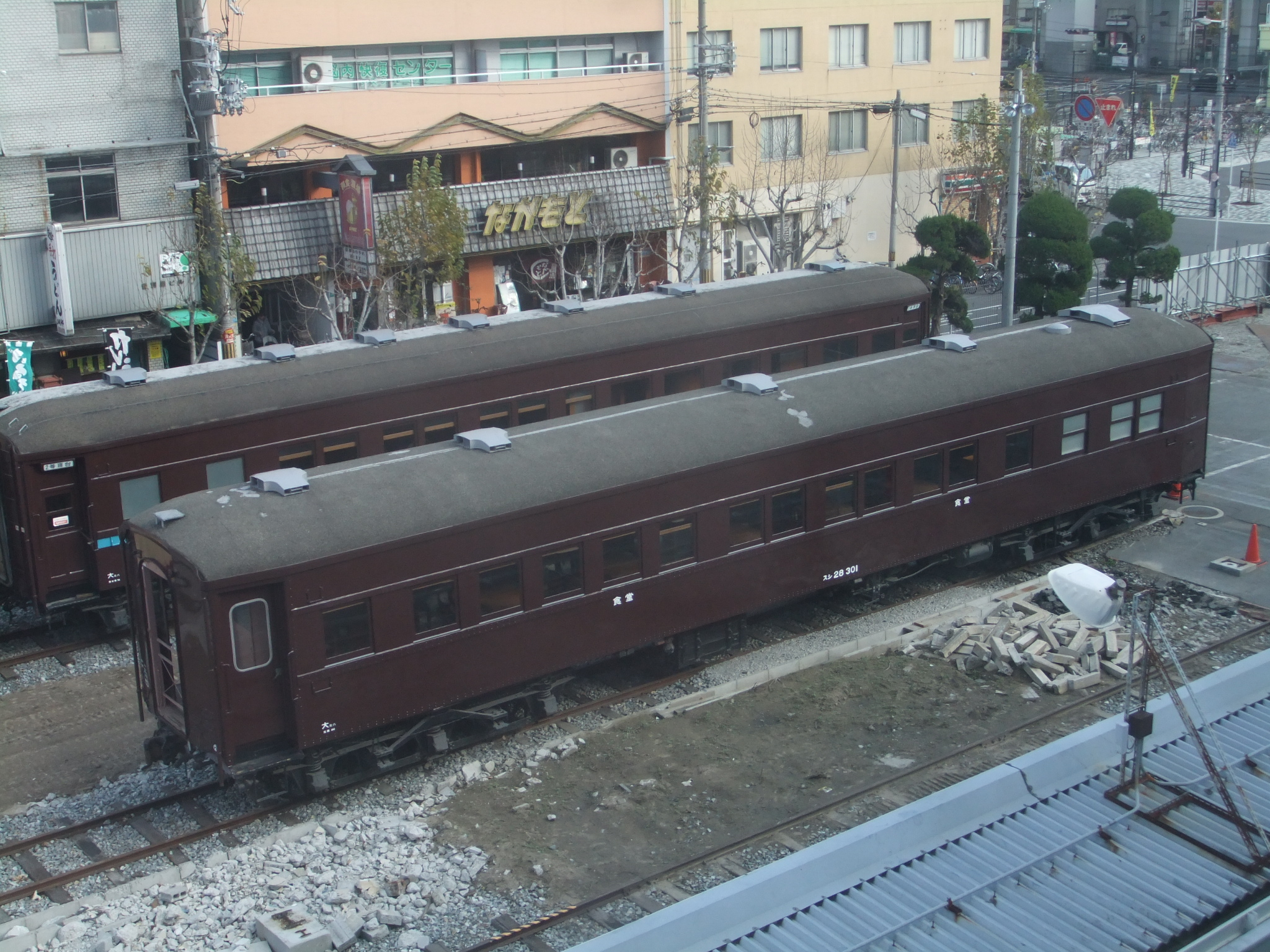
スシ28 301（旧スハシ38 102）

1953年に残存していたマハシ49形を更新修繕と同時に再改造した三等食堂車で、食堂と三等室の間に専務車掌室と従業員休憩室を設けたため三等室の座席定員が16名と少なくなっていた。食堂はスシ28形に準じたが、戦前の調度は完全に撤去されて簡素なイメージになった反面、スハシ29形より天井灯と扇風機を増やしていた。三等室も大幅に手が入れられ、スハ43系に準じた造りになっていた。
- 1 - 5
  - マハシ49 1 - 5を国鉄長野工場で改造した本州向け車両。
  - 旧マロシ37形が前身で、二重屋根車だった。
  - 1 - 3は台車をスシ48形 (1 - 3) と交換したためTR74を装着していた。1962年までに廃車となった。

- 6
  - マハシ49 9を国鉄旭川工場で改造した本州向け車両。旧スロシ38 4が前身で、車体のリベットが少なくなっており、二重屋根車だった。北海道に渡って蛍光灯化がされ、1966年まで在籍していた。

- 21 - 23
  - 国鉄旭川工場でマハシ49 6 - 8を改造した北海道向け車両で、二重窓であった。0番台と同様に二重屋根であったが、台車はオリジナルのTR73のままであった。1963年函館 - 札幌間の急行「大雪」の気動車化まで定期運用が維持され、以降は臨時急行「石狩」に1966年1月まで充当。1967年までに全車除籍され形式消滅した。

- 101 - 104
  - マハシ49 13 - 16を1953年に国鉄旭川工場で改造した本州向け車両で、丸屋根車。丸屋根でTR73を装着していた。落成後は大阪 - 青森間の急行「日本海」で運用された。
  - その後102は1961年2月に廃車され交通科学博物館の展示用および食堂として使用するため国鉄高砂工場で全室食堂に改装して架空の形式番号スシ28 301とされ、残る3両は1961年10月に廃車され区分消滅した。「スシ28 301」はのちに博物館食堂としては使用されなくなり、2016年4月の京都鉄道博物館開館に際し同館へ移された（後述）。

### 郵便・荷物車の改造車

#### スハニ31 46・47
1948年にスハユ30 8・9の郵便室設備を荷物室に復旧した車両で、丸屋根車。のちにマニ35形へ改造された。

#### マユ33形100番台
1953年に取扱便用から護送便用に仕様変更された郵便車である。
施工内容は区分棚や押印台などを取り払い、後位の郵便区分室と郵袋室間の仕切りを撤去して一室に改装、郵袋室側扉の移設と窓閉鎖が行われた。
車内設備の違い により、下記に区分される。
- 101 - 105
  - 1953年に大船・大宮の両国鉄工場でマユ33 5 - 8・4を改造した車両で、積載郵袋数864個、積載荷重12 tとされた。

- 111
  - 1953年に国鉄大船工場で接収解除されたマニ33 1を護送便用郵便車として復元改造した車両で、休憩室の広さの違いから積載郵袋数940個、積載荷重13 tとされ、前位郵袋室の仕切りがマニ33形時代に撤去されていたためもとの仕切りの位置には荷受柱が設けられていた。
  - その後1968年から1969年にかけて廃車となり区分消滅した。

#### マニ32形
マニ31形（旧36700形および36750形）に便所と水タンクを追設した車両である。

#### マニ35形
17 m級荷物車の置き換えおよび荷物輸送の需要増加への対応が60系合造車の改造だけでは所要数を賄いきれなくなったことから、スハニ31形を種車として積載荷重14 tの全室荷物車に改造した車両である。

#### マニ36形
マニ31形やマニ32形の置き換え用として旧二等車およびその合造車などを種車として改造された積載荷重14 tの荷物車である。
本系列では下記の車両が該当する。
- 2001・2002・73 - 77
  - 1966年から1967年にかけて丸屋根のスハ50形（0番台）を改造したグループである。

- 2003・54
  - 1966年に丸屋根のスハ52形（旧スロ34形）を改造したグループである。

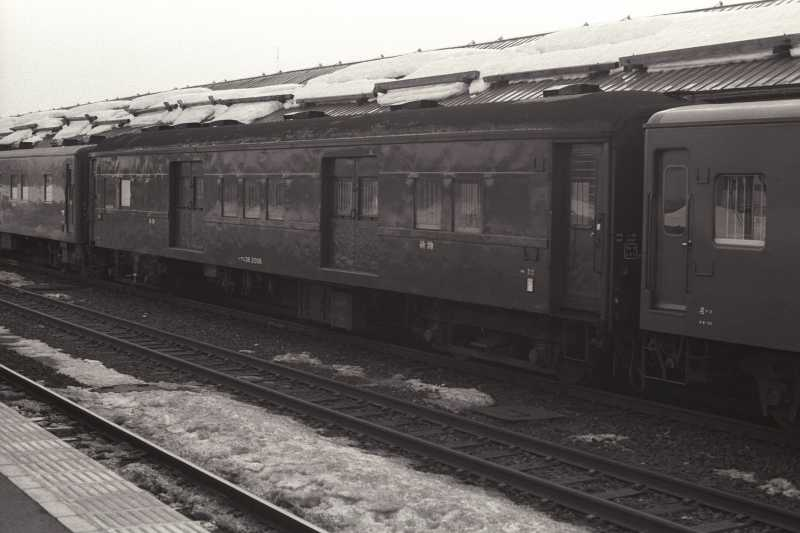
マニ36 2008

- 以下のグループは最初はオロ35形で、1966年から1967年にかけて改造された。
  - 2004 - 2009・10・2011・12・28・42・83 - 87
    - オハ53形（0番台）を改造した車両である。

  - 2027・2029 - 2036・2041・2043 - 2046・2048
  - スロ43形を改造した車両である。
  - 2037 - 2040
    - スロフ43形を改造した車両である。

  - 47・49 - 53
    - オロ35形を改造した車両である。

  - 2088・2089・2094
    - スハ54形（2000番台）を改造した車両である。

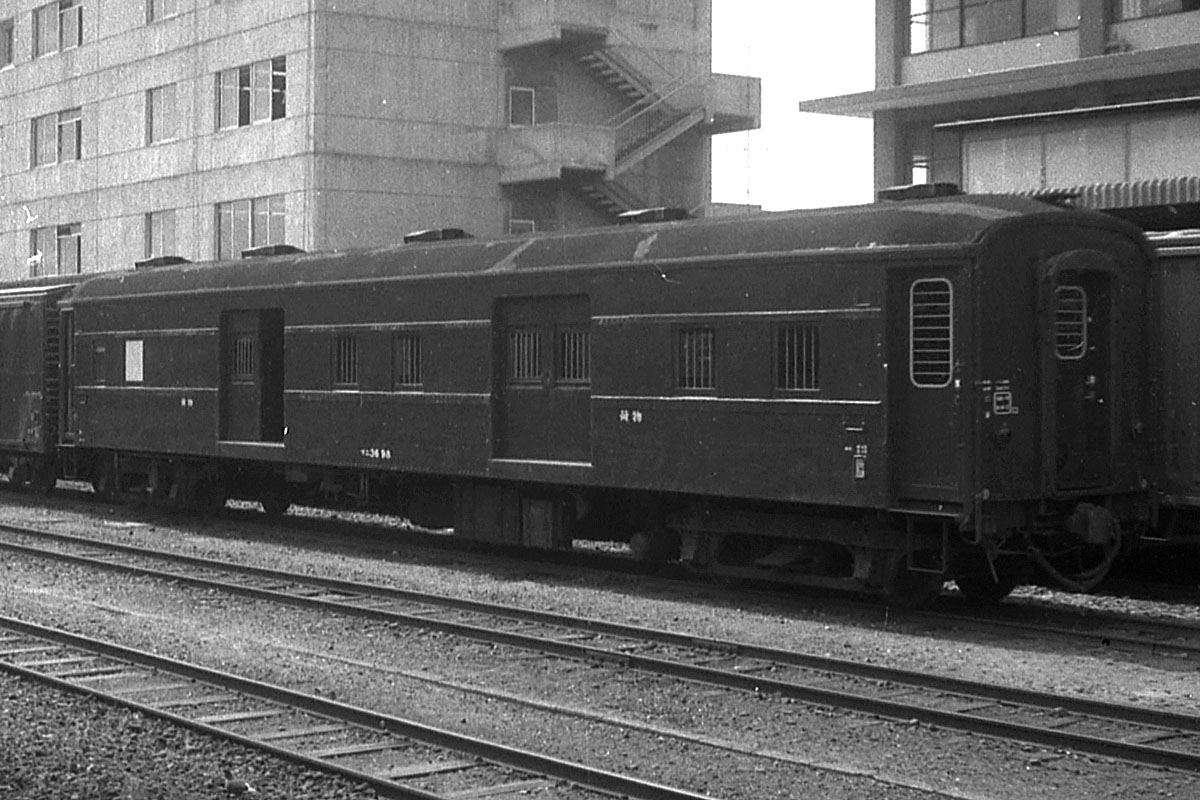
マニ36 98

- 98・2099 - 2101・102 - 111・2112 - 2157
  - 1970年から1975年にかけてスハ32形（旧32800形）を改造した車両である。

#### マニ37形
パレットと一般荷物の輸送用として余剰座席車を改造した積載荷重14 tの荷物車である。
- 2150 - 2155
  - スハ32形（32800形）を改造したグループである。

- 2156・2157
  - スハフ32形（34400形）を改造したグループである。

### 事業用車への改造車

#### スヤ45形
1949年にスミ45形を改造した車両で、丸屋根車。1954年に改造前のスハ32 2180・242に戻されている。

#### オヤ33形（2代）
- 1
  - 1953年に試験車であったオヤ33 1（初代）を改造した保健車で、二重屋根車。両開き式の扉を1か所設けていた。北海道地区で使用され、1964年にスエ31形に改造された。

- 他に0番台（3代目）、50番台が存在したが、これらはオハ35系、スハ43系、60系に属する。

#### スヤ39形（2代）
余剰となった3軸ボギー優等車を種車とした工事車である。
本系列では下記の車両が該当する。
- 1（2代目）
  - 1955年にマハネ29 21を改造した車両で、二重屋根車。室内は大幅に改造され、通路の両側に畳敷きの寝室が設置されていた。その他、食堂、調理室、物置などが完備され、職員の長期滞在に備えていた。1971年に廃車された。

- 11
  - 1960年に国鉄長野工場でマロネ58 1を改造した車両で、丸屋根車。区分室側には調理室・食堂兼事務室が配置され、開放室のプルマン式寝台がそのまま使用されていて、1000 mm幅（区分室側）と700 mm幅2連（開放室側の側窓を有する。
  - マロネ58時代から閉鎖されていた4位出入台に加え3位出入台を閉鎖して作業服置き場とし、便所・化粧室を撤去して物置や戸棚などが設置された。
  - また後位外妻には電源引き込み口が設けられ、貫通路には開き戸が設備された。
  - 車軸駆動冷房装置が搭載可能であったが、停車して使用することが前提となったためこれを使用しないこととし重量記号はマからスに変更された。
  - 食堂部分に事務机が設置され、外部から電話線を引き込んで使用するための電話が設置された。形式図では4人がけ机が4組設置されているが、実際には両側の窓際に机が設置され、折り畳み椅子が備え付けられている。
  - 改造後は各地の工事現場で使用され1975年に廃車となった。

- 21
  - 1961年に国鉄大宮工場で供奉車400を改造した車両である。
  - 「御料車鋼製化」のために1931年に（当時の鉄道省）鷹取工場で製造された二等設備を有する車両で、車端部に絞りのある折妻の車体をもつのが特徴である。
  - 車内は前位より調理室・事務室・食堂（テーブルは折り畳み式）・寝室を設備したが、寝室設備はロッカーを境に種車の腰掛を利用したものと畳敷きに改造したものに分かれている。
  - 調理室は種車の調理室を利用、事務室は種車の区分室を改装し、食堂も種車の腰掛の間に折り畳み式のテーブルを設置している。
  - また後位出入台は扉を締切り、2位には物置、4位には手ブレーキが設備され、貫通路の上には電源・電話線の引き込み口と積算電力計が取り付けられた。
  - 改造後は沼津区（静ヌマ）の所属となり三島操機工事事務所に配置され架橋工事現場などでの宿泊に使用されたが、後継車の登場などにより1975年に廃車となり区分消滅となった。

- 31
  - 1962年に国鉄旭川工場でスハシ29 102を改造した車両で、丸屋根車。
  - 外観では後位に出入台を増設し、旧調理室の窓の一部を一段上昇式に変更しており、室内は便所を撤去して物置に、化粧室を撤去して雨具置きにそれぞれ転用し、旧客室および食堂部分は座席およびテーブルを撤去して畳敷きとし、旧調理室は存置した。
  - 旭川局に配置され道内各地で使用されてきたが、1969年に配給車スル38 1に改造され区分消滅した。

他に2 - 5が存在したがこれらはオハ31系に属する。

#### スヤ32形（2代・一次形）
1962年に試験車であったスヤ32形（初代）を国鉄五稜郭工場で用途変更改造した保健車である。
スヤ32形に改造される前に特別職用車として使用されていたため密閉式展望室が存置されていたのが特徴である。
外観は一部の窓形状の変化や窓閉鎖が施工されている点を除けばおおむね特別職用車時代の形態を保っている。
室内にはレントゲン室や暗室、処置室、診察室といった一般的な診療所の設備と同等の医療機器が配置され、単独で構内に留置して使用する機会が多いことから通常の暖房装置とは別に温気式暖房装置が追設された。
管内各区所への巡回検診などに使用された。種車の形式により以下に分類される。
- 1
  - スヤ32 1（初代）を改造した車両で、二重屋根車。札幌局に配置され、1977年（昭和52年）に廃車された。

- 2
  - スヤ32 2（初代）を改造した車両で、丸屋根車。2は旭川局に配置され、1976年（昭和51年）に廃車された。

他に3が存在したがオハ35系に属する。

#### オヤ35形（初代）
- 1・2

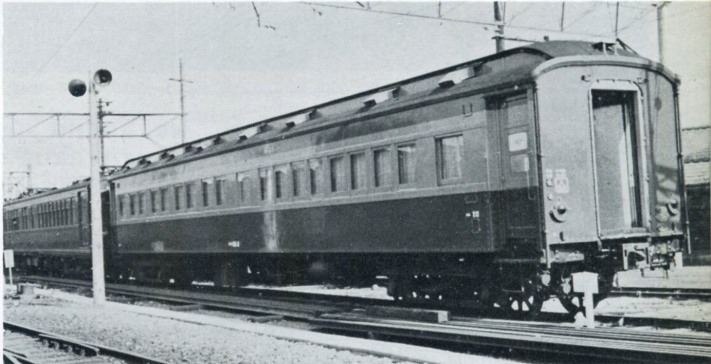
オヤ35 2

  - 1962年に国鉄幡生工場でスロハフ30 6・13（旧31700形）を改造した車両で、二重屋根車。1962年6月に糸崎 - 広島間が電化し、153系電車が広島まで乗り入れることになったが、瀬野 - 八本松間（瀬野八）の上り列車では出力不足となるため、補機として電気機関車 を連結することとなった。ところが153系の連結器は密着連結器であり、柴田式自動連結器を装備する電気機関車とは直接連結できず、また双頭式両用連結器も当時は開発段階であったため採用できなかった（双頭式両用連結器の本格採用はEF63形電気機関車が最初）。このため、機関車と153系の間に片方の連結器を柴田式密着連結器に変更した、この車両を控車として連結した。塗装も153系にあわせて湘南色に変更されていた。1971年までに廃車された。

他に（2代の）10が存在したがオハ35系に属する。

#### マヤ20形
国鉄20系客車#マヤ20形参照。

#### スヤ37形

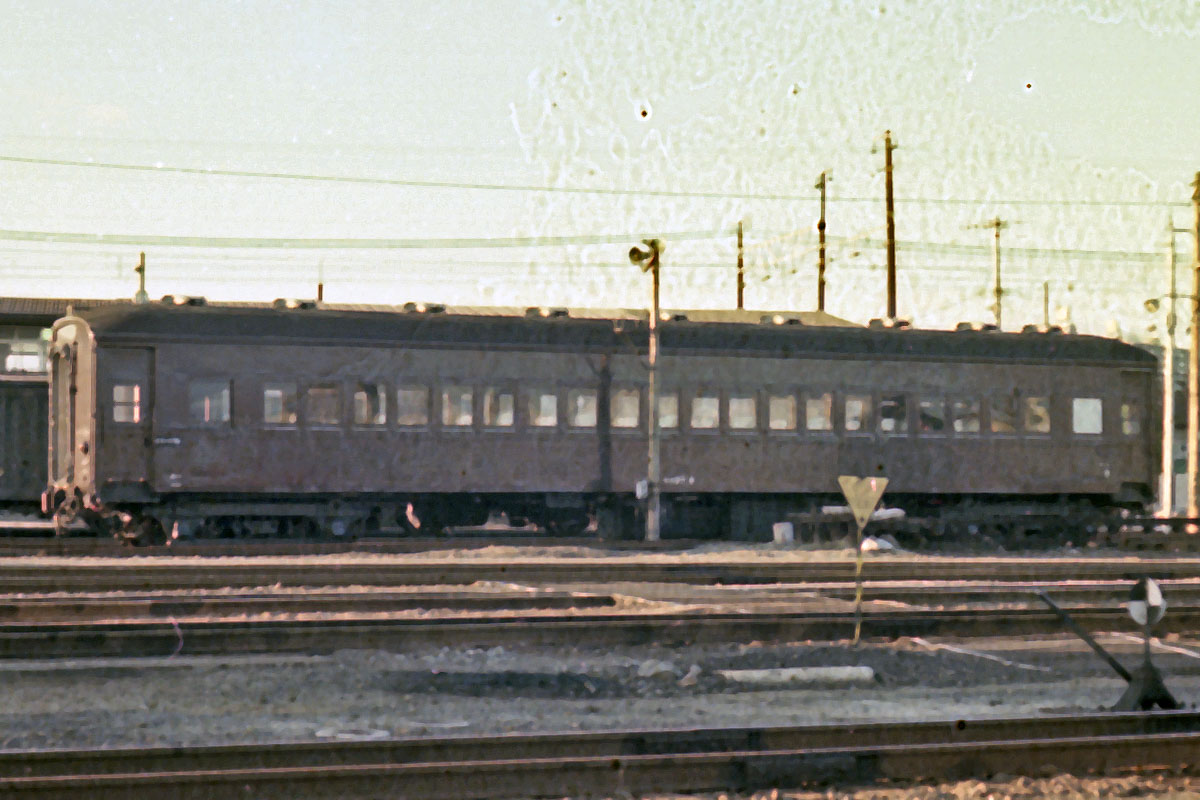
スヤ37 2

1965年から1973年にかけて幡生・大宮・名古屋・高砂の各国鉄工場でスハフ32形を改造した職員輸送車。一部には室内の車端部を長手座席（ロングシート）にした車両もあった。1986年（昭和61年）までに全車廃車となった。種車の形式により以下に分類される。
- 1
  - スハフ32 26を改造した車両で、二重屋根車。

- 2 - 6
  - スハフ32 100・207・306・2315・322を改造した車両で、丸屋根車。

#### オヤ31形

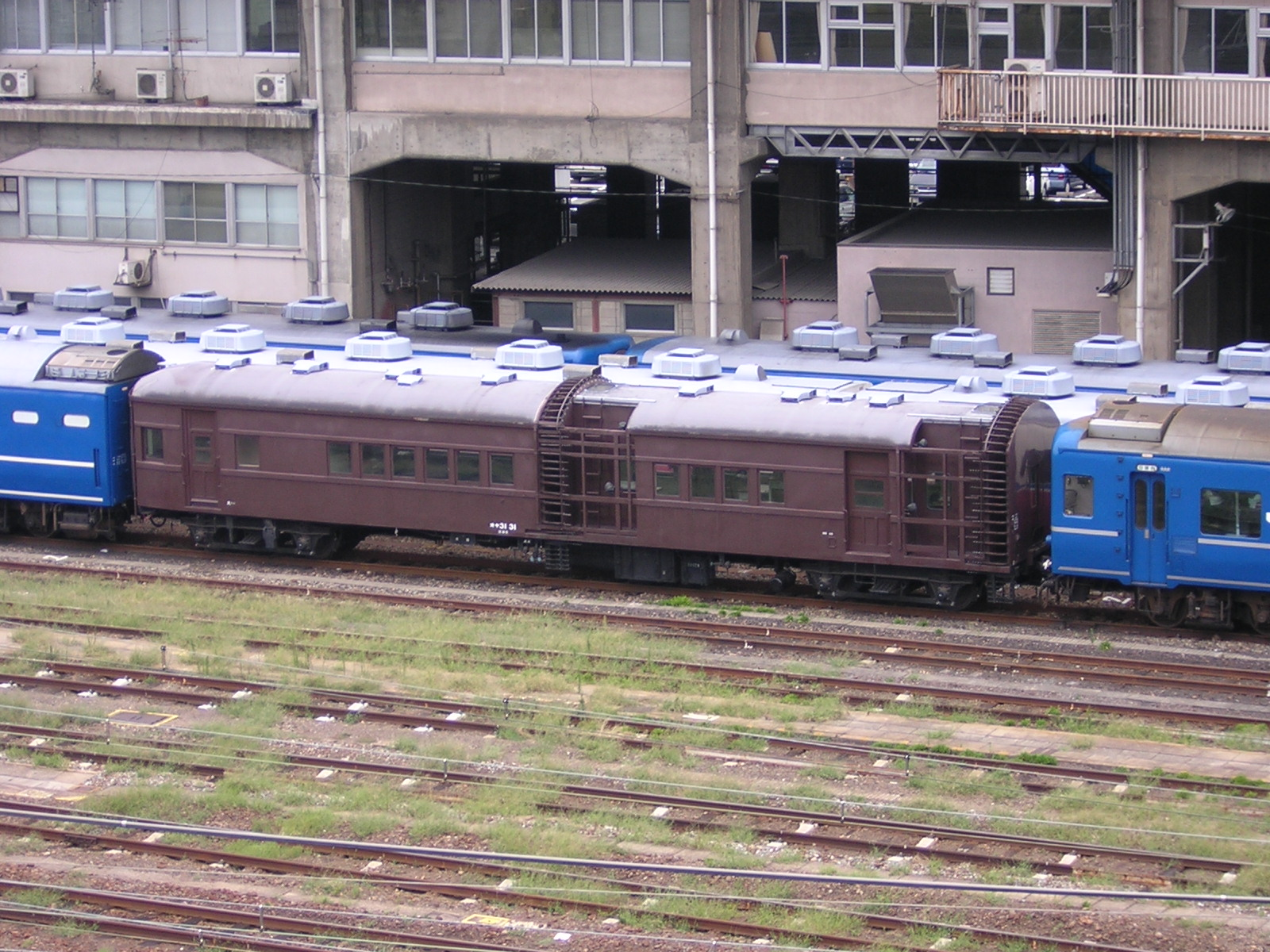
オヤ31 31（2003年）

1949年から1961年にかけてスロハ31・スハシ33・スハ32・スヤ34・スヤ51の各形式より改造された建築限界測定用試験車。

#### オヤ33形（初代）
1951年にオミ30 41を改造した試験車で、二重屋根車。1953年にオヤ33形（2代）に改造された。

#### マヤ37形
- 51
  - 動力測定試験用の試験車。特別職用車マヤ57形を改造したので、密閉式展望室を残していた。二重屋根車で、測定用の機器をもたず、必要に応じて機器をその都度搭載して使用された。また、必要に応じて大形前照灯が取り付けられた。1953年の車両称号規程の改正でマヤ38 51に改称。特急「かもめ」や急行「越路」の試運転、北陸本線の交流電化試験などで用いられた。1970年3月に廃車となった。

他に1が存在したがオハ31系に属する。

#### スヤ32形（初代）
1953年にスヤ51形から改造された試験車。1962年にスヤ32形（2代）に用途変更改造された。
- 1
  - スヤ51 18を改造した車両で、二重屋根車。

- 2
  - スヤ51 19を改造した車両で、丸屋根車。

#### オヤ36形
- 2001
  - 1966年に国鉄大船工場でオハ53 7を改造した鉄道労働科学研究所の試験車である。
  - 機関車の次位に連結され、乗務員の疲労度などを実験、検査して各種労働環境を改善する目的で使用された。
  - 外観は特に大きな改造は行われていなかったが、1 - 3位側の車体中央部に資材搬入用の出入扉が増設され、前後の貫通路には両開き式の開き戸が設けられた。
  - 室内は前位より出入台、発電機室・倉庫・器具置場、実験室（カーテンで間仕切をすることで2区画に分割できる）、検査室、休養室、便所・流し台（化粧室を改装）、出入台が設けられ、後位出入台には手ブレーキが追設された。
  - 台車はTR23を装着するが、測定に使用するために第2位軸はコロ軸受に、第3位軸は速度計付とされた。
  - 後継車であるスヤ61形の登場により1976年に廃車となった。

他に2051が存在したがオハ35系に属する。

#### オル32形
スハニ31形を改造した配給車で、工場や資材区からの備品の輸送や物資部の移動販売車として使用された。
車内は客室設備および間仕切を取り払って荷物棚が設けられたほか、移動販売車として使用された車両には長期にわたる運用が設定されることがあるため、旧車掌室を拡大して寝台・調理台などが設備されたほか、側面に運用表が記入されたり側引戸に踏段・手すりが追設されるなど巡回先での利便性に配慮がなされた。
車内設備の違い（便所の有無）により番台区分される。
基本的に種車であるスハニ31形の外観を保っている場合が多いが、貨物列車に併結する運用が行えるよう車側に貨車車票差と貨車運用票差を取り付けた車両があるなど、各車両ごとに施工場区や用途による形態の差異が見られる。
- 0番台
  - 1963年にスハニ31 17（旧35650形）を国鉄五稜郭工場で改造した車両で、二重屋根車。この車両のみ便所が撤去された。
  - 改造後は北海道地区で使用され、1981年（昭和56年）に廃車となり区分消滅した。

- 100番台
  - 101・105
    - 1959年から1962年にかけてスハニ31 4・5を国鉄旭川・五稜郭工場で改造した車両で、二重屋根車。便所は残されていた。1970年と翌1971年にそれぞれ廃車された。

  - 102 - 104・106
  - 1959年から1962年にかけてスハニ31 41・44・35・28を改造した車両で、丸屋根車。便所は残されていた。
  - 1961年にスハニ31 41を旭川工場で改造した102（札サツ）は工場配給用として改造を受け旧客室側に側引戸を増設、元の車掌室を撤去して手ブレーキ装置を出入台に移設したほか、103（釧オロ）とともに同時期に鋼体化客車を改造して製造されていたキハ08やキハ09（2代）の一部と台車が振り替えられTR11が装着された。
  - 改造後は主に北海道地区で使用され、1983年に106（旭キミ）が廃車となり形式消滅となった。

#### スル38形
1969年に国鉄旭川工場で工事車スヤ39 31を改造した車両で、丸屋根車。配給車では唯一の鋼製3軸ボギー客車である。
外見上は貫通路閉鎖を行った点を除いて種車とほとんど変わっていないことから、比較的小さな備品の輸送に使用していたと見られている。
改造後は名寄区（旭ナヨ）に配置され、1976年に廃車となり形式消滅した。

#### スヤ34形
1951年にスイネフ30 1を改造した救援車で、丸屋根車。当時まだ「エ」の称号がなかったため、「ヤ」の称号が付けられていた。
特別職用車である0・10番台との区別のため21の番号が与えられていた。
1953年にオヤ31形に改造された。

#### スエ30形
国鉄オハ31系客車#救援車のスエ30形の項目参照。

#### スエ31形

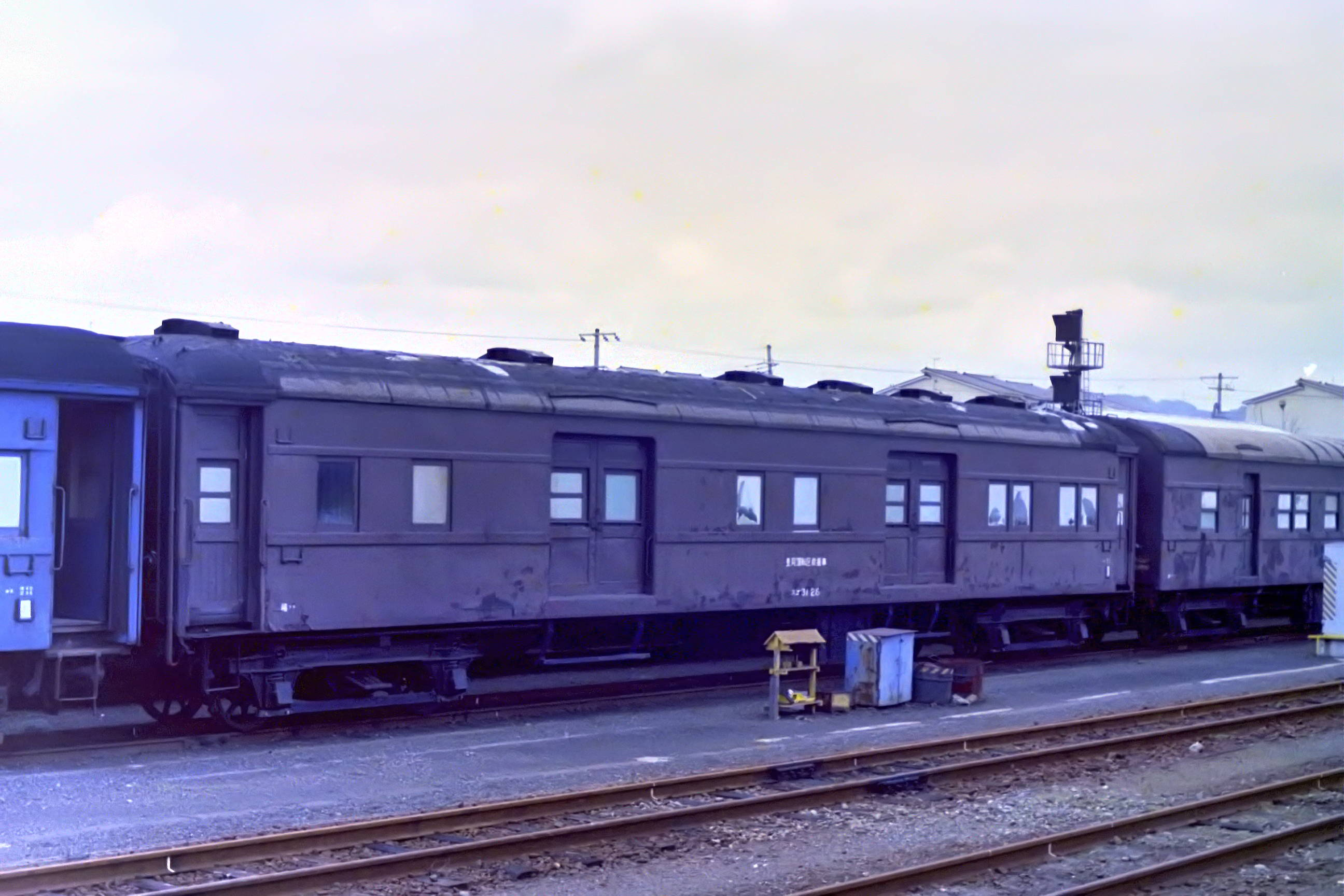
スエ31 26

マニ36形やマニ37形などの増備により余剰となった荷物車などを種車として1966年から1974年にかけて旭川・五稜郭・後藤・幡生・鹿児島・小倉・盛岡・名古屋・長野・新津・大宮・多度津・高砂・土崎の各国鉄工場で改造された救援車。
窓や扉が埋められたり、側扉が増設された車両や、ベンチレーターが一部撤去されている車両もあった。
種車の形式により以下に分類される。1987年までに全車廃車となった。
- 0番台
  - 1・2・15・21
    - 1962年と1967年にマニ31 3・8・9・15（旧マニ36700形）を改造した車両で、二重屋根車。1987年までに廃車された。

  - 3
    - 1964年にスハユ30 5を改造した車両で、二重屋根車。1979年（昭和54年）に廃車された。

  - 4
    - 1963年にスハニ31 4（旧スハニ35650形）を改造した車両で、二重屋根車。1975年に廃車された。

  - 5
    - 1964年にオヤ33 1（2代）を改造した車両で、二重屋根車。1984年に廃車された。

  - 6・17 - 20
    - 1964年から1967年にかけてスハフ32 12・57・71・89・95（旧スハフ34200形）を改造した車両で、二重屋根車。1984年までに廃車された。
    - 17はスニ75 4と振り替えられ車体長が17 mの折妻となっていた。

  - 7
    - 1966年にスエ32 4を改番した車両で、二重屋根車。新製時はマニ31形（旧マニ36700形）だった。1975年に廃車された。

  - 8 - 10
    - 1966年にスエ32 5 - 7を改番した車両で引き続き田端・甲府・八王子の各区に配置された。

  - 12
    - 1967年にオハフ52 7（元オロフ32 9）を改造した車両で、丸屋根車。改造後は新潟区に配置された。
    - 種車が旧二等車であることから改造後も等間隔に並んだ700 mm幅の側窓が特徴である。1987年に廃車された。

  - 13・14・181
    - 1967年と1971年にマユニ31 1・2・10を改造した車両で改造後は秋田・東能代・釜石の各区に配置された。

  - 22 - 24・37
    - 1961年から1968年にかけてマニ31 20・2033・2034・2039を改造した車両で改造後は宇都宮・品川・隅田川・茅ヶ崎の各区に配置された。

  - 25・32 - 36・46 - 51・61
    - 1967年と1969年にスハフ32 104・161・201・213・222・226・311・313・324・325・342・343・345（旧スハフ34400形）を改造した車両で、丸屋根車。
    - このうち47は1980年（昭和55年）にオエ61 307と振り替えられた。1987年までに廃車された。

  - 26
    - 1967年にスハ32 572を改造した車両で、丸屋根車。改造後は直江津区に配置された。
    - 緩急車設備をもたない車両が種車で、しかも小倉工場製ノーヘッダー車という珍しい存在であった。1985年（昭和60年）に廃車された。

  - 69 - 71
    - 1970年にマニ35 2014 - 2016を改造した車両で、改造後69は高山、70・71は名古屋の各区に配置された。
    - このうち高山区に配置された69は出場する高山本線が狭隘な山岳線で車両側面からの資器材の搬出が困難であることから1位外妻に下開き式の開き戸が設けられたほか、この構造により出場時は推進運転となるため1位外妻上端には前灯をかねた作業灯が設置された。

  - 他の0番台は35系と43系（44系）に属する。

#### スエ32形

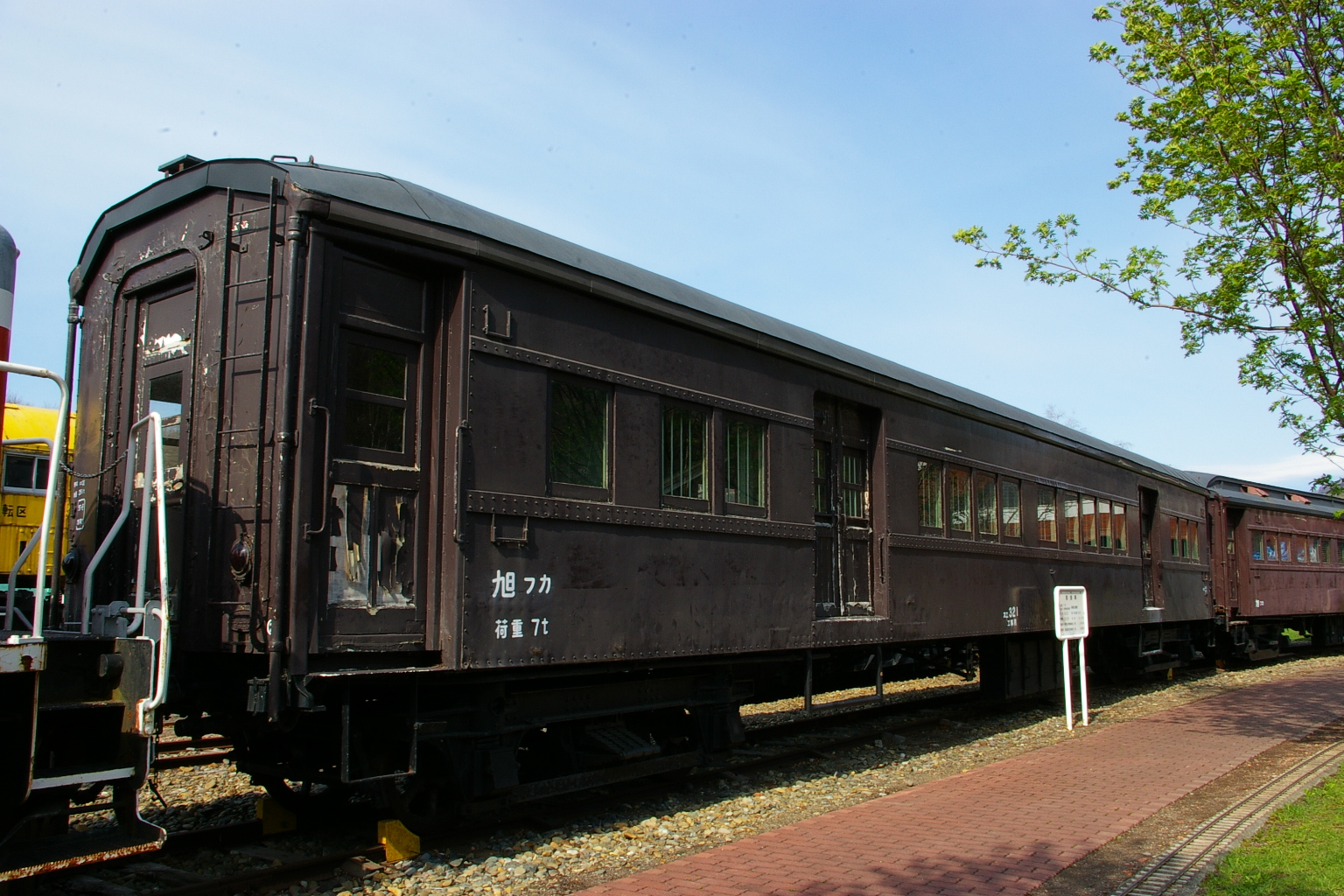
三笠鉄道記念館のスエ32 1

1964年から1966年にかけて旭川・松任・新津・大宮の各国鉄工場で改造した救援車である。
スエ31形と形式を分けた経緯は不明である。ただし4 - 7は改造直後にスエ31形に編入された。1986年までに廃車となった。
- 1・8
  - 1964年と1966年にマユニ31 12・13を改造した車両で、改造後は深川・留萌の各区に配置された。

- 2・3・5 - 7
  - 1964年ごろから1966年にかけてマニ31 25・30・2023・43・50を改造した車両で、改造後は敦賀・直江津・田端・甲府・八王子の各区に配置されたが、1966年に改造された5 - 7は、同年9月にスエ31 8 - 10へ改番された。

- 4
  - 1966年にマニ31 12（旧マニ36700形）を改造した車両で、二重屋根車。のちにスエ31 7へ改番された。

#### オエ61形
新製荷物車の増備に伴い余剰となったマニ36形およびマニ37形を種車として改造した救援車。
本来オエ61形は鋼体化改造車が種車とされていたが、本番号区分ではそれ以外の車両も含まれることとなった。
このため従来のオエ61形と区別するためマニ36形改造車は300番台、マニ37形改造車は600番台とされた。
本系列では下記の車両が該当する。
- 300番台
  - 301・302・307・309・313
    - 元はオロ35形（30850形）だったマニ36 2006・2007・49・2004・86を旭川・五稜郭・幡生・小倉の各国鉄工場で改造した。
    - ただし307は車体振替が行われ、スエ31 47が標記書換を受け引き続き使用されていた。
    - 改造後は旭川・苫小牧・南延岡・倶知安・厚狭の各区所に配置され、307が1984年に、その他の車両も1987年に廃車となった。

  - 304 - 306・312・318
    - 元はスハ32形（32800形）だったマニ36 2099 - 2101・2113・104を名古屋・大宮の各国鉄工場で改造した。
    - 改造後は小山・新鶴見・新小岩・茅ヶ崎・名古屋の各区所に配置され、1987年に廃車となった。

  - 310
    - 元はスロ34形（30770形）だったマニ36 2003を国鉄大宮工場で改造した。
    - 改造後は佐倉区に配置され、1984年に廃車となった。

  - 315
    - 元はスロハ31形（31500形）だったマニ36 74を国鉄幡生工場で改造した。
    - 改造後は小郡区に配置され、1987年に廃車となった。

  - その他の300番台は35系と60系（元スロ60形）に属する。

- 600番台 (603)
  - スハ32 647を改造したマニ37 2153を1981年に国鉄高砂工場で改造した。
  - 外観はマニ37形そのもので、青15号の外部塗色もそのままとされていた。
  - 改造後は竜華区に配置され、1987年に廃車となった。
  - その他の600番台は60系（元スロ60形）と43系（元スロネ30形）に属する。

オエ61形にはほかに0番台があるが、0番台は60系に属する。

## 外地・私鉄向け同系車
鉄道省制式客車として大量生産された本系列であるが、これと同様式の私鉄向け客車は僅かに1形式1両、産業セメント鉄道（旧称：九州産業鉄道）向けの17 m級車が存在するのみであり、これも戦時買収で国鉄籍に編入されて新形式を起こされ、オハフ36形となっている。これは、播丹鉄道ホハフ500形 とともに私鉄買収客車に省制式形式が与えられた希少例の一つである。
- 九州産業鉄道オハフ1形客車

1932年に田中車輛で製作された1両のみである。車体形状は、長さはスハ32系の20 mに対し、側窓にして4枚分車体長を短縮されて17 m級とされた以外は、ほぼ完全にスハフ34400形に準じて設計製造されている。後は1967年に廃車し、私鉄等への払い下げも行われず、そのまま解体された。
- 台湾鉄道32000形鋼製客車

1935年10月に開催された台湾始政40周年記念博覧会のため、客車不足でありかつ台湾での工場設備能力が不足により、急遽内地の優秀車両メーカーに注文し、3か月以内に26両の客車が製造完成する必要があるため、出来る限り当時鉄道省の最新型車両の設計をそのまま流用されて製作された車両である。車種内訳は、二等車（ロボ32001 - 32004、日本車輌本店）、三等車（ハボ32001 - 32014、汽車会社東京支店、川崎車両）、三等緩急車（ブハボ32001 - 32004、日本車輌東京支店）、荷物車（ブボ32001 - 32004、日本車輌本店）。車体形状は、長さはスハ32系の20 mに対し、3 mを短縮し17 mになり、高さも100 mm低くしたが、他の構造は基本的にスハ32800の車体形状と同様。台車も、TR23を基本として10トン短軸仕様になって、枕ばねを3連になったもの。1937年、一二等車3両（オイロ32001 - 32003、汽車会社東京支店）を追加製造され、1940年にまた二等車3両（オロ32005 - 32007）、三等車3両（オハ32015 - 32017）を増備され、1941年以降の増備車は大窓車32100形に移行されたから、最終的に同系車は35両になった。
一部戦災廃車を除いて、戦後は、車種記号が英数に変更し、内装など改造がある外、長年に車体はそのまま使い続けて、1973年、唐栄鉄工廠により、更新改造の名目で新製車体に乗せ換え、30SP・SPK32100型に改造されて型式消滅した。

## 運用

### 東海道・山陽本線

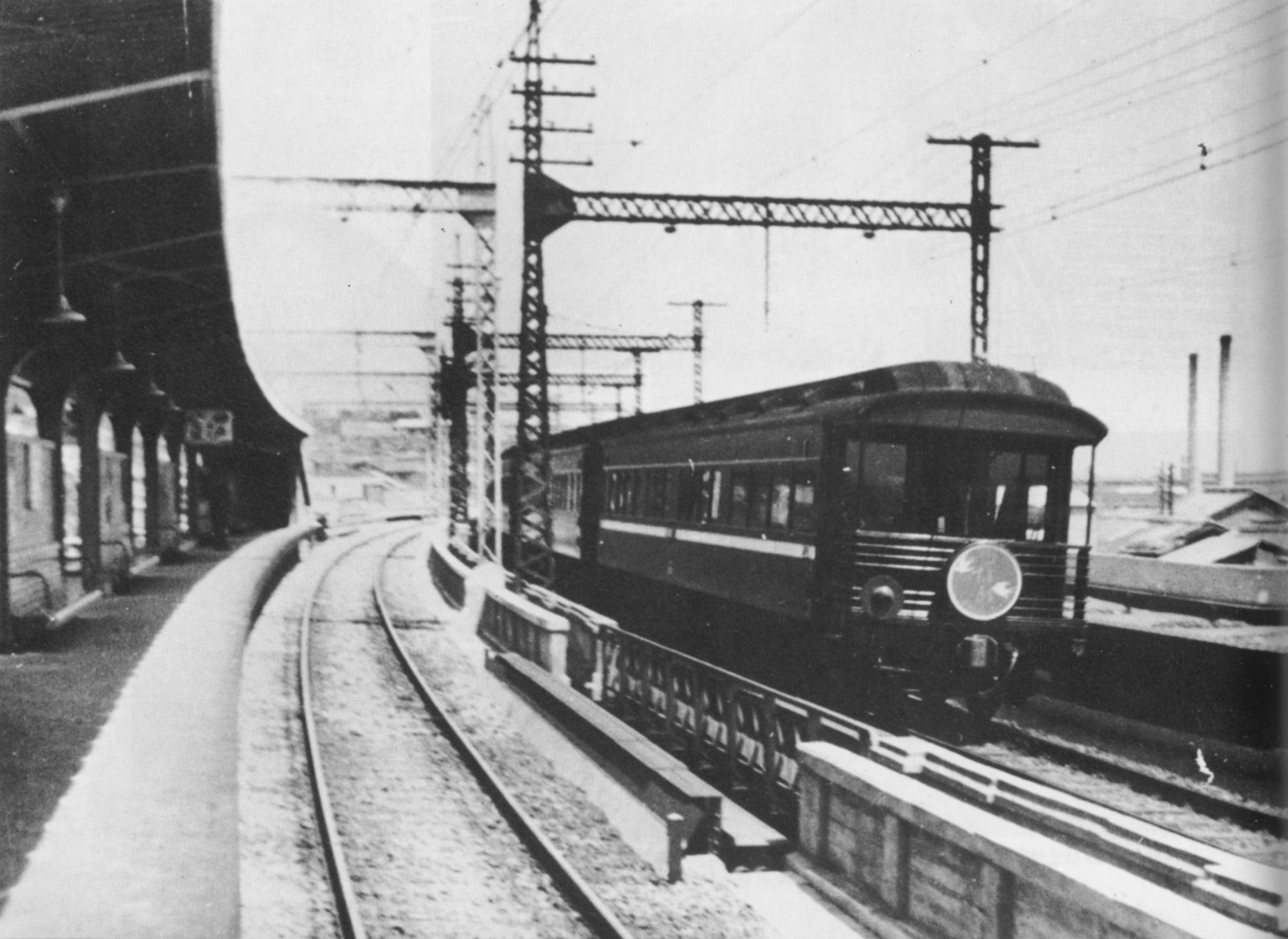
戦前の特急「つばめ」展望車（1936年）

スハ32系は当初は東海道本線・山陽本線を中心に使用され、戦前は特急「富士」・「櫻」・「燕」でも運用された。
戦前の急行列車では、東京 - 神戸間の急行17・18列車にマイネフ37230形を含む鋼製客車が投入された。この列車は官設鉄道時代の最急行以来の伝統と格式を誇った一・二等急行列車で、本形式2両を含め3両の一等寝台車と5両の二等寝台車、食堂車、それに1両の二等座席車で構成される、当時の日本を代表する夜行急行であった。その豪華さや名士のみが乗車できるところから名士列車という通称がファンから与えられた。1942年（昭和17年）11月のダイヤ改正で急行113・114列車に改称されたが一・二等急行としての格式は保たれ、1943年10月のダイヤ改正をもって廃止となった。
第二次大戦中に中断していた特急列車の運行は戦後に再開された。1949年に「へいわ」が、1950年には「つばめ」（「へいわ」より改称）・「はと」が運行を開始し、スハ32系列の食堂車や展望車も編成された。1956年11月運転開始の夜行特急「あさかぜ」・「さちかぜ」では最後部にマロネフ29形が連結されていた。

### 九州地区

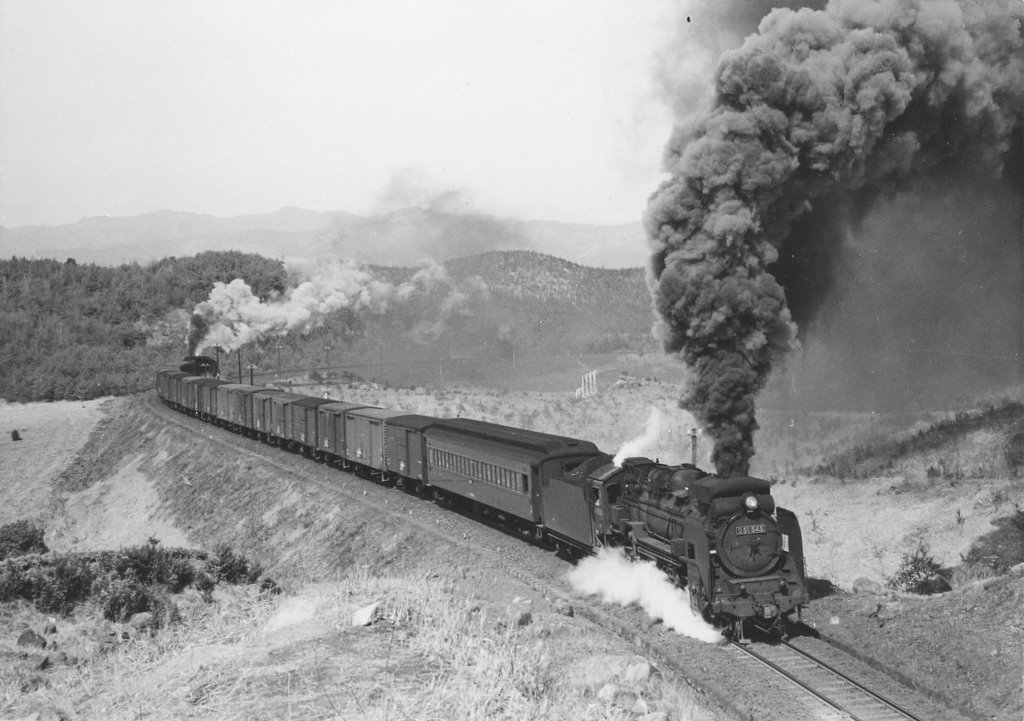
肥薩線の混合列車（1970年）

九州地区では営業用の二重屋根車で最後まで残った車両も使用されていた。スハフ32 43・44の2両が1968年度から1970年度まで肥薩線で使用され、人吉駅 - 吉松駅間の矢岳越えではD51形牽引の混合列車に連結された。

### 東北本線
東北本線系統ではスハ32系が遅くまで残っており、福島客貨車区には1982年度まで配置があった。スハ32系として最後まで一般営業運用が残ったのが磐越西線の普通列車で、末期は郡山客貨車区に配置されてオハ35系や60系客車と混用されていたが、50系客車への置き換えにより1984年2月までに運用を終了した。

### 北海道地区
北海道では窓幅が狭く二重窓の開閉が容易としてスハ32系が長く使用され、オハ35系の登場後もスハ32系が引き続き1941年まで投入されていた。スハ32系が北海道での運用を終了したのは1983年度であった。

### 欧亜国際連絡列車
東京 - 敦賀港間では敦賀港からウラジオストク航路とシベリア鉄道を経由してヨーロッパへ連絡する「欧亜国際連絡列車」が運行され、一・二等寝台車のマイロネフ37280形が連結されていた。
往路は毎週金曜発で東京 - 米原間は急行17列車に、米原 - 敦賀間は京都発上野行き604列車に、そして敦賀 - 敦賀港間は3列車に併結されて西下し、復路も毎週金曜発の6列車、青森発大阪行き急行502列車、そして下関発東京行き急行10列車に順に併結されて東上するという、敦賀港 - ウラジオストク間の国際航路の運行に合わせた変則的な運用形態であった。

### 阪和電気鉄道への貸し出し
スハ32600形とスハフ34200形のうち、東京鉄道局（東鉄局）配置で直流1500 V給電による電気暖房装備に改造された一部の車両は、大阪府と和歌山県を結ぶ阪和電気鉄道（後の国鉄阪和線）に貸し出された。阪和電鉄は直流1500 V電化で蒸気暖房は使用不可であり、直通運転にあたっては母線給電で電源確保が可能な電気暖房車搭載車が必須であった。
南紀直通準急「黒潮号」（戦前期の準急は料金不要）として阪和天王寺（現・天王寺） - 紀伊田辺（のちに白浜口へ延長）間で運転された。特に阪和電鉄線内の阪和天王寺 - 阪和東和歌山間61.2 kmは同社の誇る超特急と同じ45分で走破し、表定速度は81.6 km/hという戦前日本最速の超高速運転であった。
編成は800馬力級電動車であるモタ300形あるいはモヨ100形2両（多客期には1両を最後尾に増結）が3両ないしは4両の鉄道省借り入れ客車を牽引する構成となっており、電動車の走行性能や客車の自重から最高120 km/hを超える、当時としては破格の超高速運転が実施されていた可能性が高いと見なされている。
頭端式ホームでしかも機回り線が設置されていない阪和天王寺へ客車編成を回送する際には、杉本町から高速での推進運転で出入線する必要があった。このため、スハフ34200形は車掌台に阪和で標準採用されていた東洋電機製造製主幹制御器やM23ブレーキ制御弁などが搭載され、実質的に総括制御運転可能な制御車となっていた。また、このことや多客期に増結された電動車が編成の最後尾に連結されて先頭の電動車から総括制御されていたことで判るとおり、他の貸し出し車についても主幹制御器用の制御線引き通し改造が実施されている。ただし、高速運転を支える重要コンポーネントであったU自在弁の高速応答に必要となる元空気溜管引き通しの有無については、定かではない。

## JRへの承継
スハ32系の2軸ボギー旅客車でJRに承継されたのはJR東日本のスハフ32 2357のみで、イベント列車に使用される。3軸ボギー車は展望車のマイテ49 2が国鉄最末期に静態保存から車籍復活してJR西日本に承継された。
建築限界測定車のオヤ31形はJR四国を除く旅客5社に承継されているが、本節では割愛する。

### JR東日本

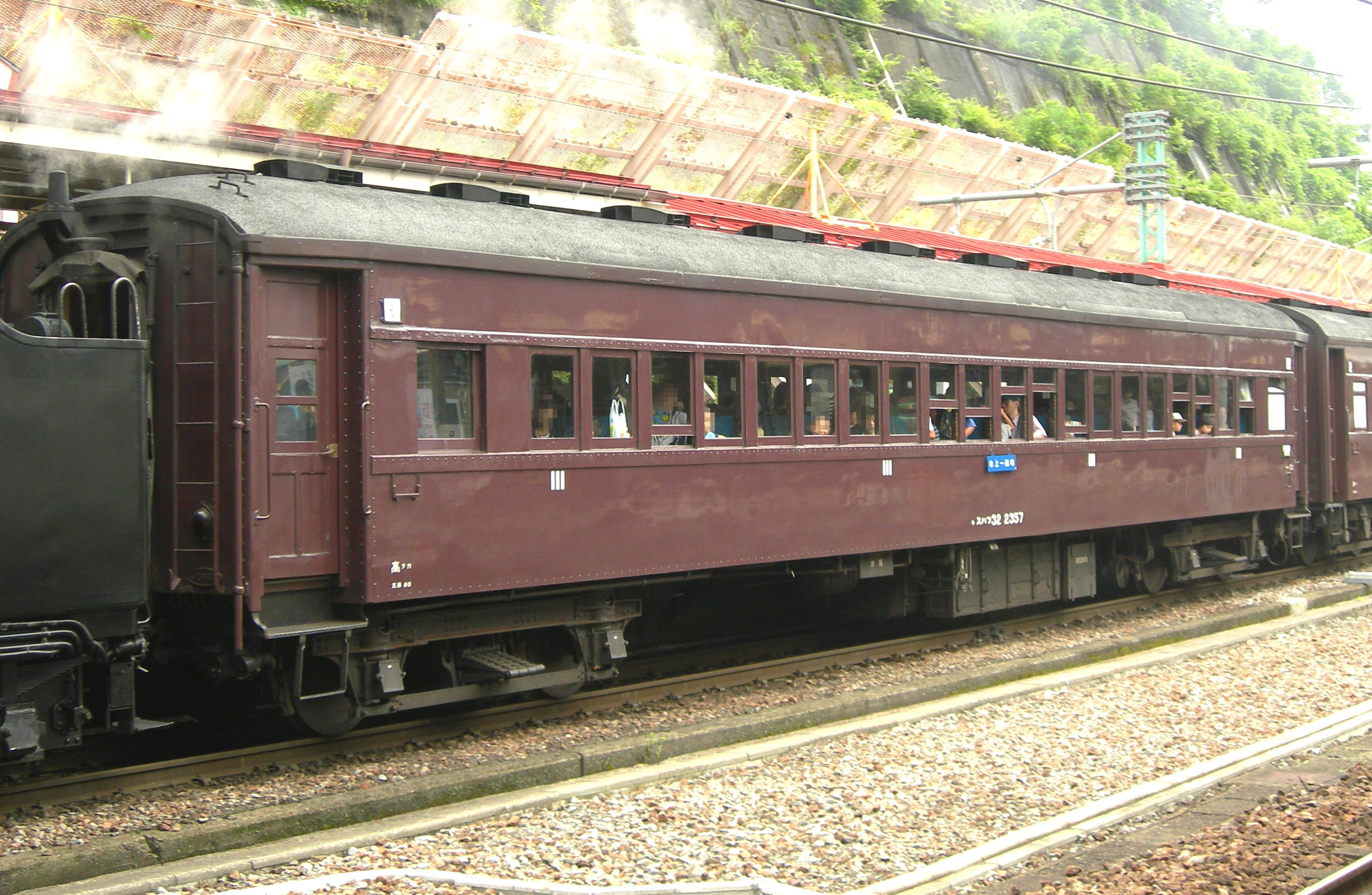
スハフ32 2357（2010年）

JR東日本にはスハフ32 2357が承継された。同車は2022年10月14日以降、当系列唯一の動態保存車で、JR東日本所有の現役、かつ、営業線路上で稼働可能な旅客用車両としては最古の車両でもある。
JR東日本ぐんま車両センターに在籍し、イベント列車などで使用されている。トイレは未整備のため使用停止中ではあるが、東日本の旧型客車の中では唯一、車内の床が木製板であることやニス塗りのボックスシートを使用していることなど、歴史的価値が極めて高くより昔ながらの雰囲気を味わえることから、多くの乗客からかなりの人気を集めている（そのため、一番稼働率が高い車両となっている）。また、2007年度にはデジタル無線も取り付けられ、車掌室側の妻面上部にデジタル無線のアンテナが追加装備されている（戦前に製造された鉄道車両としては唯一）。
2011年（平成23年）には、新たに復活したC61 20の牽引客車として再整備が実施され、同センターに所属する同車を含むすべての旧型客車に対して乗降ドアの半自動改造が行われた（電磁石により固定されたすべてのドアを、磁力解放時にクローザーの引力を利用して閉めた状態で、スイッチ操作によりロックを掛けられる集中鎖錠装置の設置）。なお、同車のトイレは引き続き使用停止であるが、その代わりにトイレ室を利用した機械室が設けられている。また、同車の尾灯はLED方式に変更し、バッテリーの耐久性を増強した。続けて2012年（平成24年）秋から2013年（平成25年）早春までの全般検査では、室内灯のLED化が行われ、それまでの蛍光管から電球色のLED室内灯へ改造された。いずれも、将来的な静態保存に備えて、改造・復元を極力最小限に留めた上での整備である。

### JR西日本

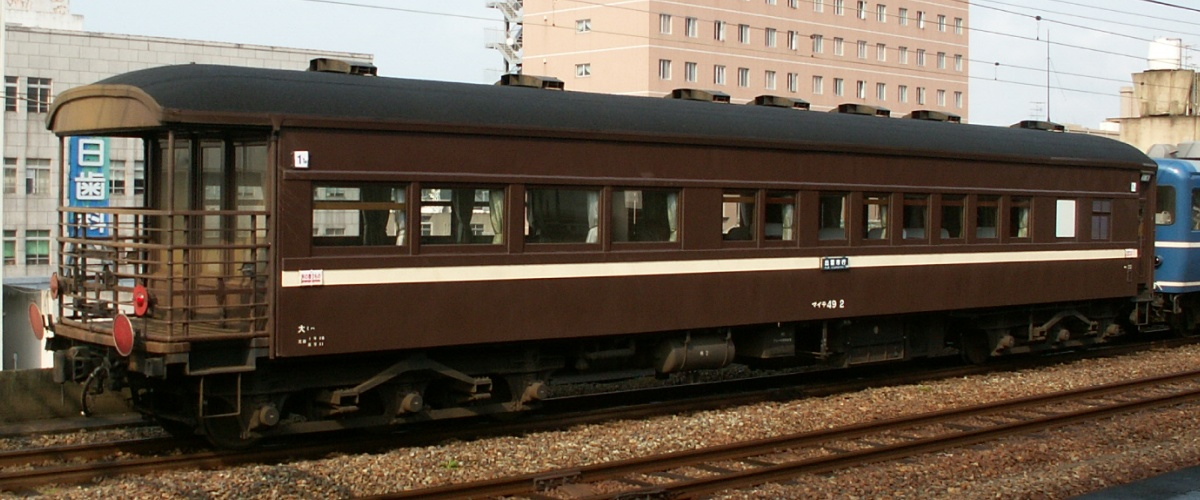
マイテ49 2（2006年）

JR西日本には国鉄分割民営化直前に車籍復活したマイテ49 2が承継され、イベント列車に使用されていた。2022年に廃車となり、京都鉄道博物館で静態保存されている。

## 私鉄払い下げ車
私鉄払い下げ車としては以下の2両があり、どちらも戦災廃車・事故廃車となった車両である。
- 松尾鉱業鉄道スハフ7

1948年に事故廃車となったスハ32 671が譲渡されて復旧した車両で、旅客営業廃止後の1971年に廃車された。
- 同和鉱業ホハフ2000形客車
  - ホハフ2002

片上鉄道事業所に在籍。新造扱いだが実際は戦災廃車となったスロ33 25の台枠を短縮し再利用したもので、1950年に富士産業宇都宮工場で製造された。車体は新造で、60系客車をベースにした17mセミクロスシート車で、車端部の乗降口がオープンデッキとなっているのが特徴だった。末期は休車状態だったが1991年の廃線まで車籍を保持していた。廃線後の1992年4月に片上駅構内にて解体された。

## 保存車

### 静態保存
| 番号                    | 所在地                   | 備考 |
| ----------------------- | ------------------------ | --- |
| マイテ39 11             | 鉄道博物館               | 青梅鉄道公園に保存され、のち東京総合車両センターに移され保存されていたが、2007年10月に開館した鉄道博物館に移設展示され、車外から桃山式の展望室が観察できる。 |
| マロネフ59 1 スシ28 301 | 京都鉄道博物館           | 1962年、交通科学館(のちの交通科学博物館)に開館とともに展示保存され、2014年の閉館時点では土日に実施される「ミュージアム探検ツアー」で車内が公開されていた。2016年4月29日にオープンした京都鉄道博物館に移設され、展示が再開された。 |
| マイテ49 2              | 京都鉄道博物館           | 2009年（平成21年）8月15日の運用を最後に運用から離脱。以降は網干総合車両所宮原支所の庫内にて保管されていたが、2022年（令和4年）10月14日に車籍を抹消されるとともに、京都鉄道博物館の扇型機関庫の収蔵車両となった。車籍が抹消されたため、日本の営業線から3軸ボギー客車は消滅した。 |
| スハフ32 2146           | 東京都立小金井公園       | 1975年から敷地内に蒸気機関車C57 186とともに保存され、櫛桁に取り付けられた飾り押縁や妻羽目の枠縁が残る丸屋根車初期の内装を留めている（冬期を除く土休日を中心に展示場を公開。車内は原則非公開）。 |
| 保存後に解体            |                          | |
| スハネ30 2122           | 仙台市ガス局             | 1972年10月より、仙台市ガス局本庁舎裏の同局旧・原町工場の引込線跡でD51 1108・C58 365・C11 351・オハ35 2004と共に保存されていたが、1995年にオハ35と共に解体された。D51・C58・C11については利府町のJR東日本新幹線総合車両センターに移されたが、これらについても2019年に解体されている。                                                                                                   |

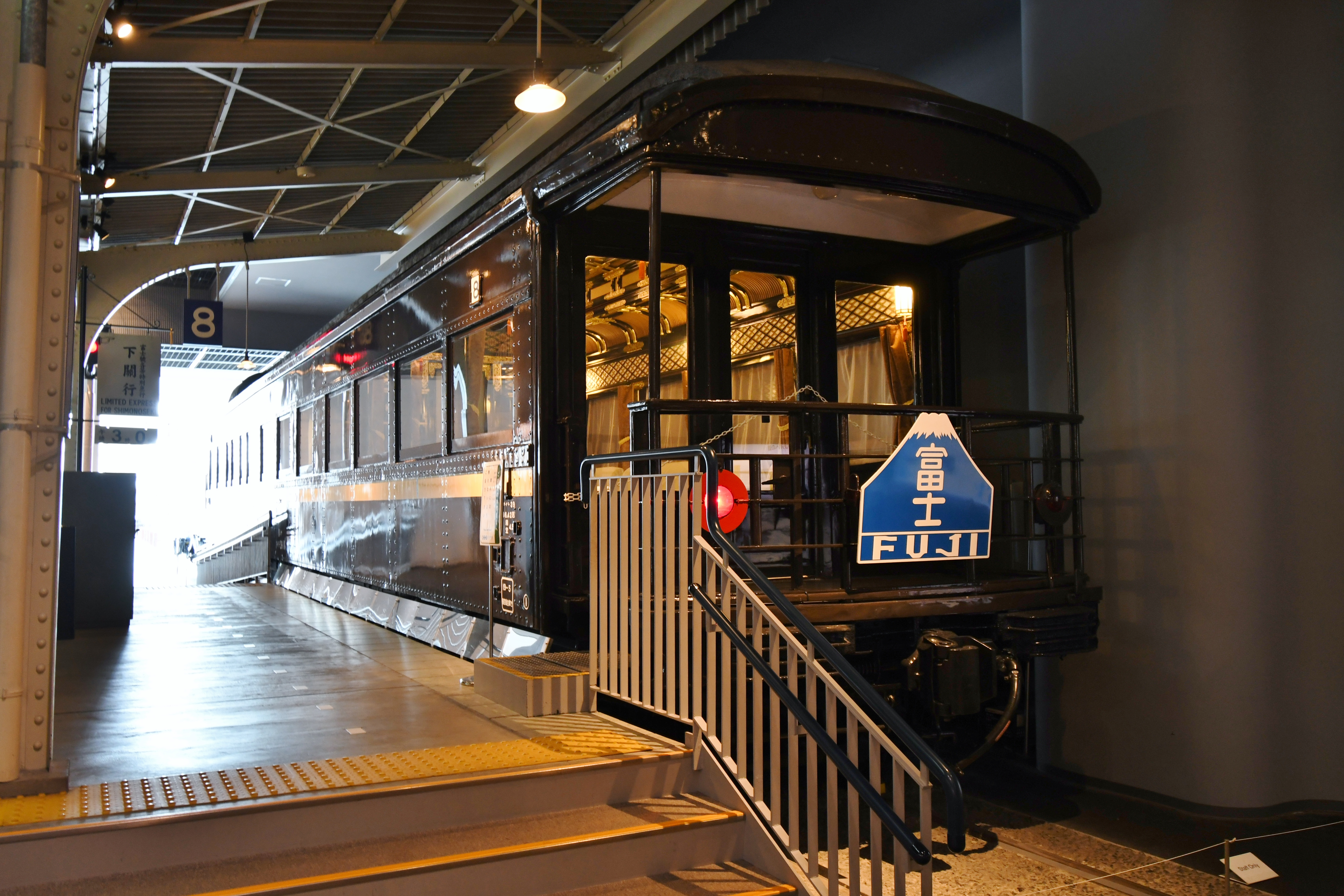
マイテ39 11（鉄道博物館）

| スハ32 349              | 福岡県福岡市貝塚公園     | 49627号機とともに保存されたが、老朽化のため撤去された。 1990年からは代わりに20系客車ナハネフ22 1007が保存されている。 |
| スシ28 102              | 東京都青梅市青梅鉄道公園 | 開園した際に保存された。食堂として使用されていたが、老朽化が進み、1980年にED16 1号機が搬入されるのと入れ替わりに解体撤去されたため、物議をかもした。TR73三軸ボギー台車だけは交通博物館を経て鉄道博物館に現存している。 |
| マシ29 107              | 交通科学博物館           | 1966年に当時の交通科学館に保存された。館内食堂として利用され、すでに前記のスロシ38000（スシ28）形が存在していたため、供食スペースの拡張という目的から厨房設備が撤去されてその跡に客席が増設された（『交通科学博物館50年史』p.12掲載の車内写真で確認できる）。1980年にナシ20形（ナシ20 24）が同館で保存された際に撤去された。3軸ボギー台車1基は廃棄を免れ、鉄道博物館に保存されている。 |

## その他
- スエ30 1の種車に事故廃車になったオハ34 45（元スハネ30100形→スハネ31形）が使われた。詳細は国鉄オハ31系客車#救援車のスエ30 1の項目参照。